# JR東日本E233系電力動車組

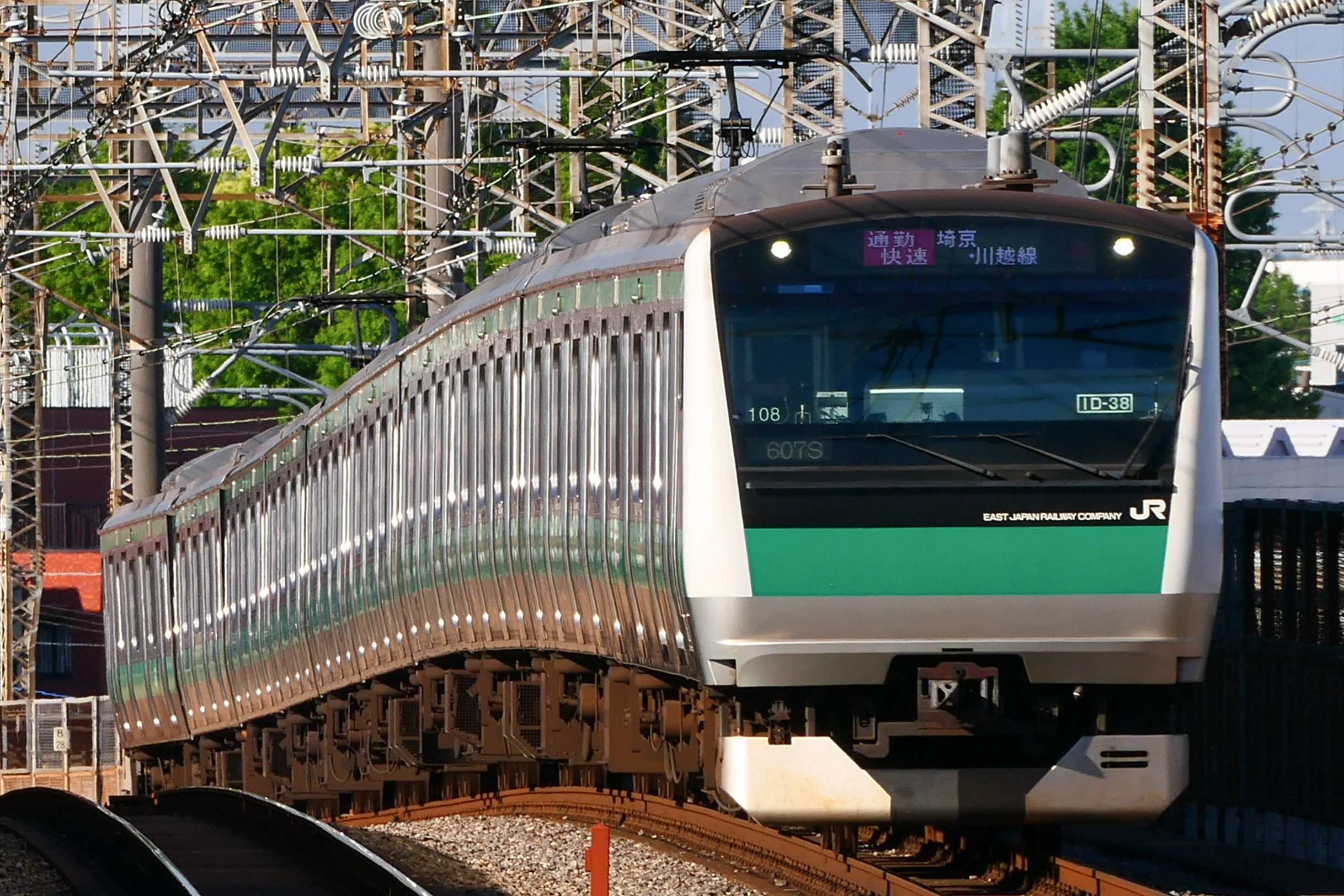
埼京線上的E233系7000番台電聯車（2023年5月）

E233系電力動車組（日语：／ E233-kei densha */?）是一款屬於東日本旅客鐵道（JR東日本）的直流一般型电力动车组系列，為E231系的後繼車型，也是JR東日本的新一代主力列車之一。E233系由東急車輛製造（現綜合車輛製作所橫濱事業所）、川崎重工業和JR東日本旗下的新津車輛製作所（現綜合車輛製作所新津事業所）承造，於2006年12月起投入服務。2007年獲鐵道友之會選為第47屆桂冠獎得獎列車之一。
E233系的開發目的是要取代中央線快速系統（包含青梅線、五日市線、八高線）使用多年的201系。設計參照了2000年起大量投放在東京都地區的E231系及2005年起投放在常磐線中距離列車班次的E531系，並應用了多種在實驗列車E993系試驗的嶄新概念，如安裝備用器械、全彩色LED路線顯示牌等。
E233系現有多種番台區分，分別是中央線快速系統的0番台，京濱東北線、根岸線的1000番台，常磐緩行線（直通千代田線及小田急電鐵）的2000番台，關東近郊線區用近郊型的3000番台，京葉線系統的5000番台，横滨線、根岸線（直通橫濱線的班次）的6000番台，埼京線、川越線（直通臨海線或相鐵線的班次）的7000番台，和南武線的8000番台及8500番台。
E233系是現時JR東日本旗下擁有車輛數目最多的列車系列。全國歷代亦僅次於新幹線0系及國鐵103系。

## 規格
E233系的車體沿用E231系的設計，為輕量不鏽鋼製宽車體（宽度：2,950毫米，2000番台除外）。雖然設計時曾考慮編入一輛6門車廂以增加載客量，但因為採用宽車體已能達到載客量需求而放棄計畫，故現時所有車輛均為4門車廂。
為了E233系成為更舒適的通勤型列車，JR東日本曾對中央快速線的乘客進行問卷調查，並根據乘客最關心的事項設計及修訂列車規格。

### 強化車身
E233系採用輕量不鏽鋼製車身，較201系的鋼製車身為輕。這容許E233系在不影響列車性能的前提下採用更強的車身結構。另外，汲取以往平交道意外的教訓，列車的車頭的結構承繼E231系近郊型的設計，透過在駕駛台前增加緩衝結構，使車頭結構在撞擊時能吸收部份衝擊力，保護駕駛員遇上平交道意外時的安全。此外駕駛室後方安裝了逃生門，萬一駕駛室兩側車門不能開啟時，駕駛員也能經逃生門離開駕駛室。

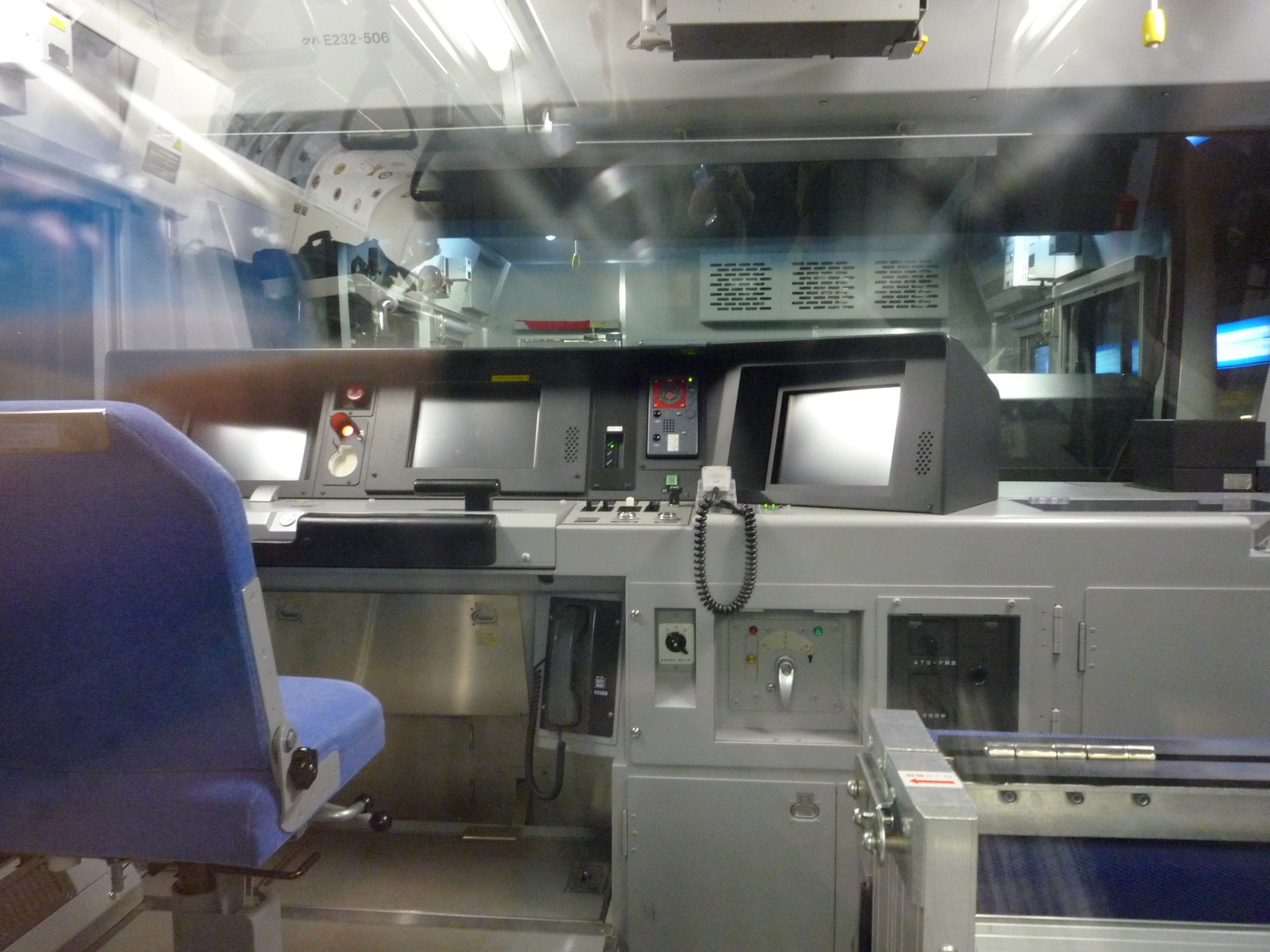
駕駛室（0番台）

### 減低故障率
列車故障是JR東日本各路線列車延誤的一大原因，使用201系列車多年的中央快速線也是其中一條延誤情況嚴重的路線。為了減低故障率，E233系的重要機器（如集電弓、空調壓縮器、牽引電流控制系統等）均安裝兩套或以上，是JR東日本首次採用的設計。兩套機器正常時會各自運作或其中一套在備用狀態。當其中一套機器失靈的時候，備用的機器會立即被啟動，以維持列車的正常運作。
此外，E233系也安裝了自E231系改良的列車訊息管理系統（TIMS），傳送速率由2.5Mbs提升至10Mbs，駕駛員及列車車長均可經系統查閱各系統的狀態，並方便列車長及維修的日常工作。

### 機器配置
控制裝置方面，0番台、1000番台、2000番台、5000番台、6000番台、7000番台、及8000番台採用三菱製SC85型 IGBT-VVVF控制裝置，而3000番台，則使用日立製作所製SC90或SC98型IGBT-VVVF控制裝置。
電動機方面，為保持車輛於齒車比為6.06的情況有更佳加速度及高速時的加速能力，採用了大功率輸出的MT75型鼠籠式三相誘導電動機。制動方式為回生制動（全電氣制動）配電控式風壓制動。
為了降低行車時間，E233系的列車編組增加了動車的比例（E231系10輛編組為4M6T編組，E233系則為6M4T編組），使列車性能獲得大幅度提升。與201系比較，E233系的基本加速率從2.5km/h/s提升至3.0km/h/s，常用最大減速率更從3.5km/h/s提升至5.0km/h/s，設計最高速度則從110km/h提升至120km/h。
轉向架方面，全部採用氣墊式懸掛，動力車採用DT71型轉向架，無動力車採用TR255型。

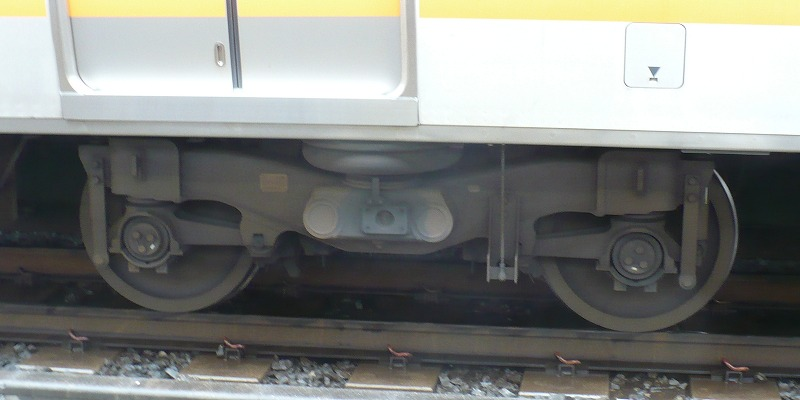
0番台採用的DT71型轉向架（具動力）
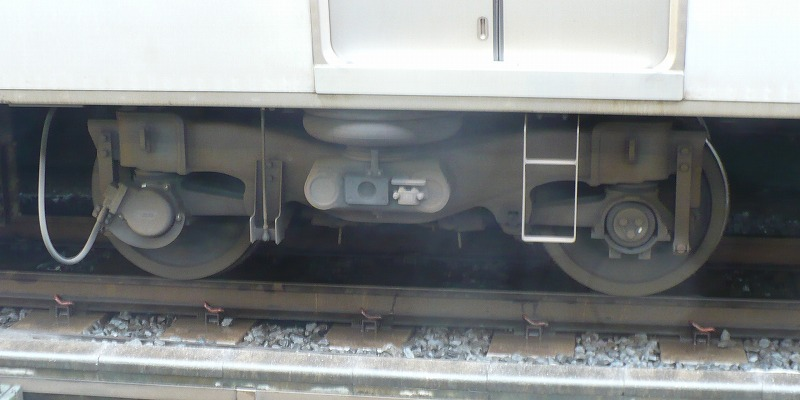
0番台採用的TR255型轉向架（無動力）
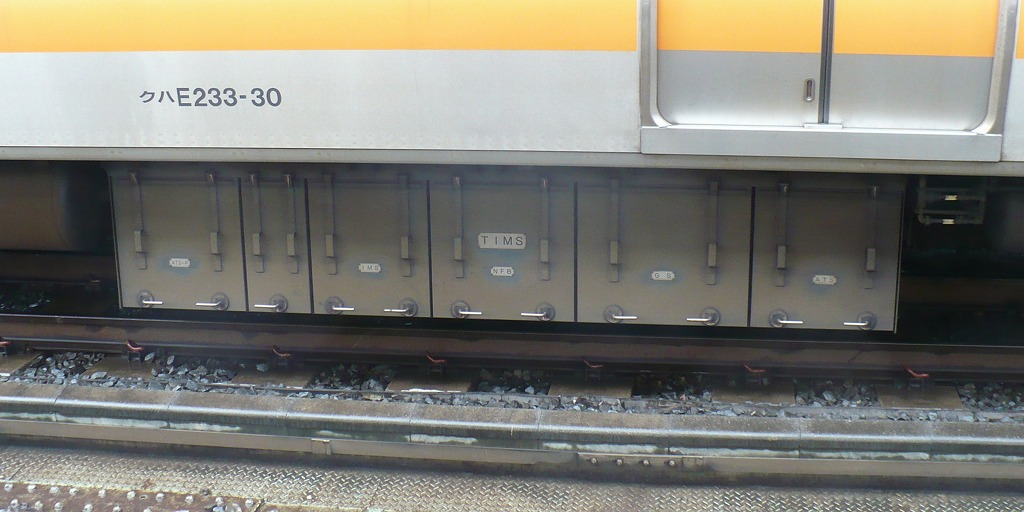
列車訊息管理系統的機器箱
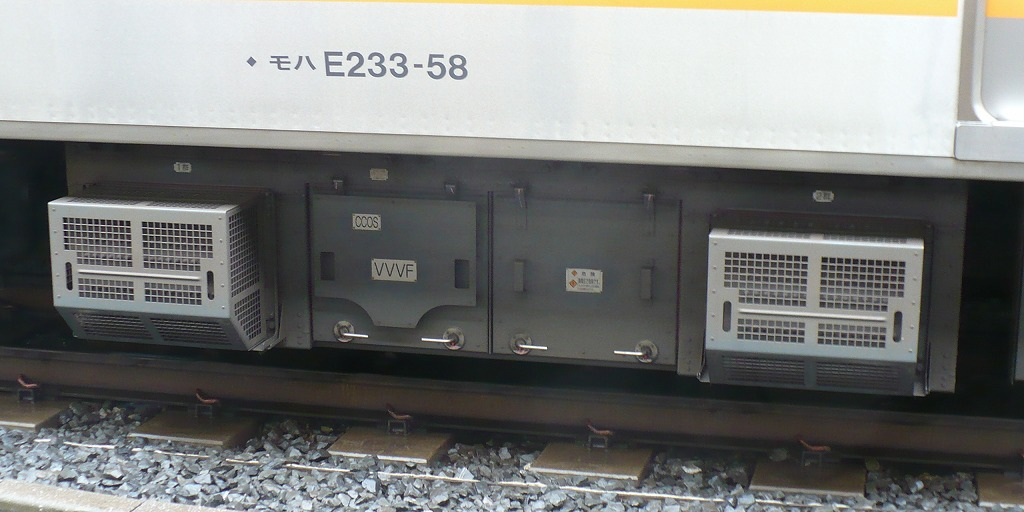
0番台採用的SC85型變頻器
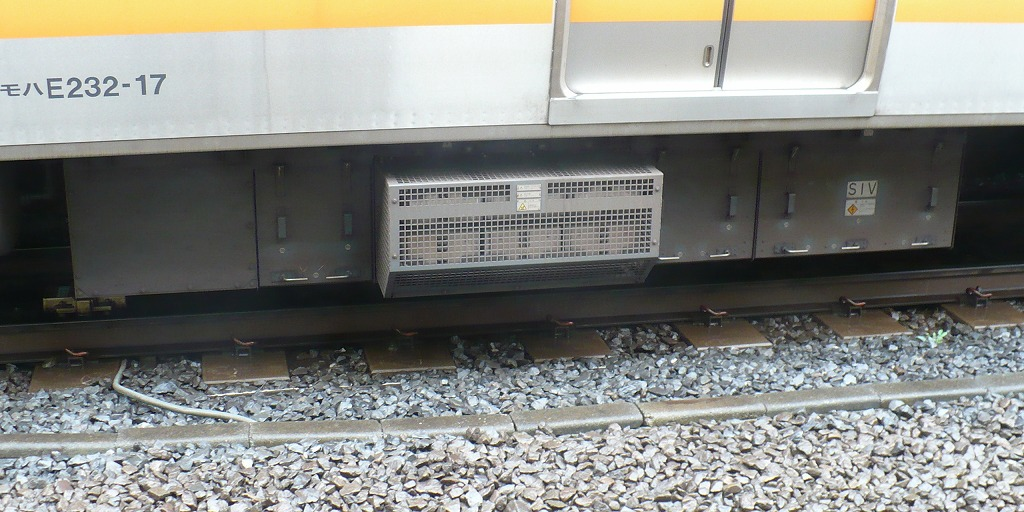
0番台採用的SC86型靜止型變壓器

### 列車資訊顯示
由於中央線（快速）系統的班次種類比其他路線要多（總計6種），乘客容易誤乘，故E233系應用了在E993系實驗列車試驗的全彩色LED方向幕。這種方向幕除了安裝在車頭外，也安裝車體兩側。新型方向幕為各種班次種類加上不同的顏色，也加上下一站的顯示，方便乘客辨別
。
調查顯示，乘客希望新列車能像山手線的E231系500番台列車一般，利用情報提供裝置（VIS）在車廂內提供列車運行資訊，故此設備在E233系的設計中已成為標準配備。E233系的車門上方裝設了液晶顯示屏（3000番台除外），提供列車運行資訊（行駛時交替顯示路線圖、所需時間、換乘路線資訊和班次延誤資訊，停站時則顯示月台平面圖）及播放日本電視台為列車製作的「列車新聞頻道」（Train News Channel）（2000番台除外）。同時因為中央線（快速）系統列車在立川以西路段的行駛方向各有不同，故列車路線顯示屏顯示的路線圖分為兩頁（分別為東京－立川和立川以西路段）。至於進入青梅線和富士急行線的班次，則會再增加顯示所進入路線的路線圖，合計3頁。為了方便外國遊客，所有的列車運行資訊均有英語版本，與日語一同顯示（路線圖則是交替顯示）。

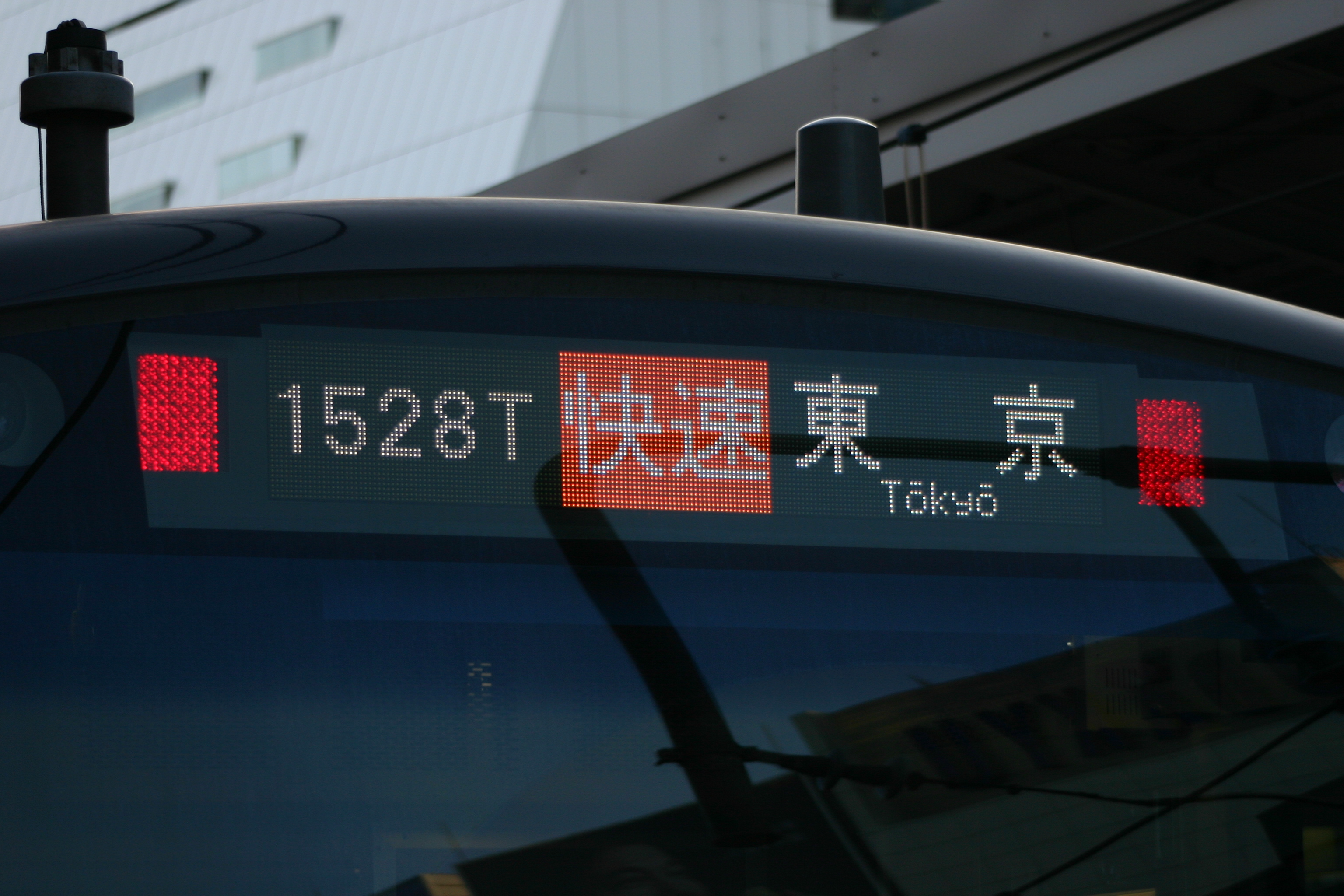
車頭的全彩色LED方向幕
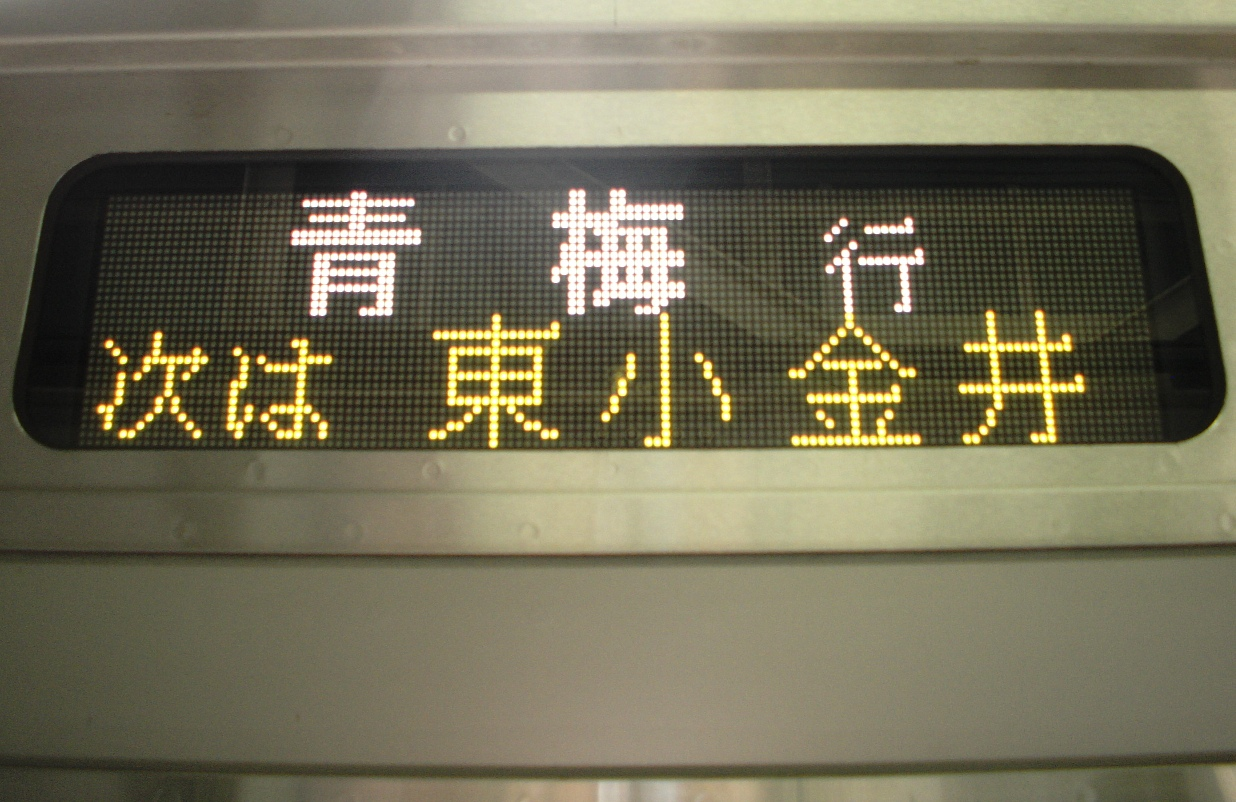
車體兩側的全彩色LED方向幕
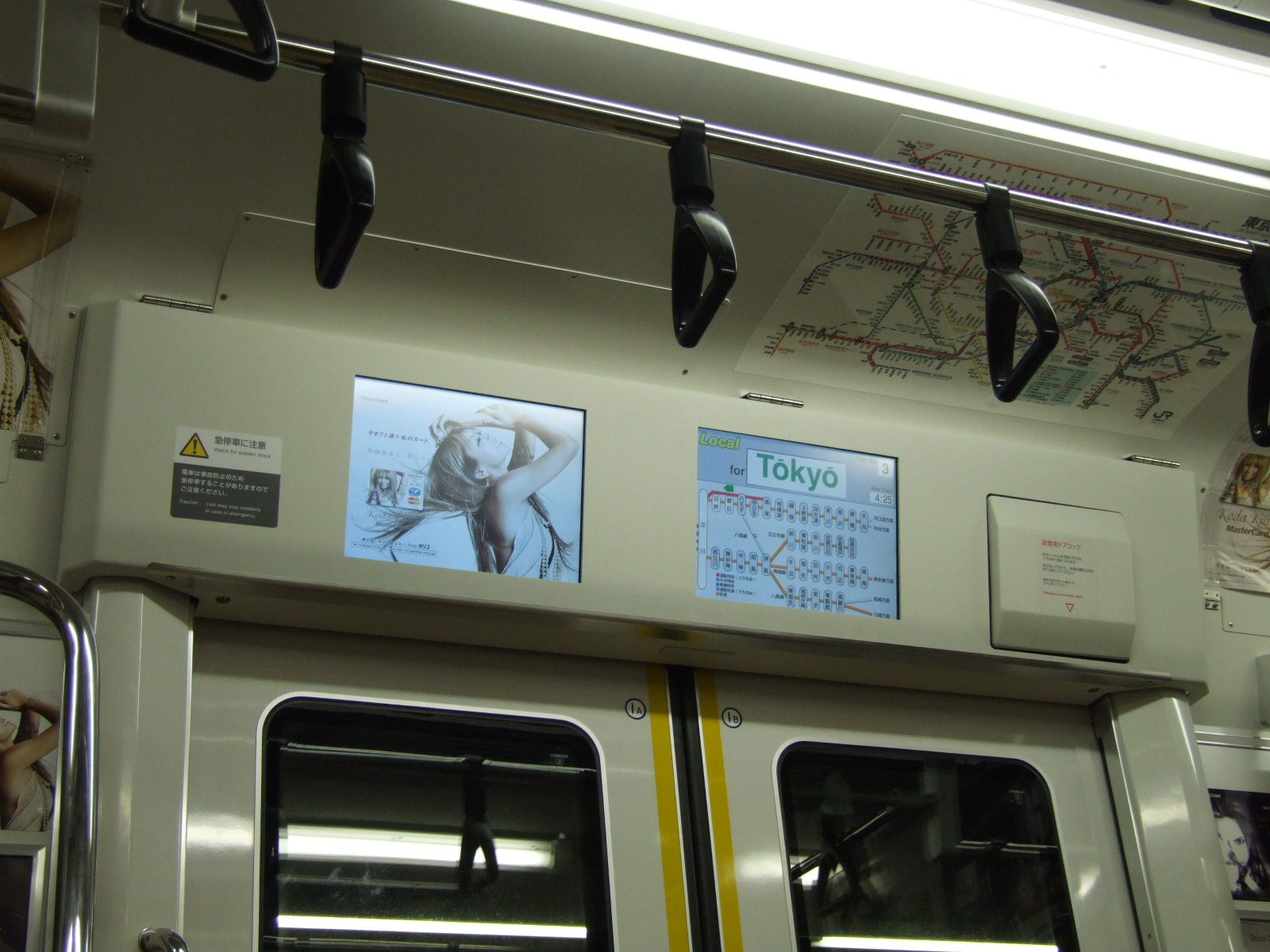
情報提供裝置（0番台）
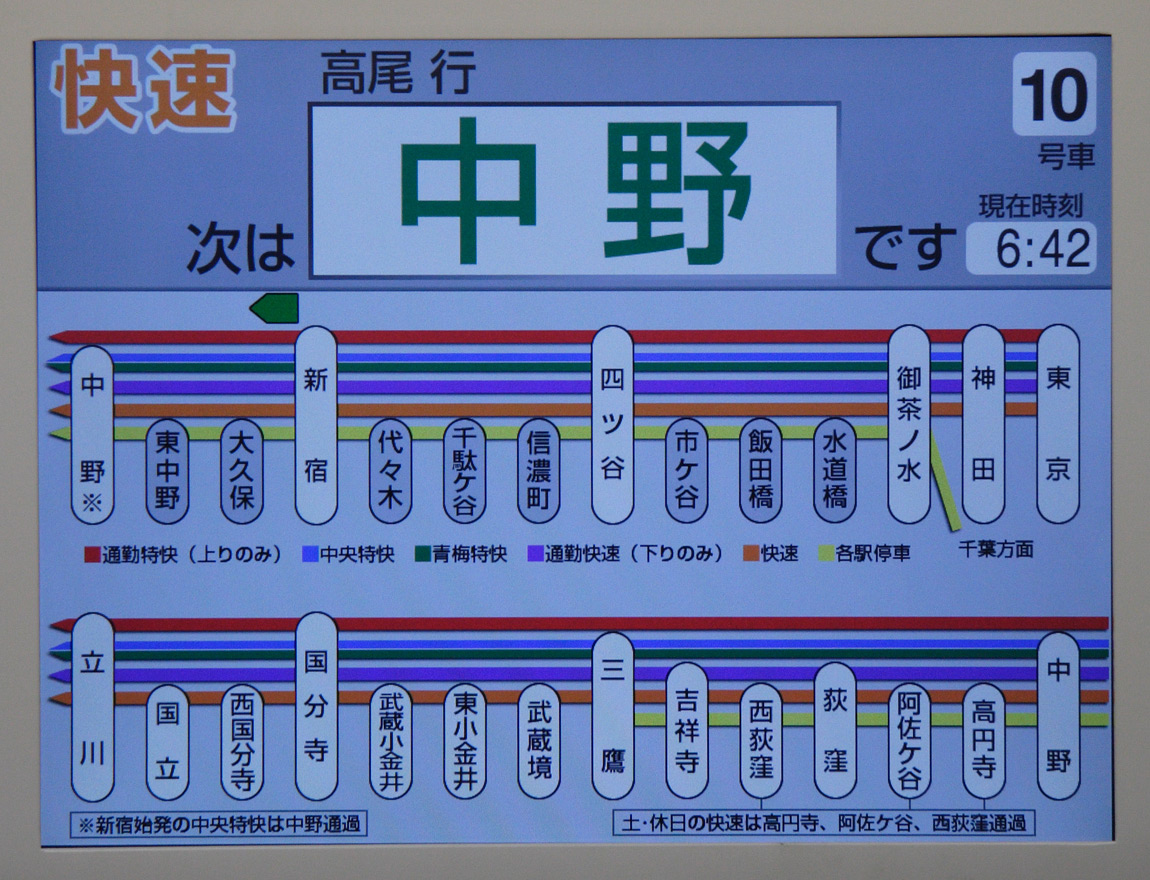
列車運行資訊顯示屏（日文）

### 提高搭乘舒適度
E233系列車的外觀與E531系相似，在車身均裝有揚聲器，在不設有發車音樂的車站中使用，加快乘客上下車的效率。車廂內部主要使用了E531系的部件，如能阻隔紫外線和紅外線的車窗玻璃、細長三角形的吊環扶手和鋁合金製行李架。車廂內車門邊緣被塗上黃色，在關門時能起警示作用。車門關上時會有警告音聲（沿用自209系使用的音聲），而車門正上方的LED警示燈也會閃爍。車門附近的地板均裝有防滑膠墊。座位採用E531系460mm寬的座位，比以前的201系（約430mm寬）和209系（約450mm寬）寬廣，座墊也採用新的物料製造，以提高乘搭的舒適度。
與E531系和以前的列車不同的是，E233系車廂內的扶手首次改成流線形設計（以前的列車的扶手均為直線設計）。椅套顏色也一改以往的冷色調，採用紅色系的椅套，改變以往車廂「冷冰冰」的感覺。另外，車門和車廂間的間隔門的表面均鋪上白色的裝飾板，是日本民用列車首次採用的裝飾（以前的列車車門都是無裝飾的不鏽鋼板），以及車門上的玻璃窗轉用由日本板硝子製雙層玻璃(PAIRMULTI)。
E233系延續E231系降低吊環扶手和行李架安裝高度的設計，更把優先座位區域和女性專用車廂（第1號車廂）內的吊環扶手進一步降低50mm，方便身材較矮小的長者和女性乘客。另外，為了提供無障礙乘車環境，車廂與月台的高度差從201系和209系的80mm降低至30mm，以方便行動不便的乘客。優先席的座位採用了顏色略有不同的椅套，附近區域的地板則改為紅黑相間，而扶手和吊環則加上黃色的部分，使優先席的位置非常明顯。另外，為解決繁忙時間擁擠的車廂中可能出現的臭味，E233系列車內安裝了空氣清新機，為JR東日本列車首次採用。
考慮到中央線（快速）系統列車將會進入高尾以西和青梅線等接近寒帶地區，為保持冬季時的車廂溫度，E233系也從E231系近郊型引入半自動車門設計。當半自動門按鈕開放使用時，乘客可利用按鈕自行開閉車門。而當列車將要開出時，列車長也可以透過按鈕將所有車門關閉。此外，也有容許列車長在每個車廂只打開一道車門（「3/4閉」）的按鈕。

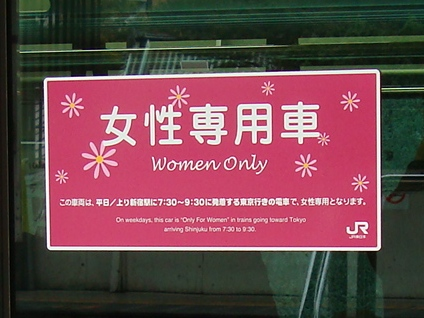
女性專用車廂標識
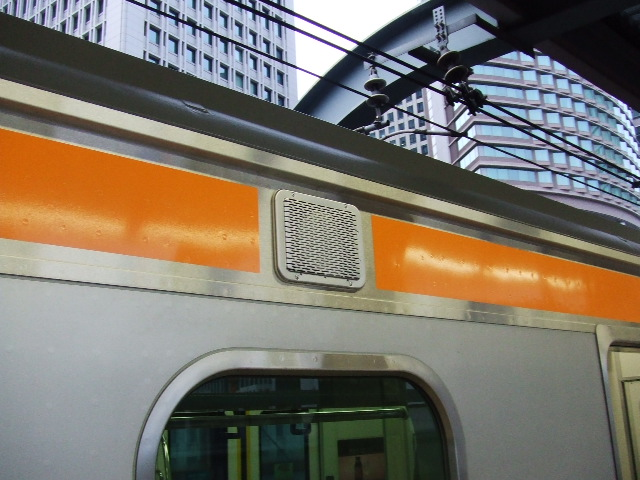
裝設在車身的揚聲器
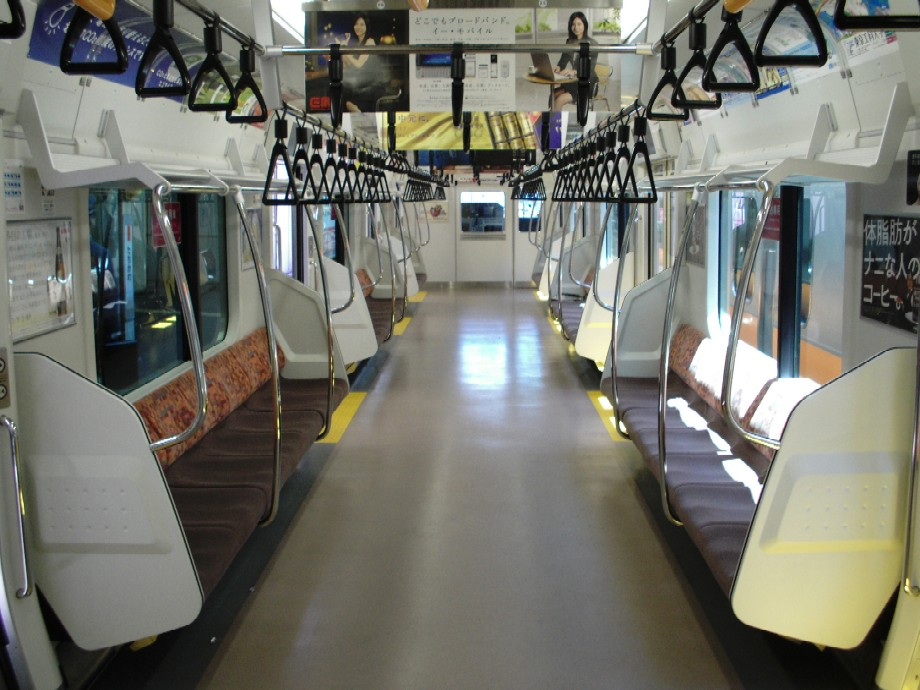
車廂全景（0番台）
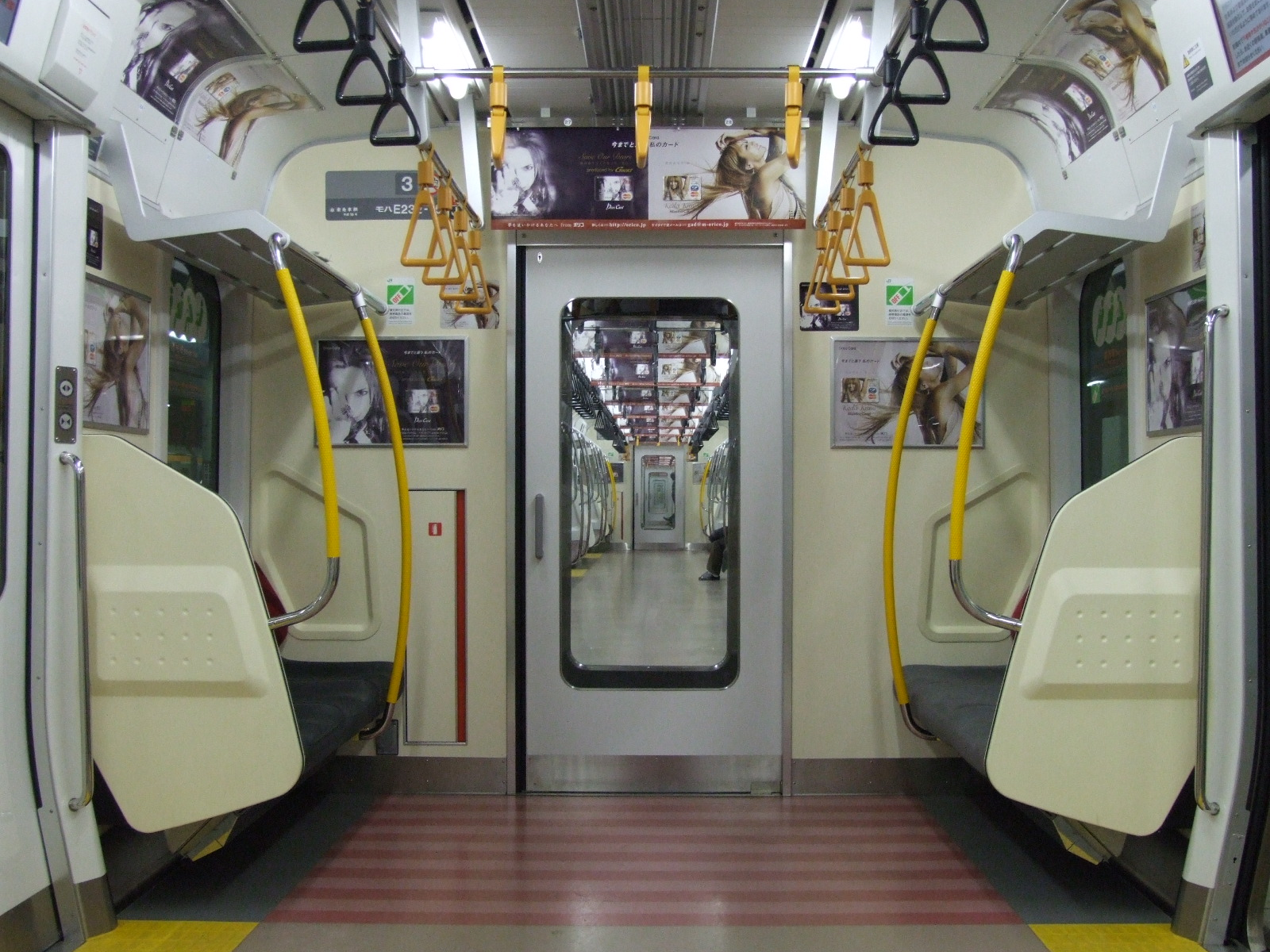
優先席附近
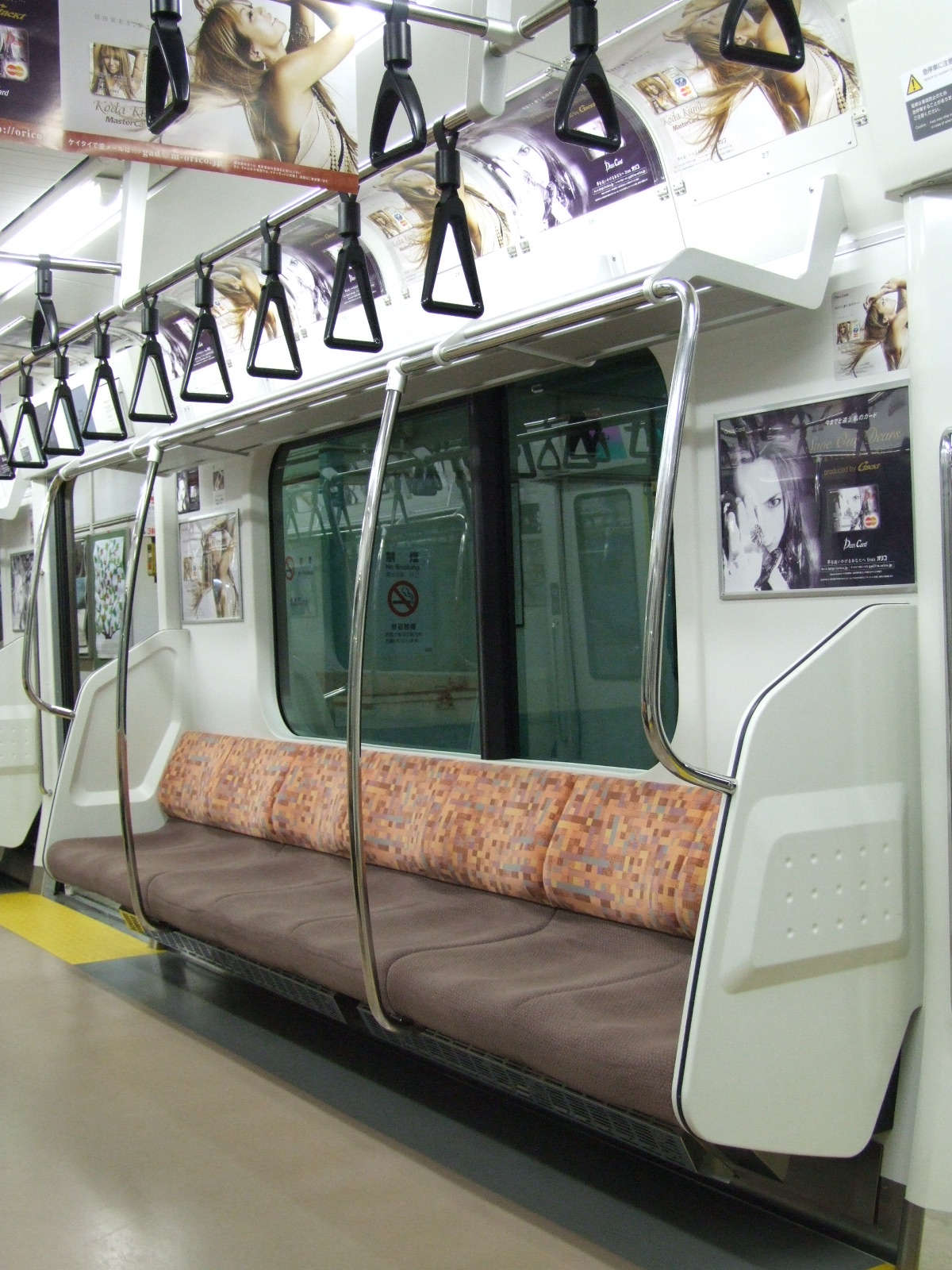
座位（0番台，7人）
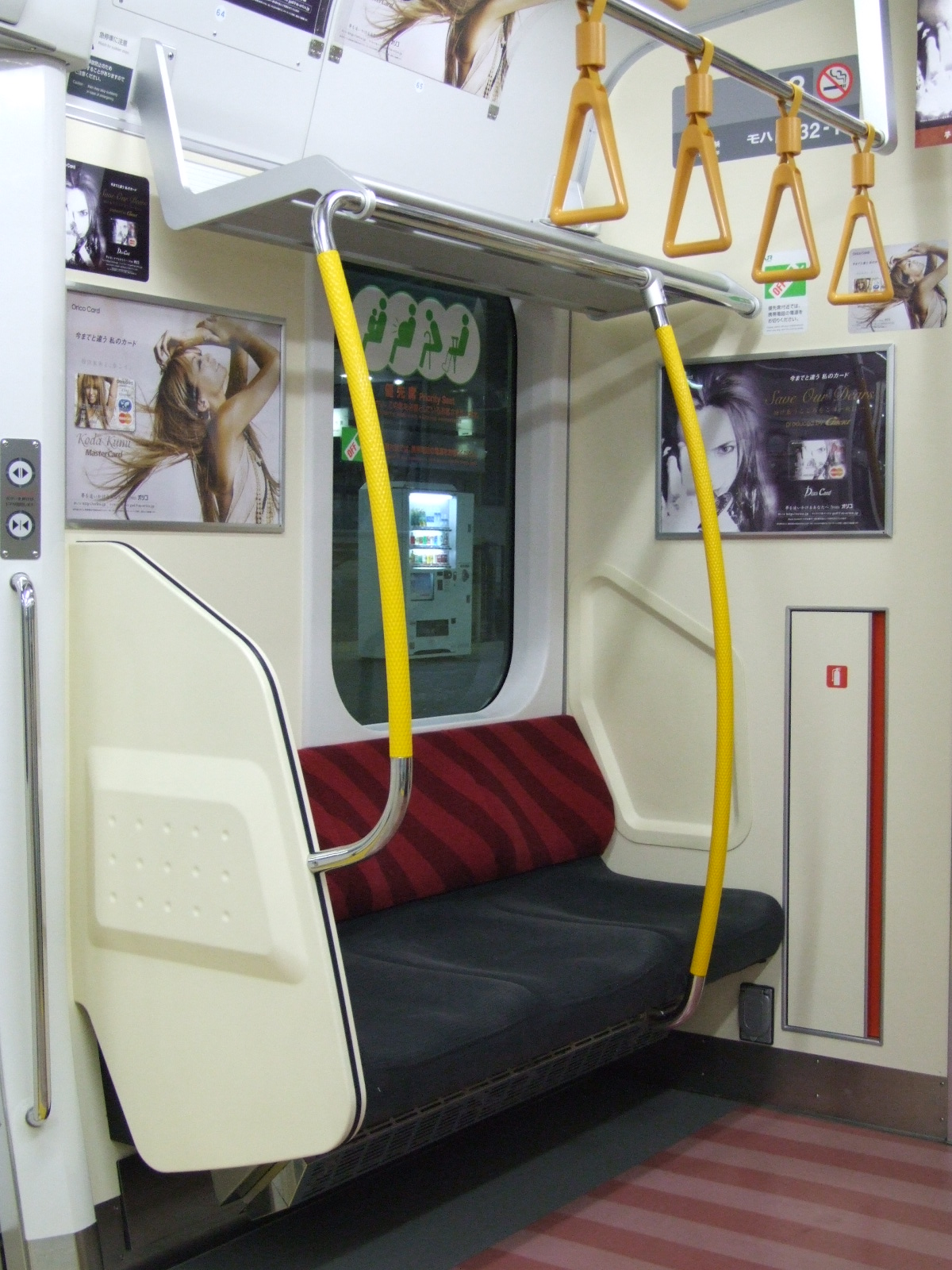
優先席（0番台，3人）
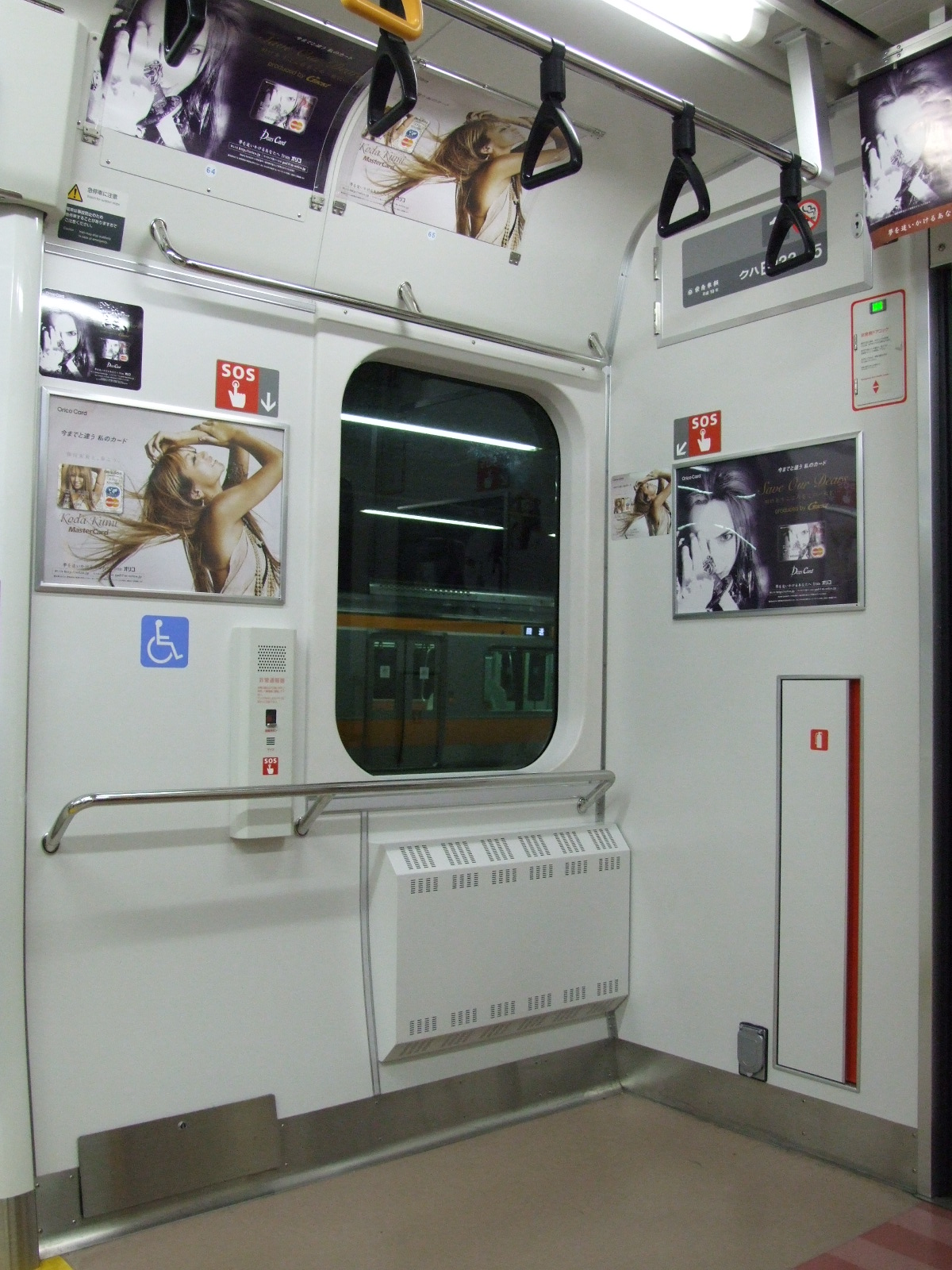
為輪椅乘客預留的空間
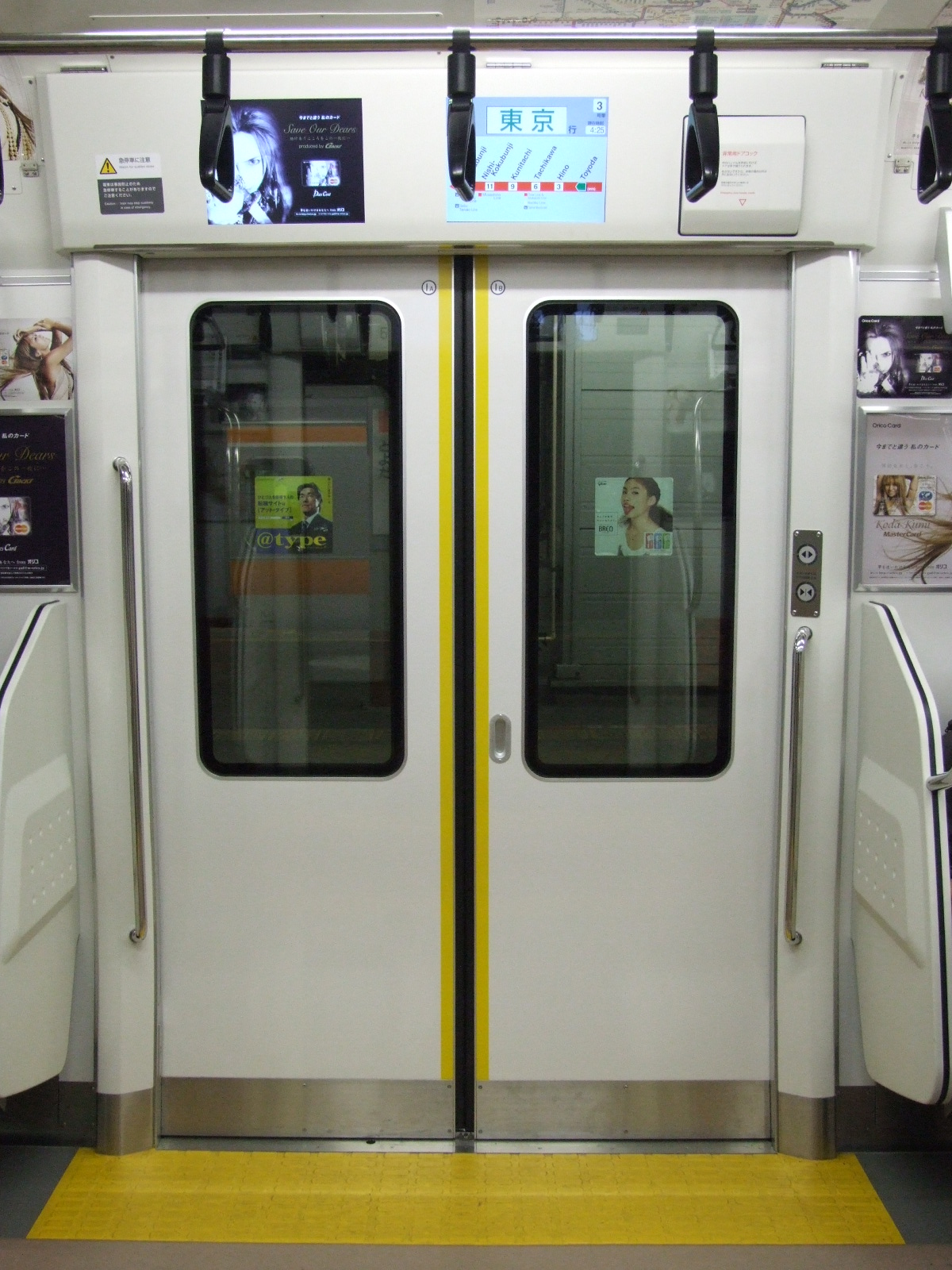
車門（0番台）
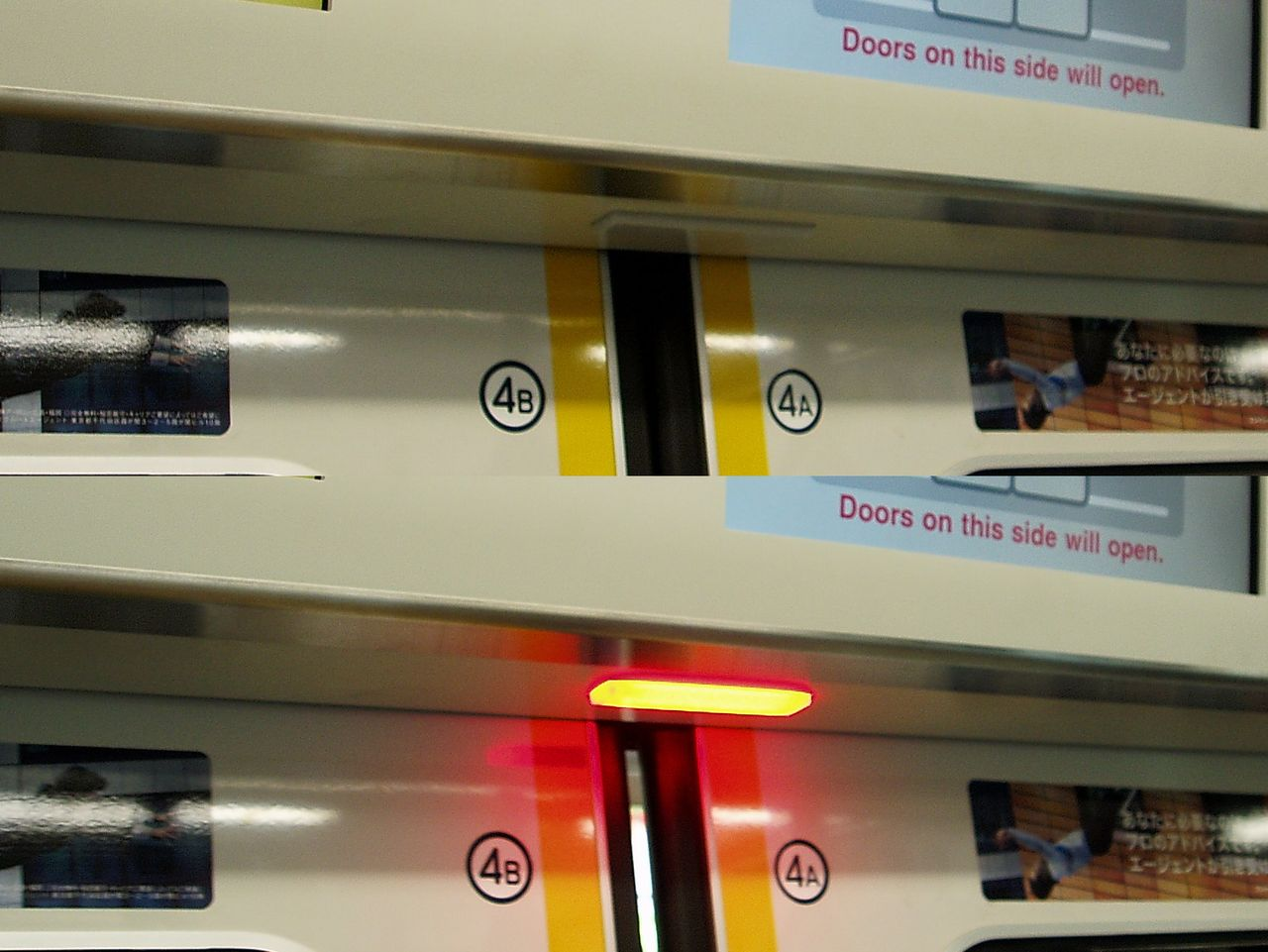
車門開閉的提示燈
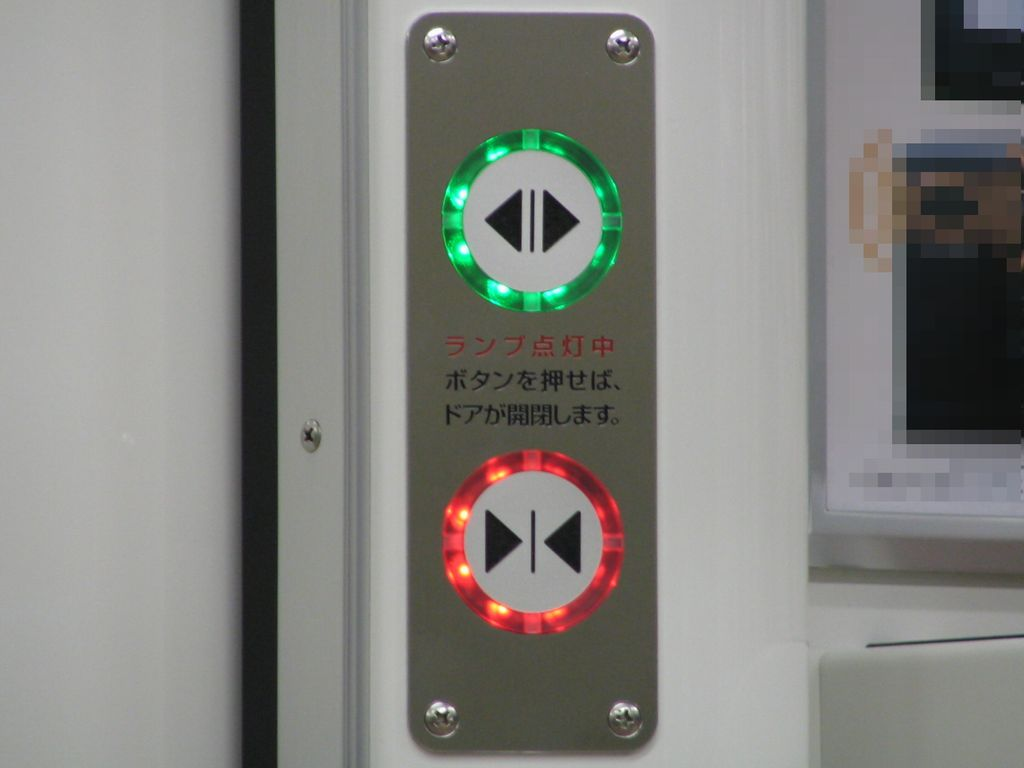
開放使用的半自動門按鈕
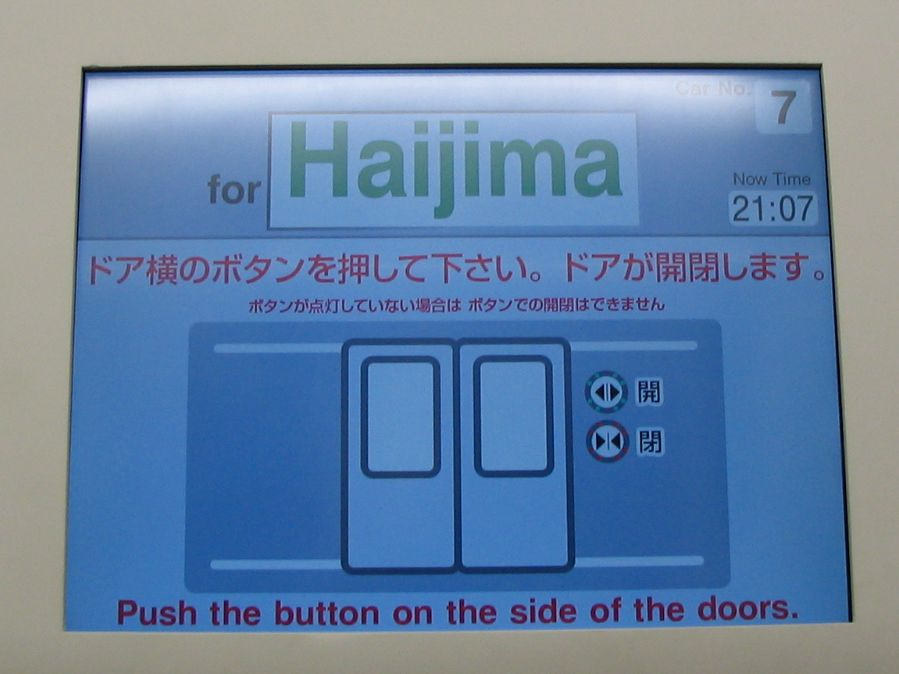
開放使用半自動門按鈕時顯示屏的提示

## 番台區分

### 0番台（中央線）
0番台列車服務中央線快速系統各線（中央線快速、青梅線、五日市線），全數配屬於豐田車輛中心（2007年11月25日前稱為豐田電車區）。作為「橙色電車」——201系的後繼者，車體色帶顏色沿用中央線（快速）系統的代表色——■橙色（朱色1号）。
首列出廠列車為H43編組，於2006年9月從東急車輛出廠，21日從逗子開出進行試車，並駛到所屬的豐田電車區。同年11月11日在豐田電車區40週年活動中首次亮相作公開展示。中央線快速用的列車於2006年（平成18年）12月26日正式投入服務。而青梅站以西、五日市線、八高線、富士急行線等支線路段則在2007年（平成19年）3月18日才開始有E233系列車投入服務。
因為中央線快速系統的青梅線、五日市線等支線的營運需要，0番台的列車有三種編組方式。除了10輛全貫通編成（6M4T）外，增加了6輛（4M2T）和4輛（2M2T）編組方式，透過將各編組分離和結合，增加車輛運用效率。另外，JR東日本曾考慮為0番台編配6車門車廂，但最終因為0番台闊身車體的載客量已較201系窄身車體高而決定不編配6車門車廂。
車輛分配方面，起初中央線快速的H編成只有15列（H43－H57），後來為增強中央線快速的運輸能力，故由青梅線的青400番台編成及青600番台編成各削減一列予中央線快速（青458及青658），成為H58編成。後來青梅線重編班次後出現了太多後備車輛，故再度由青梅線的青400番台編成及青600番台編成各削減一列予中央線快速（青459及青659），成為H59編成。2016年，青梅線及五日市線班次再度因重編而多出一列青600番台編成的後備車輛，青670於是於2017年調離豐田車輛中心並改裝轉投南武線取代南武線最後一列的209系2200番台。2020年，因為加裝綠色車廂，令到列車不足，而且209系1000番台也需要退役，所以增購一列（T71）。現時的分配如下：
- T編成：10輛列車全貫通編成，中央線快速專用（可進入青梅線，但只限立川-青梅）（43列，430輛，編號：T1－T42、T71）
- H編成：6輛+4輛編成，中央線快速系統通用（17列，170輛，編號：H43－H59）
- 青編成：中央線快速系統通用（青梅線、五日市線用）
  - 青400番台編成：4輛編成（8列，32輛，編號：青460－青467）
  - 青600番台編成：6輛編成（10列，60輛，編號：青660－青669）

#### 編組方式
- 備註：CP：空氣壓縮器，SIV：靜止式變流器，★：密接式自动车钩及电路连接器

|                      |          | ←東京・河口湖方向高尾・大月・富士山方向→ 青梅・奥多摩／武蔵五日市／高麗川方向→ |             |             |               |               |               |               |               |               |             |
| 10輛編成 （未改造）  | 車號     | 1                                                                              | <2>         | 3           | 4>            | 5             | 6             | 7             | 8>            | 9             | 10          |
| 10輛編成 （未改造）  | 形式     | クハE233 -0                                                                    | モハE233 -0 | モハE232 -0 | モハE233 -200 | モハE232 -200 | サハE233 -500 | サハE233 -0   | モハE233 -400 | モハE232 -400 | クハE232 -0 |
| 10輛編成 （未改造）  | 搭載機械 | CP                                                                             |             | SIV         |               |               | CP            |               |               | SIV           | CP          |
| 10輛編成 （改造後）  | 車號     | 1                                                                              | <2>         | 3           | 4             | 5>            | 6             | 7             | 8>            | 9             | 10          |
| 10輛編成 （改造後）  | 形式     | クハE233 -0                                                                    | モハE233 -0 | モハE232 -0 | サハE233 -500 | モハE233 -200 | モハE232 -200 | サハE233 -0   | モハE233 -400 | モハE232 -400 | クハE232 -0 |
| 10輛編成 （改造後）  | 其他設備 |                                                                                |             |             | [車]WC        |               |               |               |               |               |             |
| 10輛編成 （改造後）  | 搭載機械 | CP                                                                             |             | SIV         | CP            |               | SIV           |               |               | SIV           | CP          |
| 6+4輛編成 （未改造） | 車號     | 1                                                                              | <2>         | 3           | 4>            | 5             | 6             | 7             | <8>           | 9             | 10          |
| 6+4輛編成 （未改造） | 形式     | クハE233 -0                                                                    | モハE233 -0 | モハE232 -0 | モハE233 -200 | モハE232 -200 | クハE232 -500 | クハE233 -500 | モハE233 -600 | モハE232 -600 | クハE232 -0 |
| 6+4輛編成 （未改造） | 其他設備 |                                                                                |             |             |               |               |               |               |               |               |             |
| 6+4輛編成 （未改造） | 搭載機械 | CP                                                                             |             | SIV         |               |               | CP,★          | CP,★          |               | SIV           | CP          |
| 6+4輛編成 （改造後） | 車號     | 1                                                                              | <2>         | 3           | 4>            | 5             | 6             | 7             | <8>           | 9             | 10          |
| 6+4輛編成 （改造後） | 形式     | クハE233 -0                                                                    | モハE233 -0 | モハE232 -0 | モハE233 -800 | モハE232 -200 | クハE232 -500 | クハE233 -500 | モハE233 -600 | モハE232 -600 | クハE232 -0 |
| 6+4輛編成 （改造後） | 其他設備 |                                                                                |             |             | [車]WC        |               |               |               |               |               |             |
| 6+4輛編成 （改造後） | 搭載機械 | CP                                                                             |             | SIV         |               | SIV           | CP,★          | CP,★          |               | SIV           | CP          |

參考資料：
其他資料
- 2008年9月8日傍晚，一列6輛編組的E233系（青661編組）和一台小型卡車在青梅線青梅至東青梅路段的一個平交道上相撞。青661編組中其中5輛車因為損毀嚴重而決定拆毀，是E233系首組車輛需要退役。為替補這些車輛，這5輛車的車體由新津車輛製作所以修理名義重製，而車輛設備等則由保留原青661編組的川崎重工業安裝的設備。
- 中央線快速東京－八王子段曾經因因信號系統設備等原因，營運最高速度設定為95km/h。JR東日本原計劃在201系完全退出中央線快速服務後，將營運最高速度提升至100km/h，但最終延至2013年3月16日，中央線高架化工程竣工後，把營運速度提升至100km/h[B 4]。

#### 設立綠色車廂及安裝洗手間

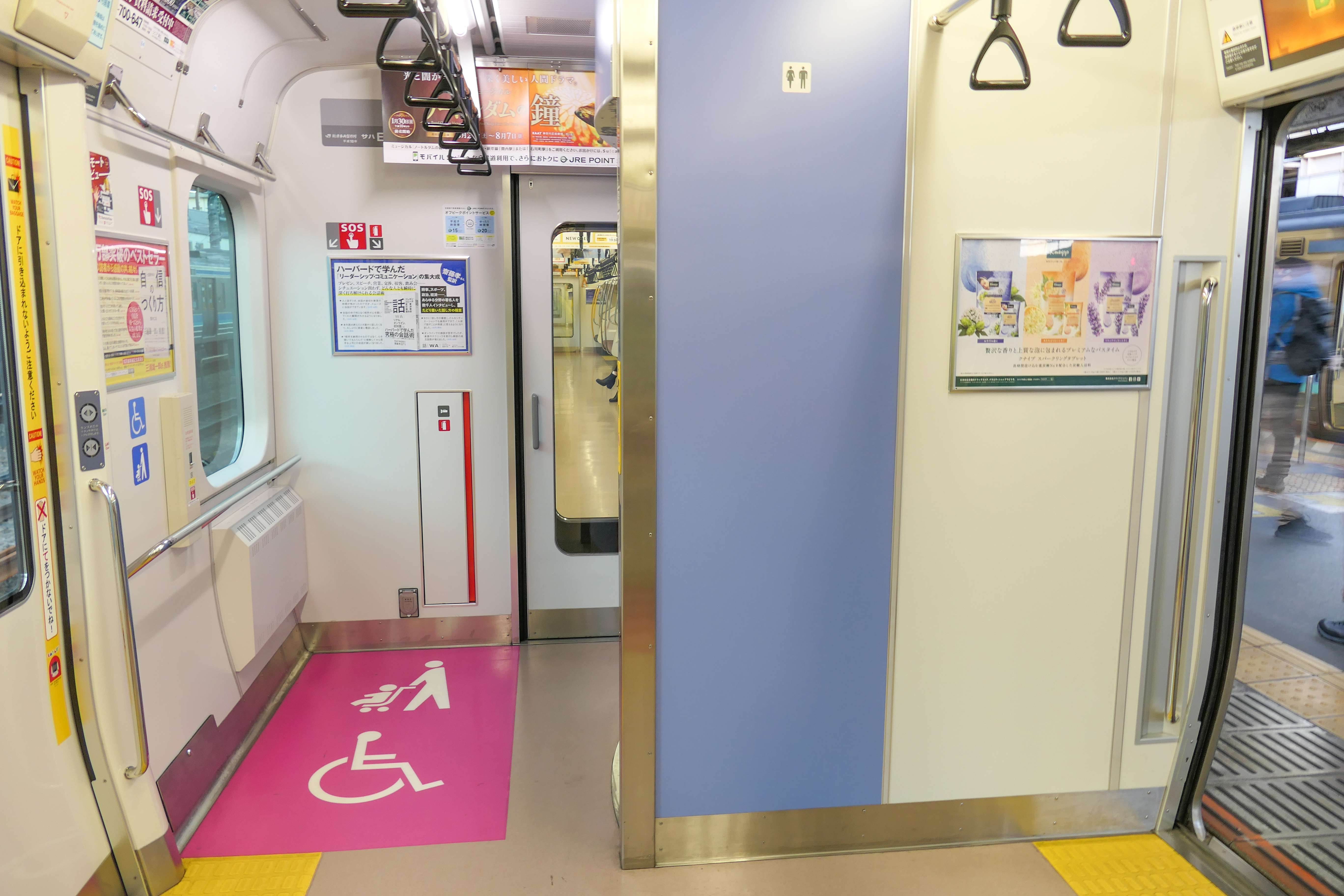
安裝了馬桶的列車內部

2015年，JR东日本宣佈计划於2020年將中央線快速线、中央本線和与青梅線、中央線快速线直通運转的10輛及8量編成E233系0番台列車配備兩輛綠色車廂。
綠色車廂设置於東京方向的第4、5號車，長度上10輛的列車加長為12輛，6輛的列車加長為8輛。另外在6號車新增了一廁所。
考慮到東京站周轉時間短，綠色車廂採用了較寬的雙葉式車門，能加快上下車速度。
最初綠色車廂計畫於2020年推出，但因為各車站月台延長工程時間龐大，以及當時全球半導體短缺導致設備材料缺減，加上COVID-19疫情影響，最終推遲计划至2024年。
2022年7月28日起已出廠的綠色車廂開始進行試運轉，並預計於2024年秋季正式投入商業運轉。

### 1000番台（京濱東北線）
服務於京濱東北線、根岸線的E233系1000番台均為10輛（6M4T）全貫通編組列車，共有83列，現時全部配屬埼玉車輛中心。
由於服務於京濱東北線、根岸線十多年的209系的車輛機器老化情況嚴重，JR東日本決定以E233系的設計為基礎來製造替代列車，並設定番台區分為1000番台。首列列車（101編組）由東急車輛承造，於2007年8月30日出廠，9月1日正式開始在京濱東北線和根岸線路段試車。1000番台於2007年12月22日正式投入服務，首班列車（以102編組服務）於早上8時17分在南浦和開出前往大船，為各站停車班次。而首批最後一列列車（183編組）則已於2010年1月28日自新津出廠。而被取代的209系0番台和500番台列車則已於2010年1月24日全部退出京濱東北線、根岸線的服務。其中半數0番台列車被拆毀，餘下半數則進行改裝及翻新，然後和500番台列車一樣，轉到其他路線繼續服務。詳情請參閱209系2000、2100及2200番台的敘述。
車身色帶顏色選用京濱東北線、根岸線的代表色——■天藍色（青24号）。車頭色帶的塗裝位置與0番台不同，位於在控制室車窗正下方。另於車頭玻璃左下方（從車廂外觀看的角度）增加0番台沒有的獨立列車班次編號顯示板。至於行駛用機器，其規格與0番台相若，但將在209系0番台試驗的超聲波月台檢測裝置列為標準配備，安裝在車頭前方結構兩側。
在車廂內部，1000番台與0番台列車的最大分別，就是換上京濱東北線代表色──天藍色色調的椅套。車門上方的LCD列車資料顯示屏也從15吋（長寬比4:3）提升至17吋闊屏幕（長寬比16:9）。另外，在每列的第1號和第10號車廂和優先座位範圍內，所有靠近行李架的扶手高度均被降低了50mm。而車門則沒有半自動門的功能，車門的開閉完全由乘務員操控。每列第6號車廂的車門底部均裝設摺梯，當遇上事故時由疏散人員打開使用，以疏散受影響的乘客。

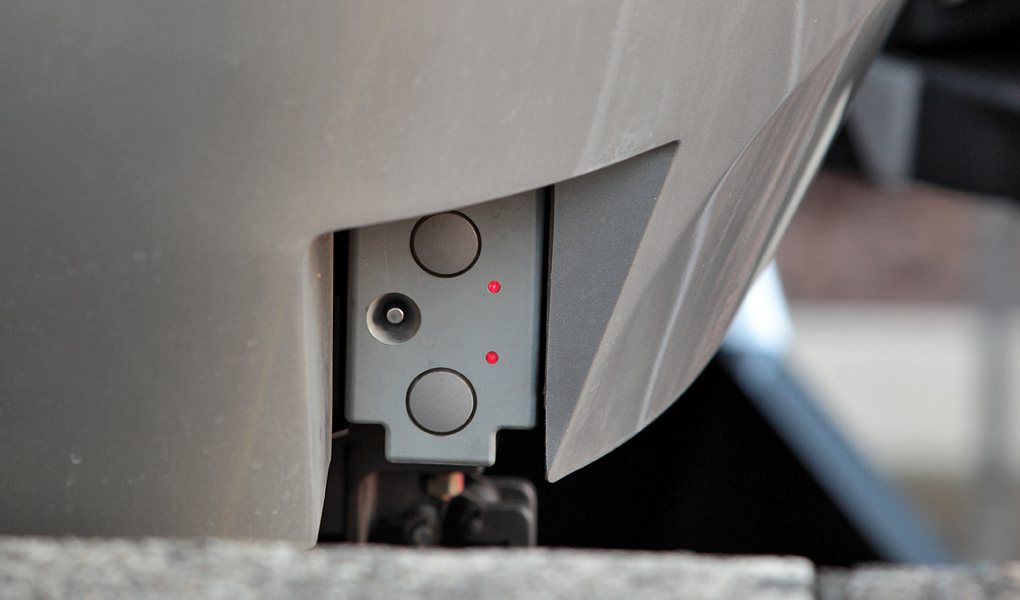
月台檢測裝置
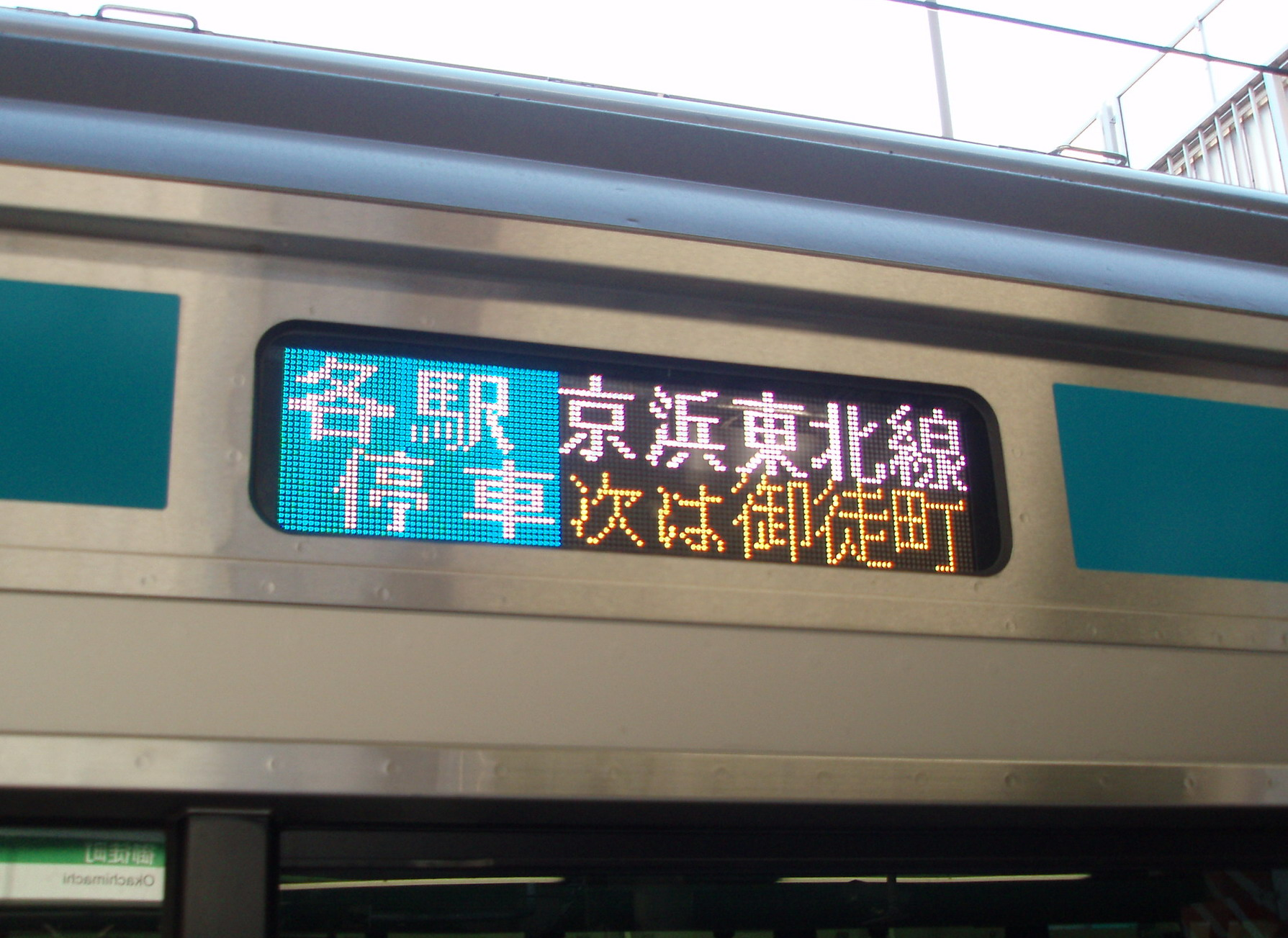
側面方向幕
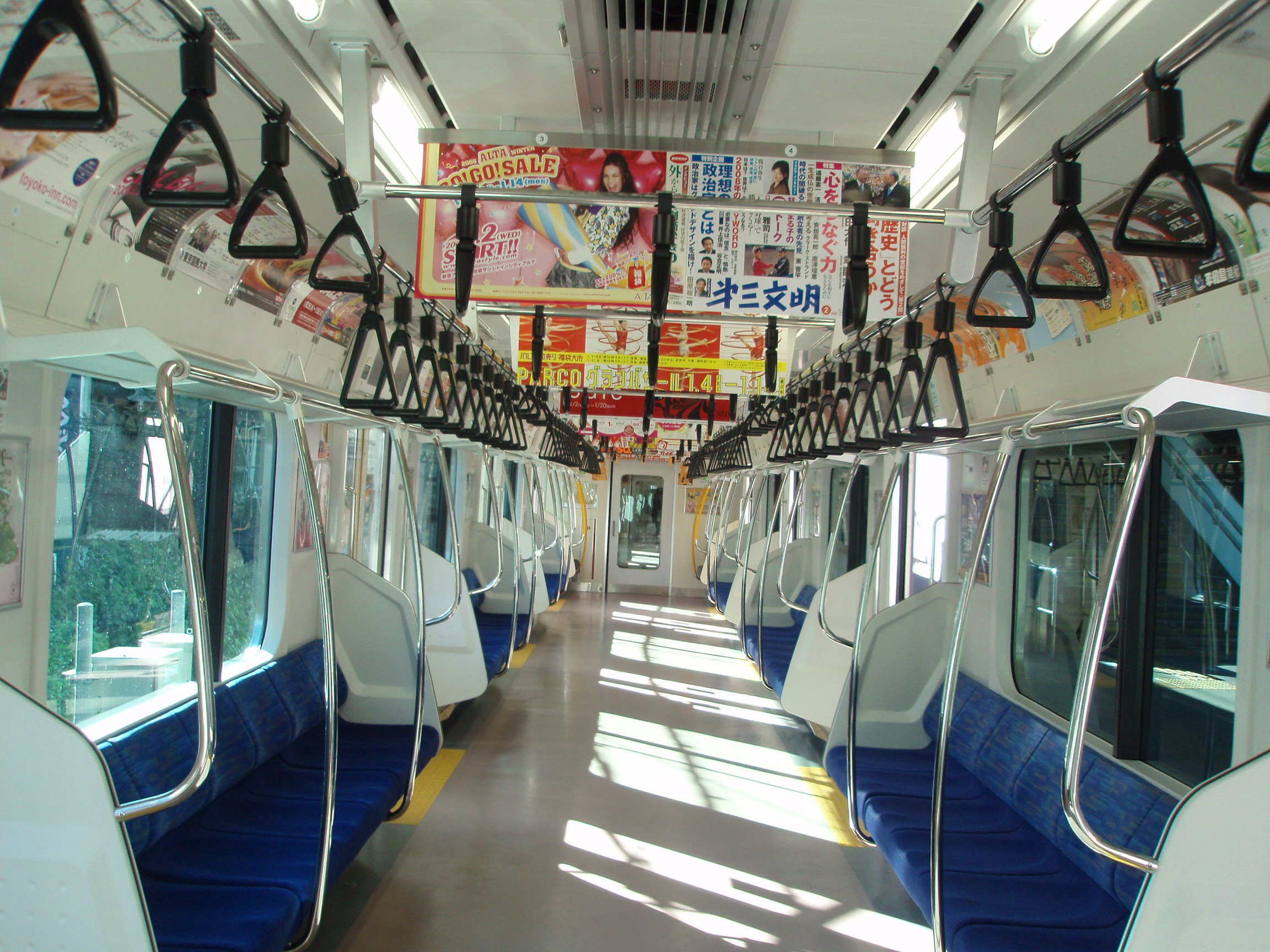
車廂全景
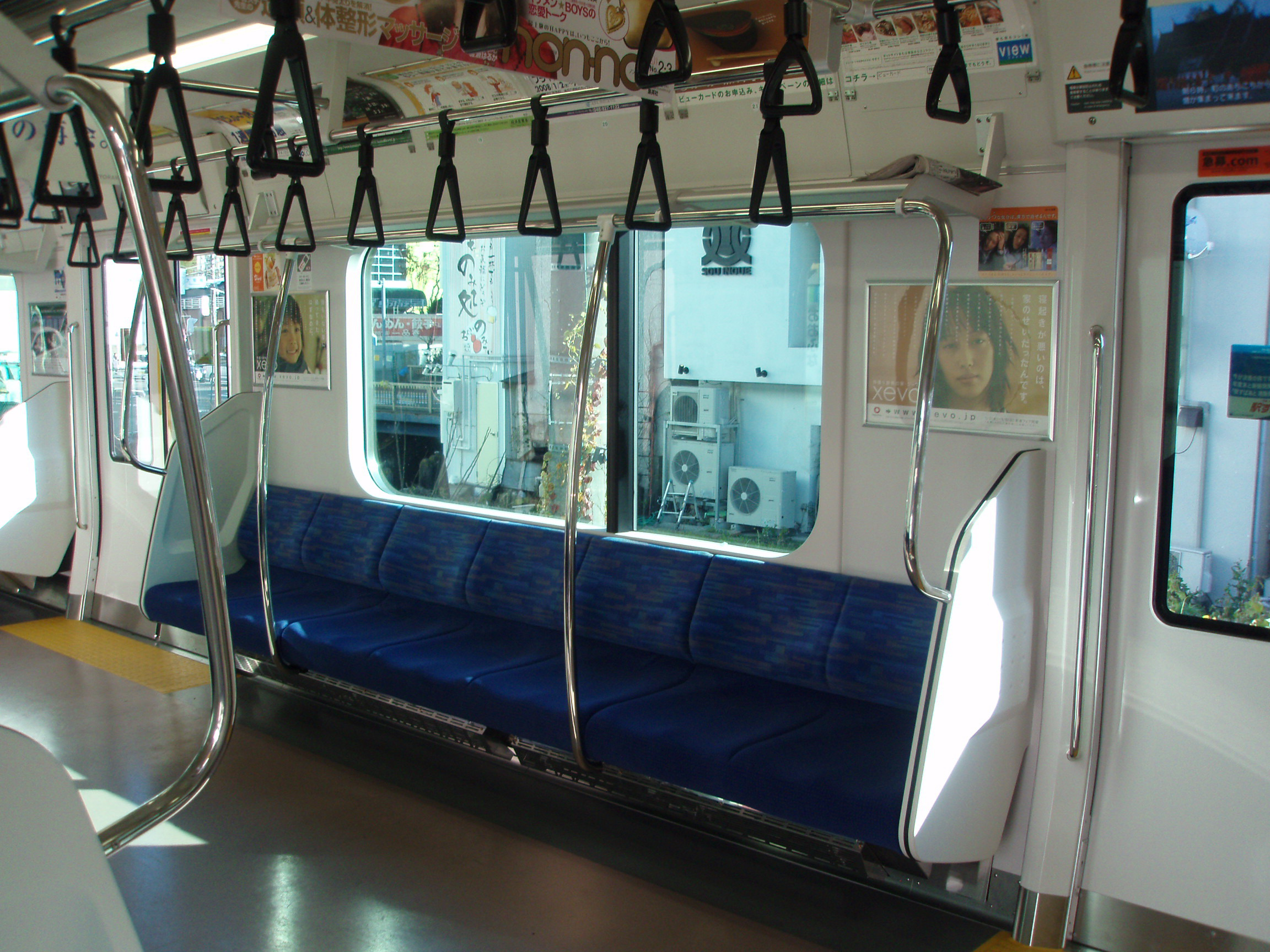
1000番台列車座位
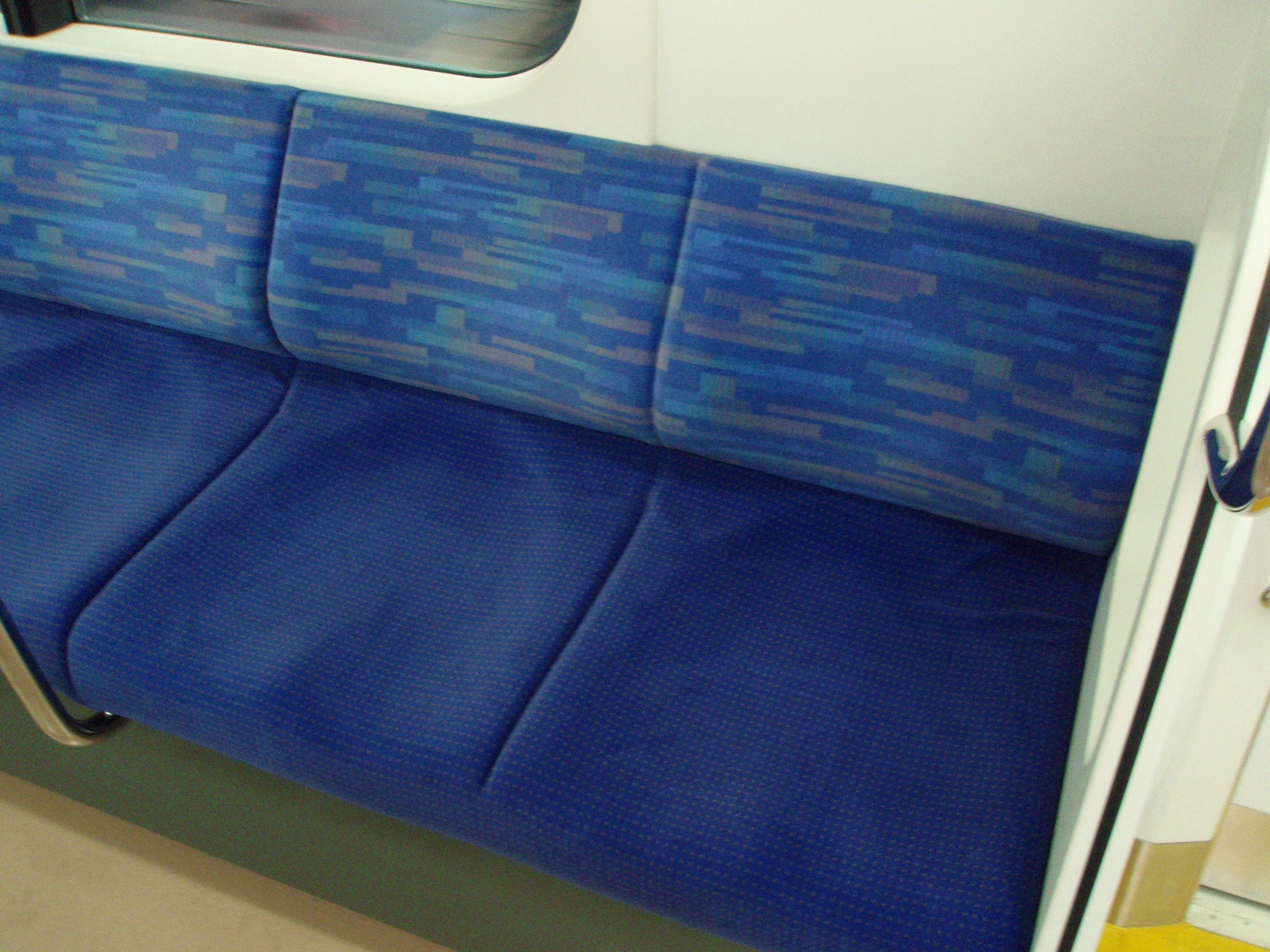
與0番台不同的椅套
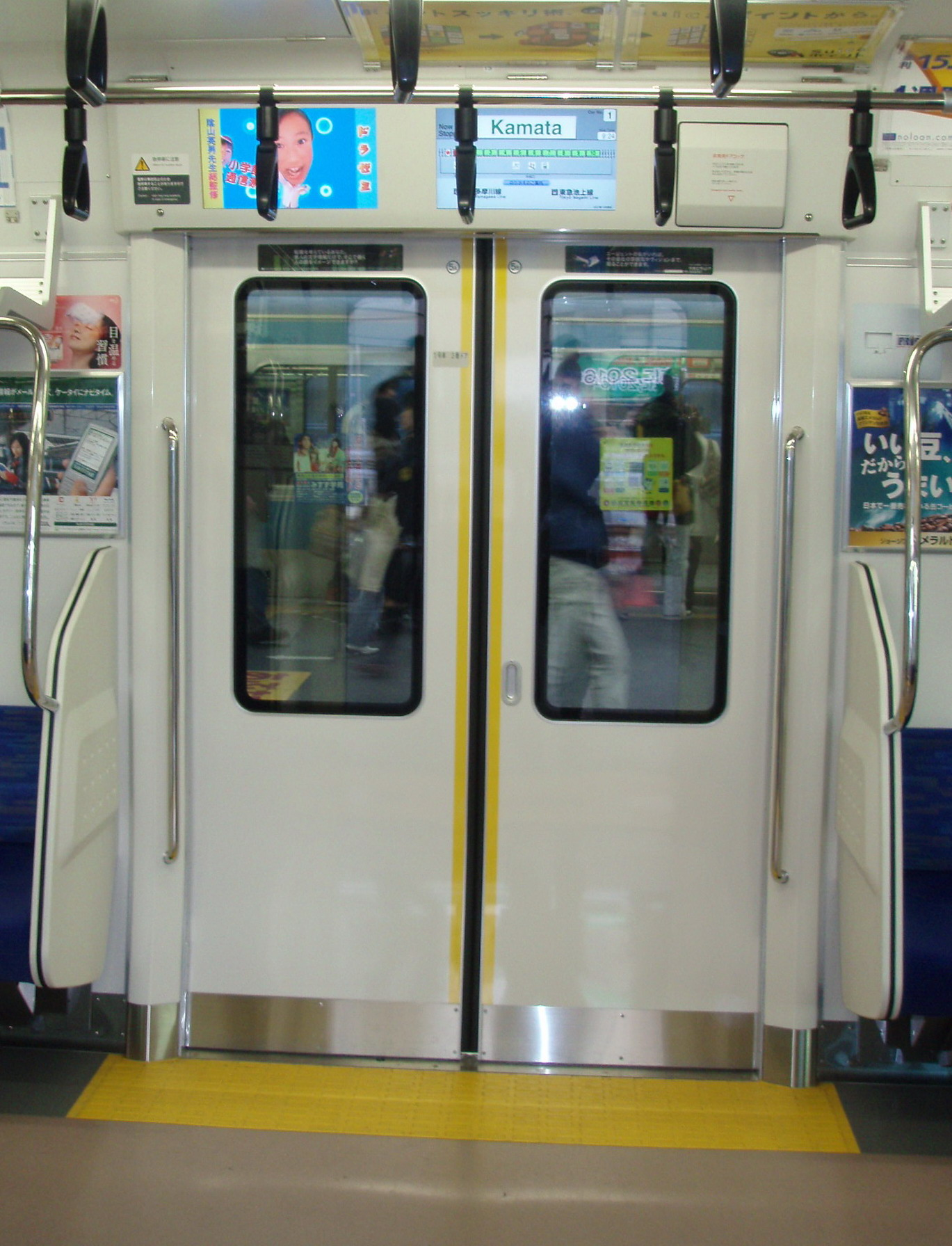
車門不設半自動門按鈕
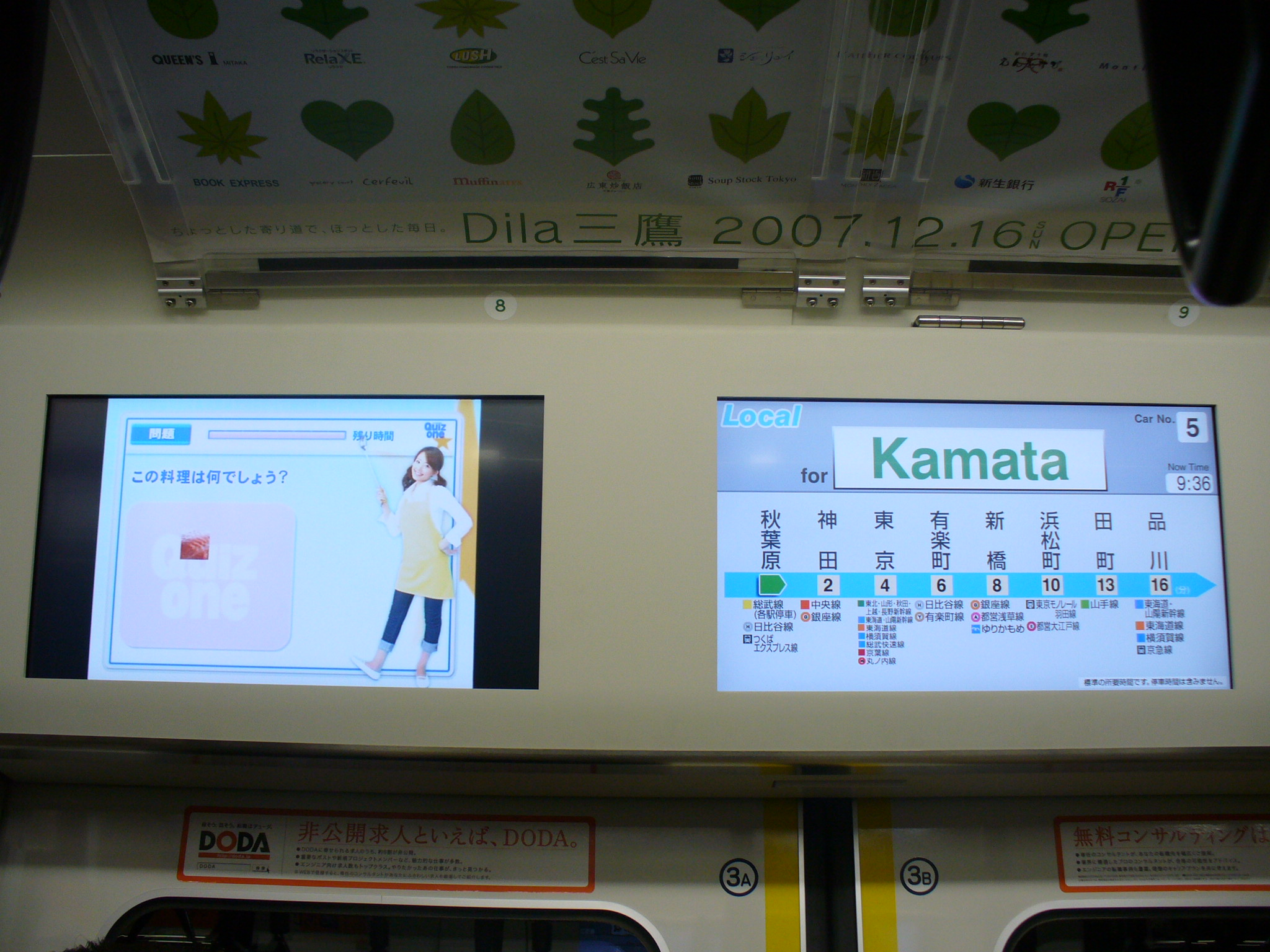
列車運行資訊顯示屏改用17吋闊屏幕

編組方式
- 所有車廂均為4門車廂
- 備註：CP：空氣壓縮機，SIV：靜止式變流器，梯：疏散用摺梯

|          | ←大宮方向大船方向→ |                |                |                 |                |                |                 |                |                 |                  |
| 車廂編號 | 10                 | 9              | 8              | 7               | 6              | 5              | 4               | 3              | 2               | 1                |
| 集電弓   |                    |                | >              |                 |                | <>             |                 | >              |                 |                  |
| 番台區分 | E233 -1000 (Tc)    | E233 -1200 (T) | E233 -1400 (M) | E232 -1400 (M') | E233 -1000 (T) | E233 -1000 (M) | E232 -1000 (M') | E233 -1200 (M) | E232 -1200 (M') | E232 -1000 (Tc') |
| 安裝機器 |                    |                |                | CP,SIV          | 梯             |                | CP,SIV          |                | CP              |                  |
| 車輛重量 | 30.8t              | 28.7t          | 32.1t          | 32.7t           | 28.7t          | 32.5t          | 32.7t           | 31.8t          | 29.6t           | 30.8t            |

參考資料：

### 2000番台（常磐緩行線）
因為與東京地下鐵千代田線直通運轉的常磐緩行線使用的203系和207系900番台已開始老化，JR東日本於2007年3月6日宣布以E233系取代，並設定番台區分為2000番台。首列列車（1編組）於2009年5月19日落成，配屬於松戶車輛中心。首列E233系2000番台電車於2009年9月9日投入服務，取代的207系900番台；其餘17編成則於2009年至2011年間投入服務，取代所有203系；本批次生產商為東急車輛製造。2016年度起JR重新製作本番台，2017年3月第19編成投入服務，生產商為總合車輛製作所橫濱事務所。
為了能駛進隧道斷面較小的千代田線，2000番台列車放棄了2,950mm寬的闊車體，而與之前服務的209系1000番台一樣，選用2,790mm寬的窄身車體。另外，為了在緊急情況下能在隧道內疏散乘客，列車在車頭設有緊急逃生門。而0番台和1000番台沿用的雙液晶體屏幕列車資訊顯示屏則改為單屏幕設計。
過去2000番台列車只在取手－綾瀨－代代木上原的常磐緩行線和千代田線服務，而未有進入同樣與千代田線直通運行的小田急小田原線，但設計上本番台信号系统有为将来进入小田急電鐵做准备。小田急也引入了以本系列為基礎的4000型，並已於2007年9月22日正式投入运营。
2013年4月，JR東日本開始改造本番台，為直通小田急線做準備，同時小田急电铁亦开始改造小田急4000型信号系统對應将来进入JR常磐緩行線
。2015年開始本番台開始於小田急線試車，並於2016年3月26日開始正式直通小田急線，同時小田急4000形亦開始直通常磐緩行線。現時本番台運用範圍為取手 - 綾瀨 - 代代木上原 - 新百合丘 - 伊勢原 。特別的是，本番台落車除了和本番台衍生形—小田急4000形共通運用外，亦會於多摩線近多摩中心至永山間並排的京王相模原線遇到本番台的另一款衍生形—直通京王電鐵的都營地下鐵10-300形第3批車起的編成 (10-490F和以後落成的編成)，出現原型車和兩款衍生形並見的有趣情況，是關東通勤電車設計標準化的典型例子之一；不過自2018年小田急大規模修改時刻表之後，多摩線取消絕大部份直通千代田線及常磐緩行線的服務，餘下的一個運用為小田急運用，E233系2000番台不會再駛入多摩線，並見的有趣情況不再。

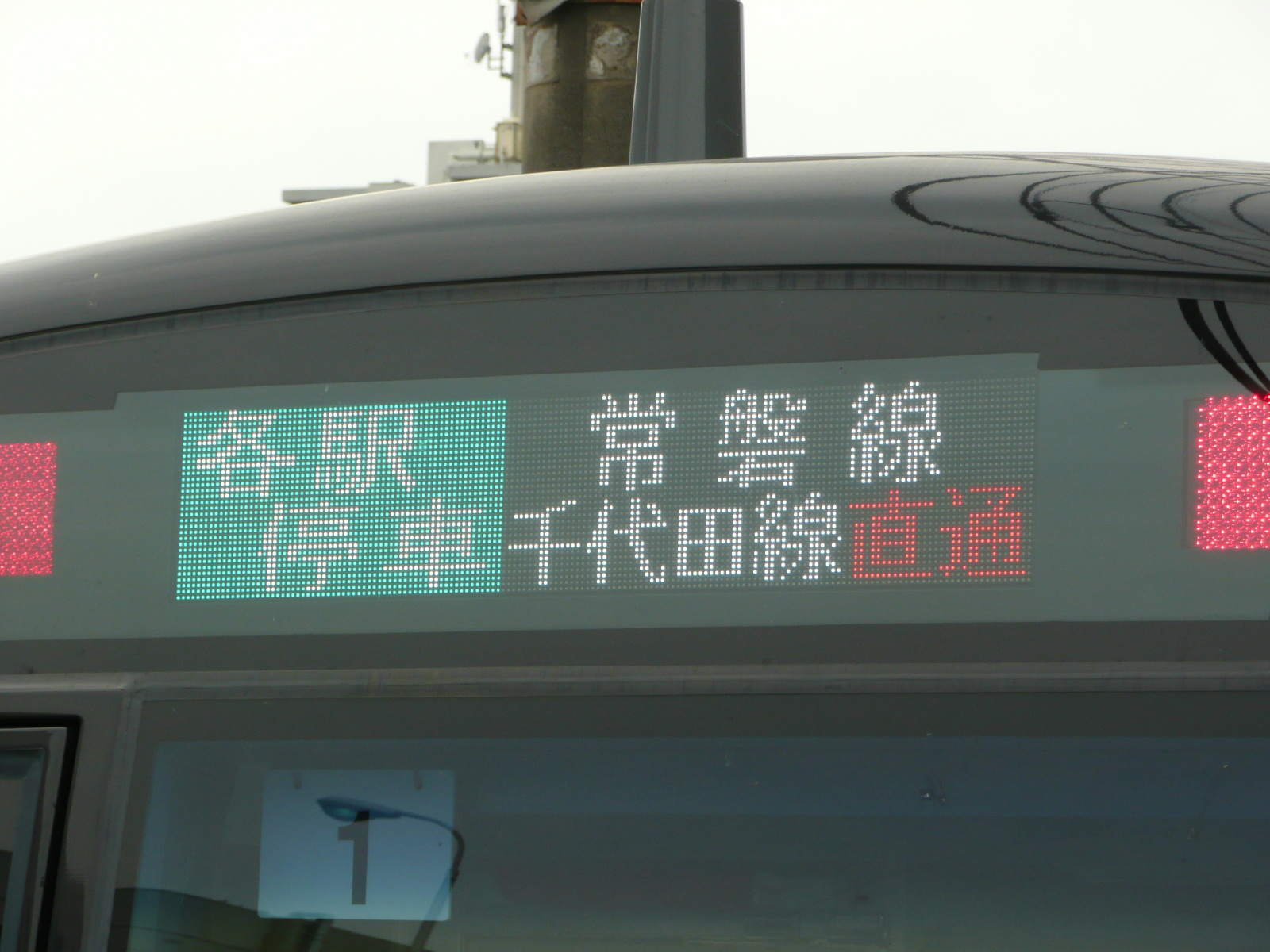
前方方向幕
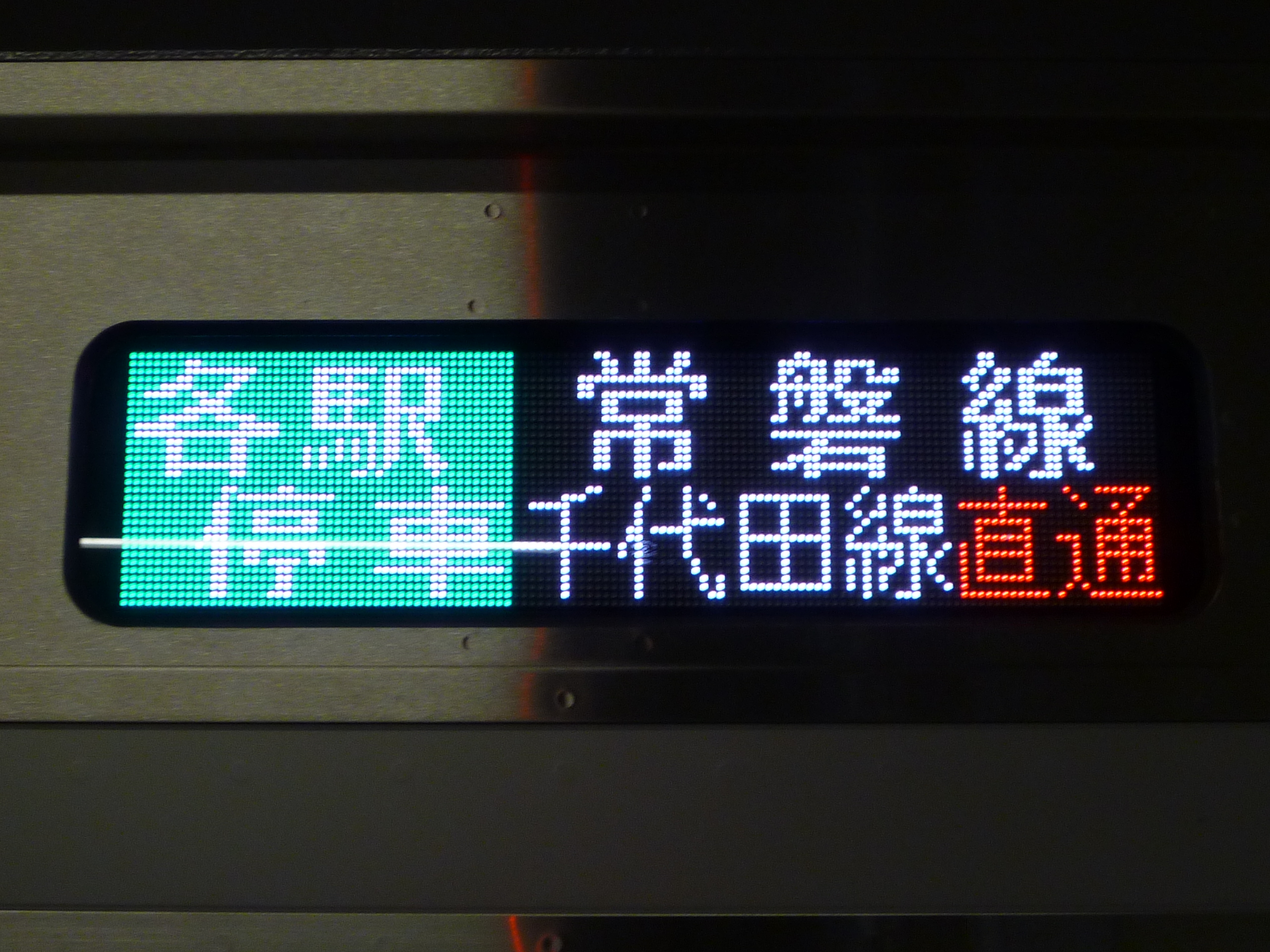
側面方向幕
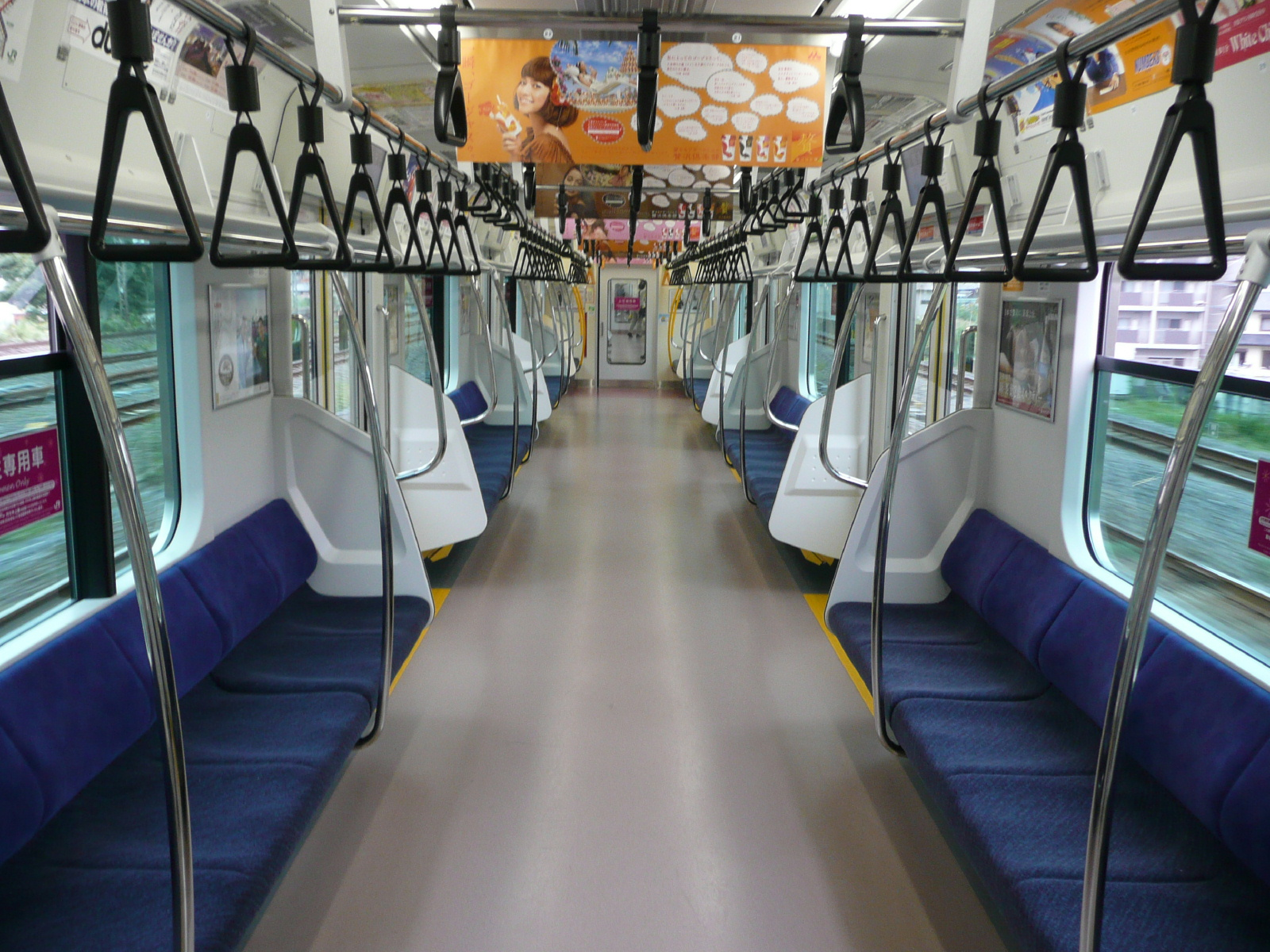
車廂全景
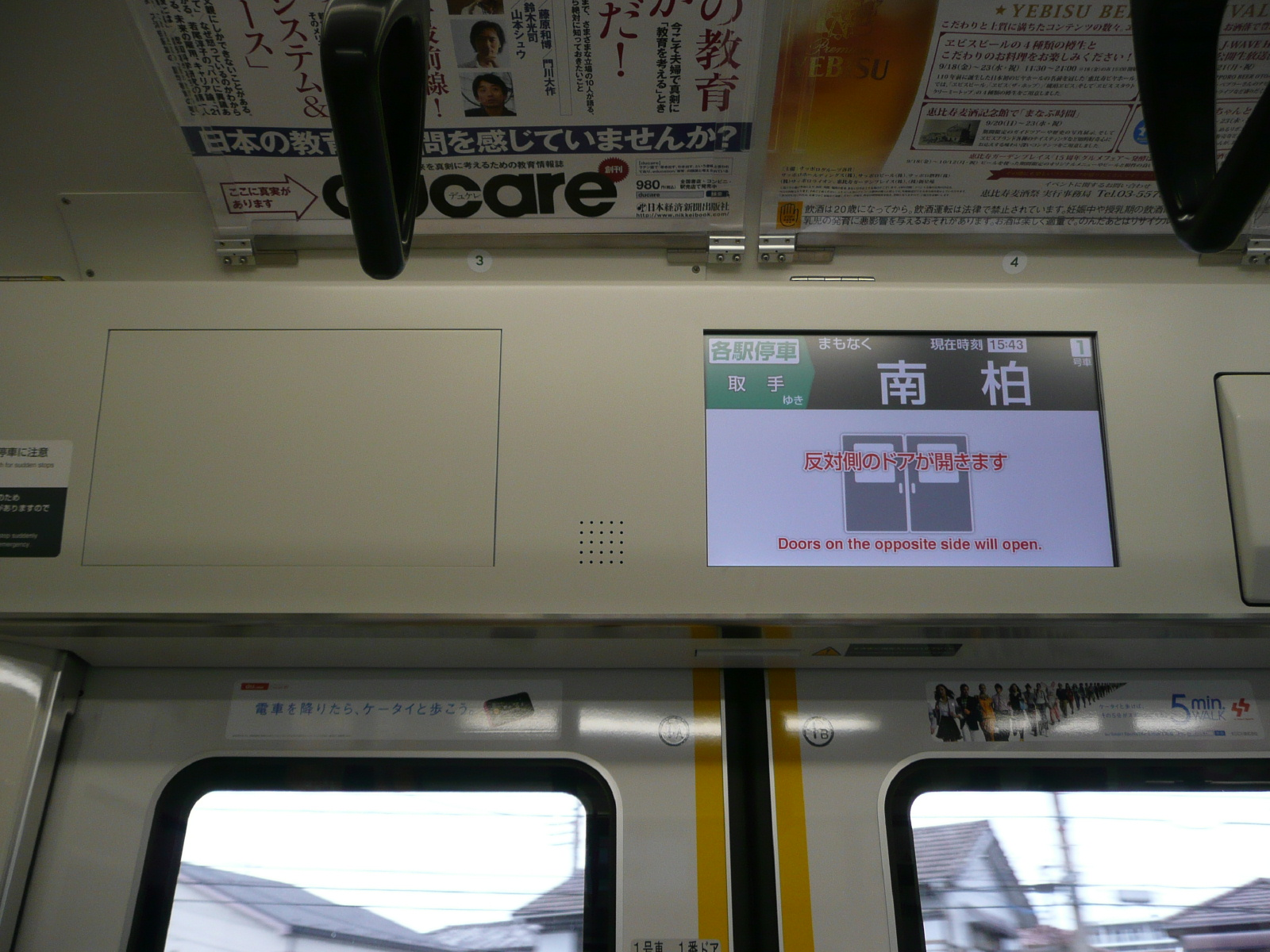
2000番台的列車運行資訊顯示屏
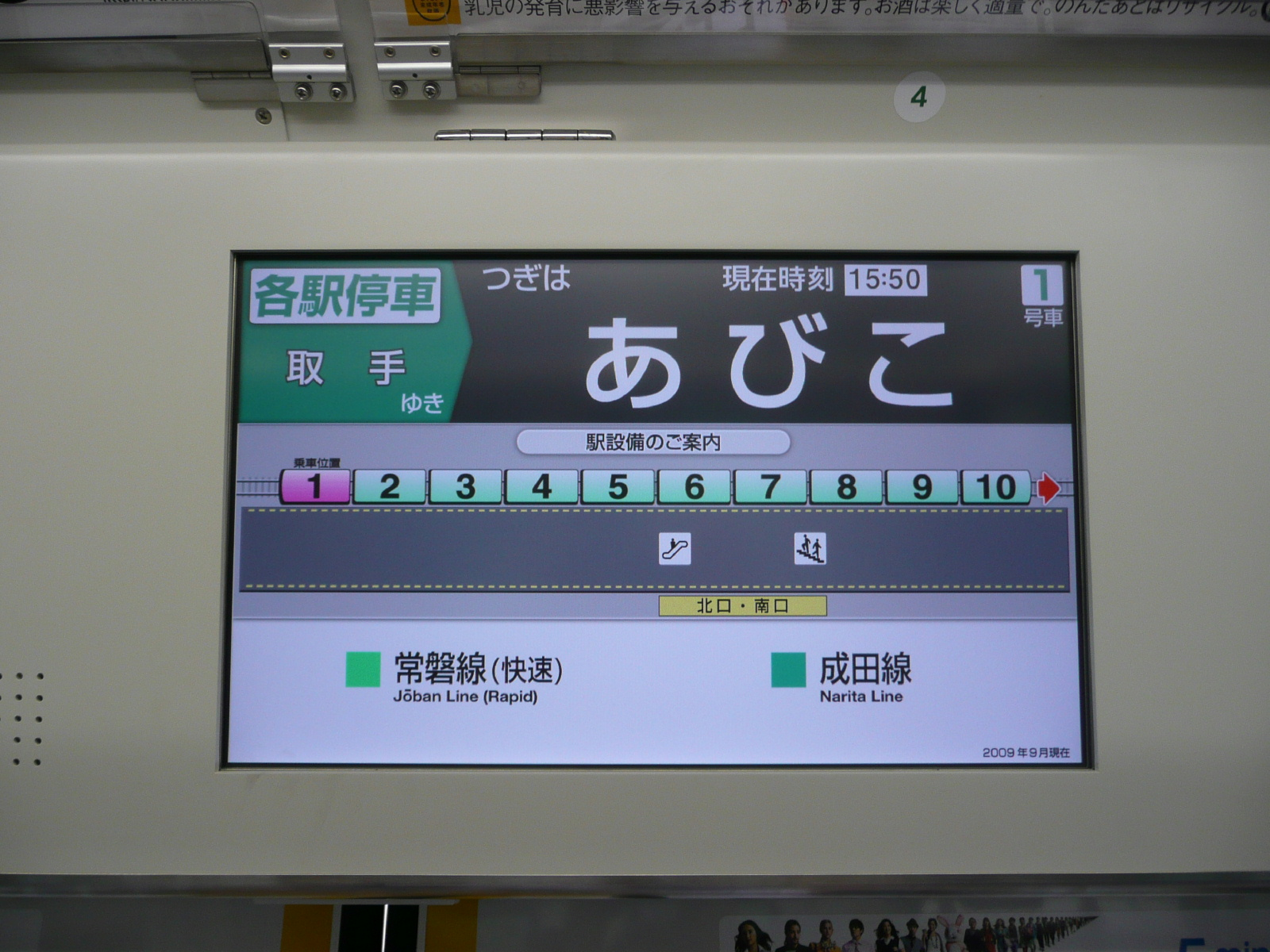
JR路段內的列車運行資訊顯示屏
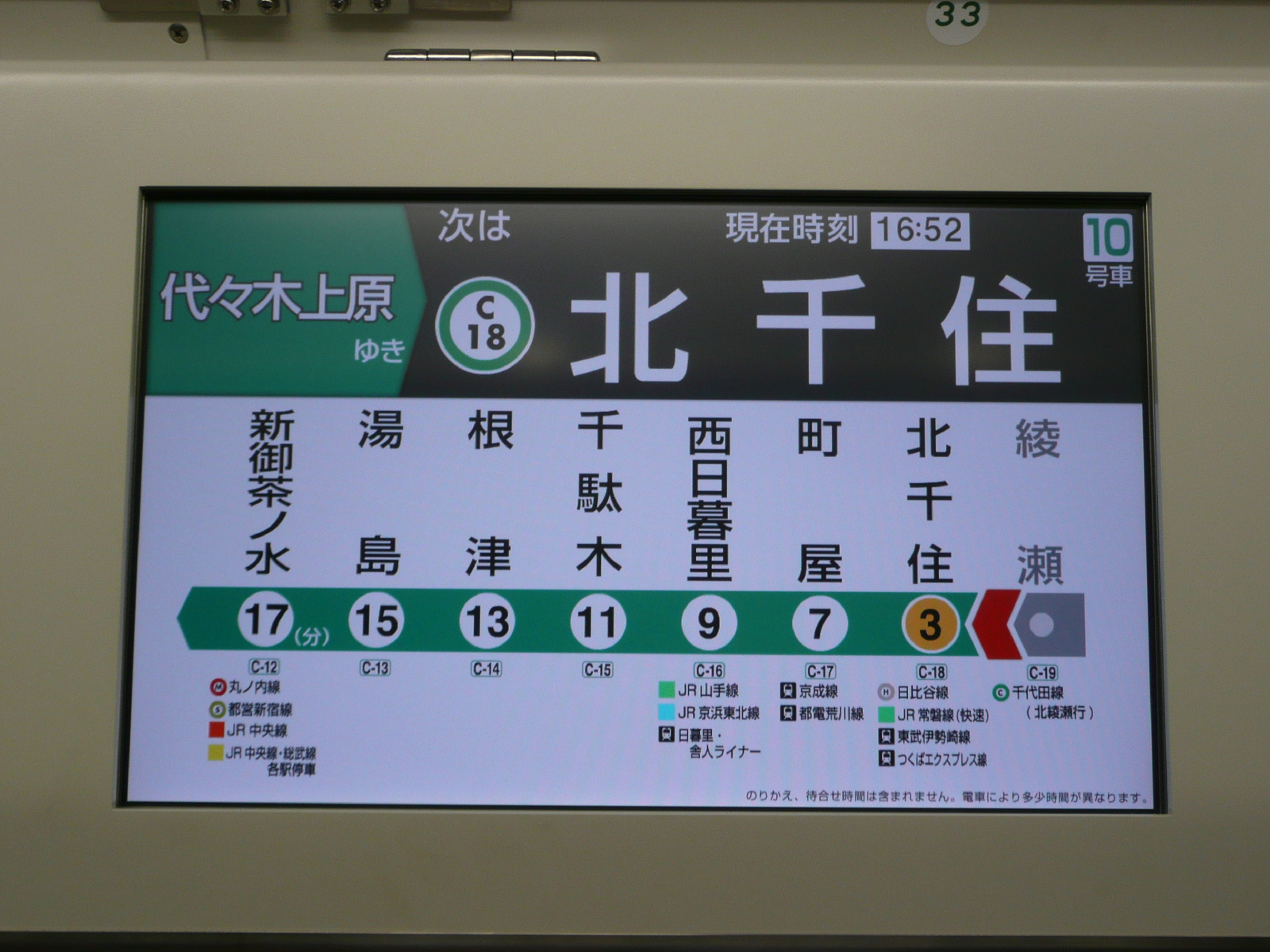
千代田線內的列車運行資訊顯示屏

編組方式
- 備註：CP：空氣壓縮機，SIV：靜止式變流器，梯：疏散用摺梯

|          | ←取手、我孫子、綾瀨方向代代木上原、本厚木、唐木田方向→ |                |                 |                |                |                 |                |                |                 |                  |
| 車廂編號 | 10                                                     | 9              | 8               | 7              | 6              | 5               | 4              | 3              | 2               | 1                |
| 集電弓   |                                                        |                | >               |                |                | <>              |                | >              |                 |                  |
| 番台區分 | E233 -2000 (Tc)                                        | E233 -2400 (M) | E232 -2400 (M') | E233 -2200 (T) | E233 -2000 (M) | E232 -2000 (M') | E233 -2000 (T) | E233 -2200 (M) | E232 -2200 (M') | E232 -2000 (Tc') |
| 安裝機器 |                                                        |                | CP,SIV          |                |                | CP,SIV          | 梯             |                | CP              |                  |
| 車輛重量 | 30.8t                                                  | 32.8t          | 32.0t           | 28.7t          | 32.8t          | 32.8t           | 28.7t          | 32.0t          | 29.8t           | 30.8t            |

參考資料：

### 3000番台（東海道線 宇都宮線 高崎線）
3000番台列車是本系列的首款近郊型列車，分為配屬於國府津車輛中心和小山車輛中心，另外國府津車輛中心有兩種不同配置车型。
車體色帶顏色跟東海道線的E231系一樣為「湘南色」■■。座位安排與同屬國府津車輛中心的E231系近郊型第2批列車相同，基本編組中的第4、5號車廂為雙層綠色車廂，基本編組中的第1、2、9、10號車廂和附屬編組中的第14、15號車廂採用半對向式座位配置。而車廂設備也與E231系近郊型第2批列車大致相同，除基本裝潢和設備使用E233系的版本外，列車資料顯示屏則棄用E233系標準的LCD顯示屏，改用原田町車輛中心配属沿用的兩行式LED顯示板；而洗手間方面亦大部分均採用無障礙洗手間。而車門則和0番台列車一樣，設有半自動門按鈕。
列車性能方面，由於E233系整體設計考慮到故障問題將行走機器設計二重化，E233系3000番台基本編成的動拖比由E231系近郊形的4M6T提升至6M4T。雖然3000番台列車擁有較高性能（最高起動加速度：3.0km/h/s），但為了遷就E231系近郊型，因此操作上使用與E231系近郊型相同性能（起動加速度：2.3km/h/s；常用最大減速度：4.2km/h/s）。
2015年3月起為配合上野東京線開業，關東地區近郊型車輛（E231系近郊型和E233系3000番台）的運用有翻天覆地的變化。首先E233系3000番台與E231系近郊型同樣集中至國府津和小山兩大車輛中心管理，車輛運用範圍亦擴大至整個關東的近郊線區，另外部分班次更出現E233系3000番台和E231系近郊型併結的運用。同時湘南新宿線亦正式獲派E233系3000番台，車輛運用上與上野東京線相同。

#### 國府津車輛中心所屬初期列車
配置於國府津車輛中心的3000番台E編組主要是替代陸續從國府津車輛中心調回鎌倉車輛中心的E217系列車的空缺。這些E217系列車共有3列（基本及附屬編組），都是在2006年因為湘南新宿線加強服務而橫須賀線、總武快速線減班被調至國府津車輛中心，以取代老化的113系。第一列E217系列車於2007年度被調回以騰出其他橫須賀線E217系列車進行更新工程，而第二列則於2009年度因橫須賀線武藏小杉站開業需增加班次而被調回。
E編組目前只製造了兩列10輛基本編組（6M4T編組，編組編號E01、E02）和兩列5輛附屬編組（2M3T編組，編組編號E51、E52）。首製的15輛編組列車均於2007年11月從東急車輛出廠，並於同月27及28日試車。列車原定於2008年3月7日 正式在東海道線投入服務，但因為當日發生跳軌自殺事件而延期至3月10日。首班列車的列車編號為1766M，早上7時34分從二宮開往東京。第二列列車則於2010年2月18日從東急車輛出廠。
國府津車輛中心所屬后期车辆（原田町車輛中心配属）
自2011年9月起，配置於田町車輛中心的3000番台NT編組陸續竣工（NT1編成 - NT14編成、NT51編成 - NT64編成 → E03編成 - E16編成、E53編成 - E66編成）。NT編組主要作為田町車輛中心211系的後繼車輛，主要服務東海道本線。與之前落成的E編組相比，采用了在京叶线使用的5000番台的列車禁止移動聯鎖系統。基本編組的6號車廂新增了廁所，車輛的番台區分改為3800番台，所以列車車廂配置亦與E編組有所差異。
NT編組自2011年11月12日起在東海道線服務，主要替代211系運行的班次。至2012年4月共投入10輛基本編組及5輛附屬編組各14列（共210輛），完全取代田町車輛中心的211系列車。而這些211系則已於2012年4月底時完全退出服務。
2015年3月起為配合上野東京線開業，東海道線所有E217系正式調離國府津車輛中心，由原本高崎車輛中心所屬的E233系3000番台L-01（10輛編成）和D-01（5輛編成）編成取代，另外國府津車輛中心獲分配少量新製造的5輛編成以增強輸送力。

#### 小山車輛中心所屬列車（原高崎車輛中心配属）
在完成配置於原田町車輛中心的列車後，JR東日本开始製造配置於高崎車輛中心的列車，製造了17列10輛基本編組及16列5輛附屬編組（共250輛），以完全取代服務高崎線及東北本線（宇都宮線）的211系列車。已落成的列車自2012年9月1日起陸續開始服務高崎線班次。至於服務大宮站以北的東北本線（宇都宮線）路段于2013年3月16日起陸續開始其宇都宮線的服務。
2015年3月起為配合上野東京線開業，所有E233系3000番台調離高崎車輛中心，當中L-01和D-01轉由國府津車輛中心所屬，其餘編成則轉由小山車輛中心所屬，另外小山車輛中心獲分配少量新製造的5輛編成以增強輸送力。

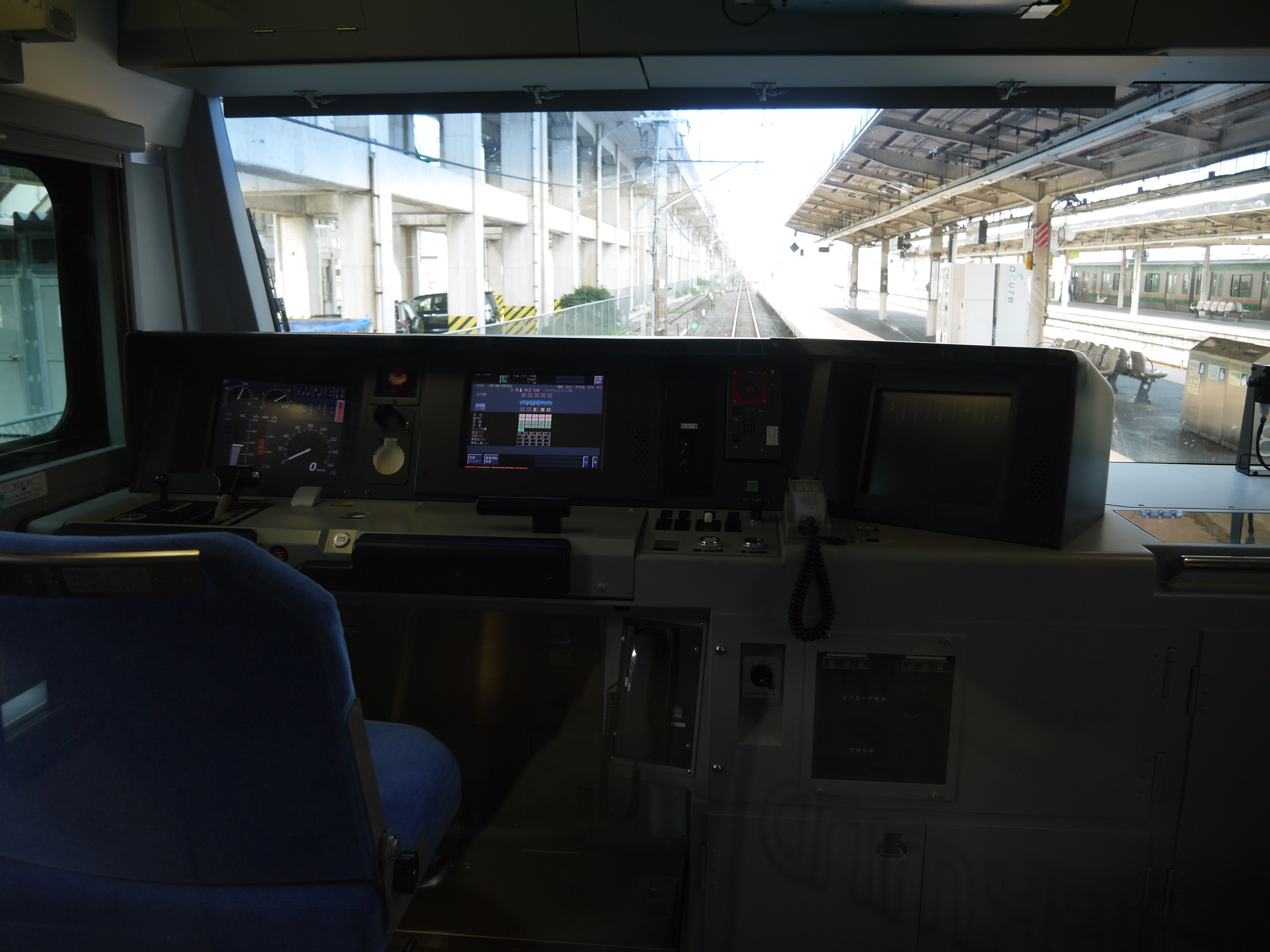
驾驶席（クハE233-3529）
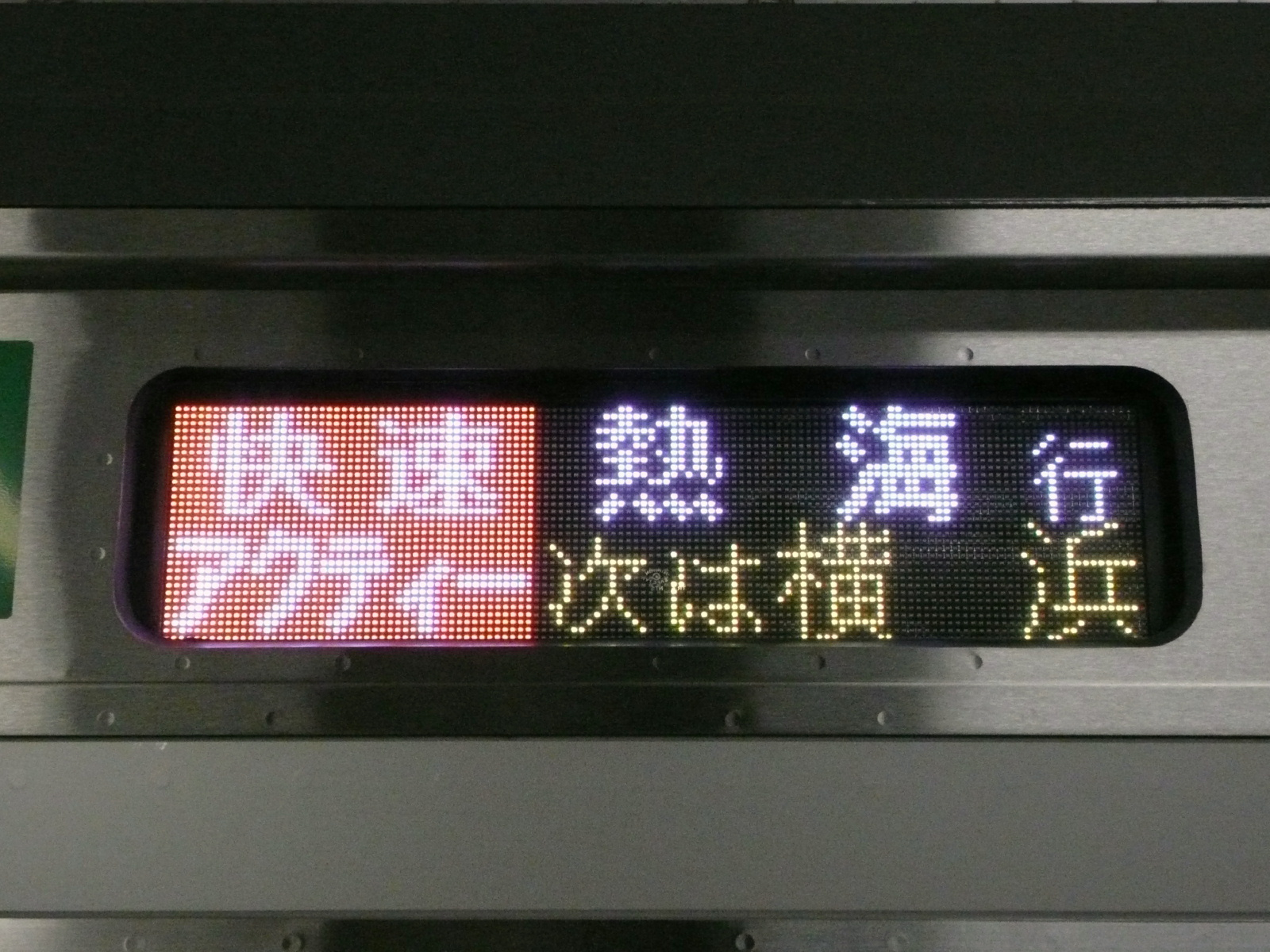
側面方向幕
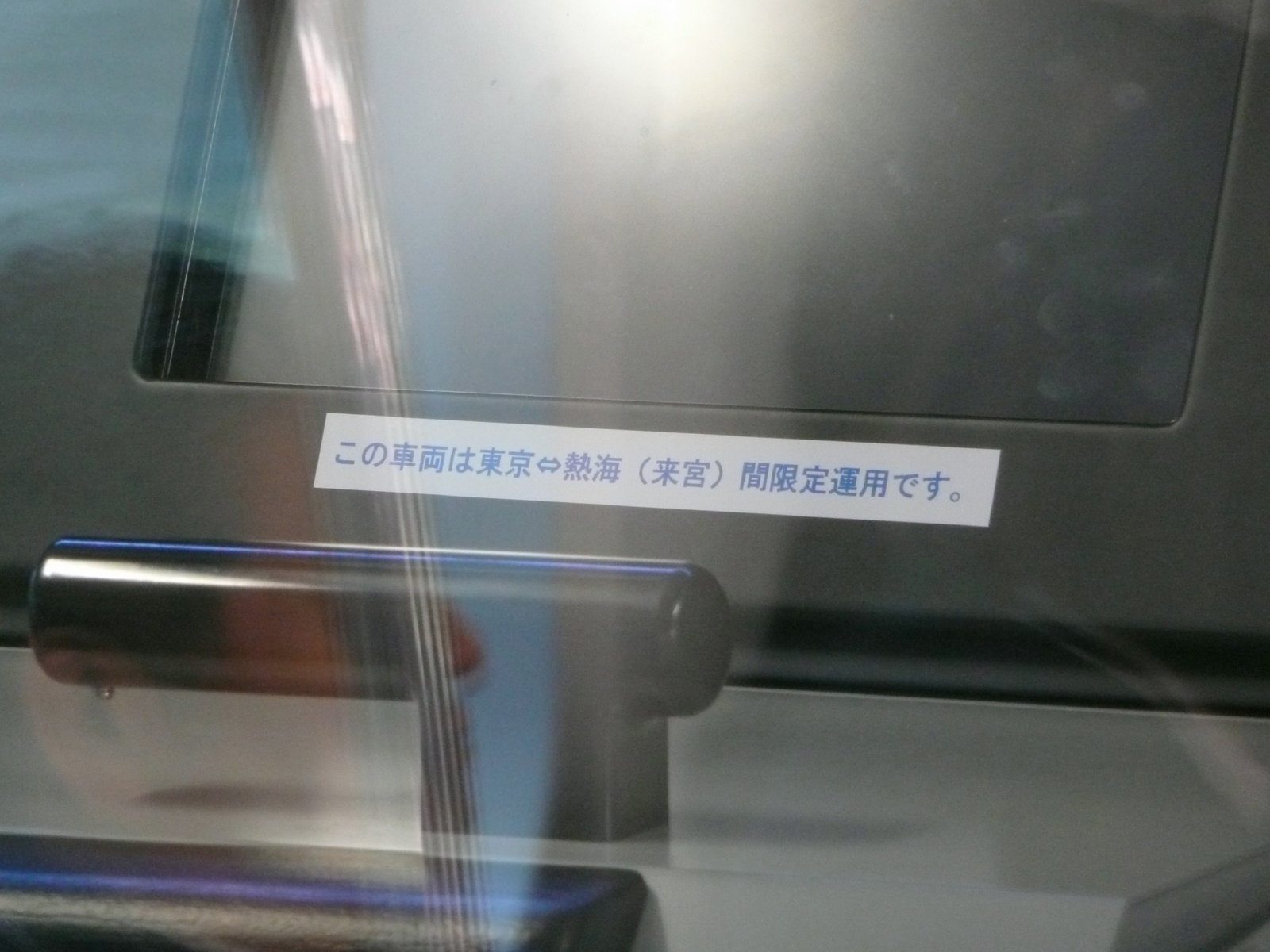
駕駛台顯示器下方貼有限定使用的路段
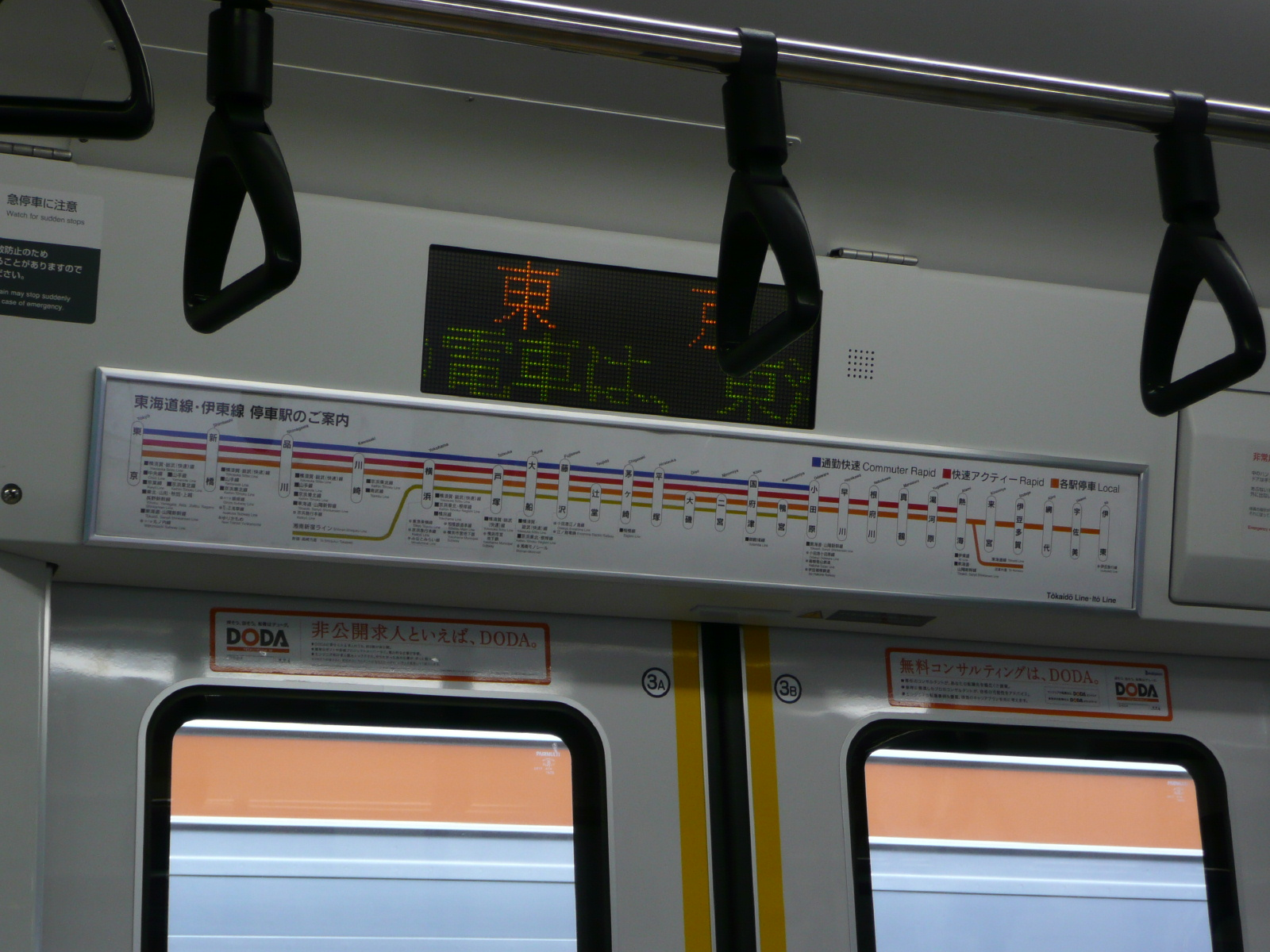
LED列車資料顯示板
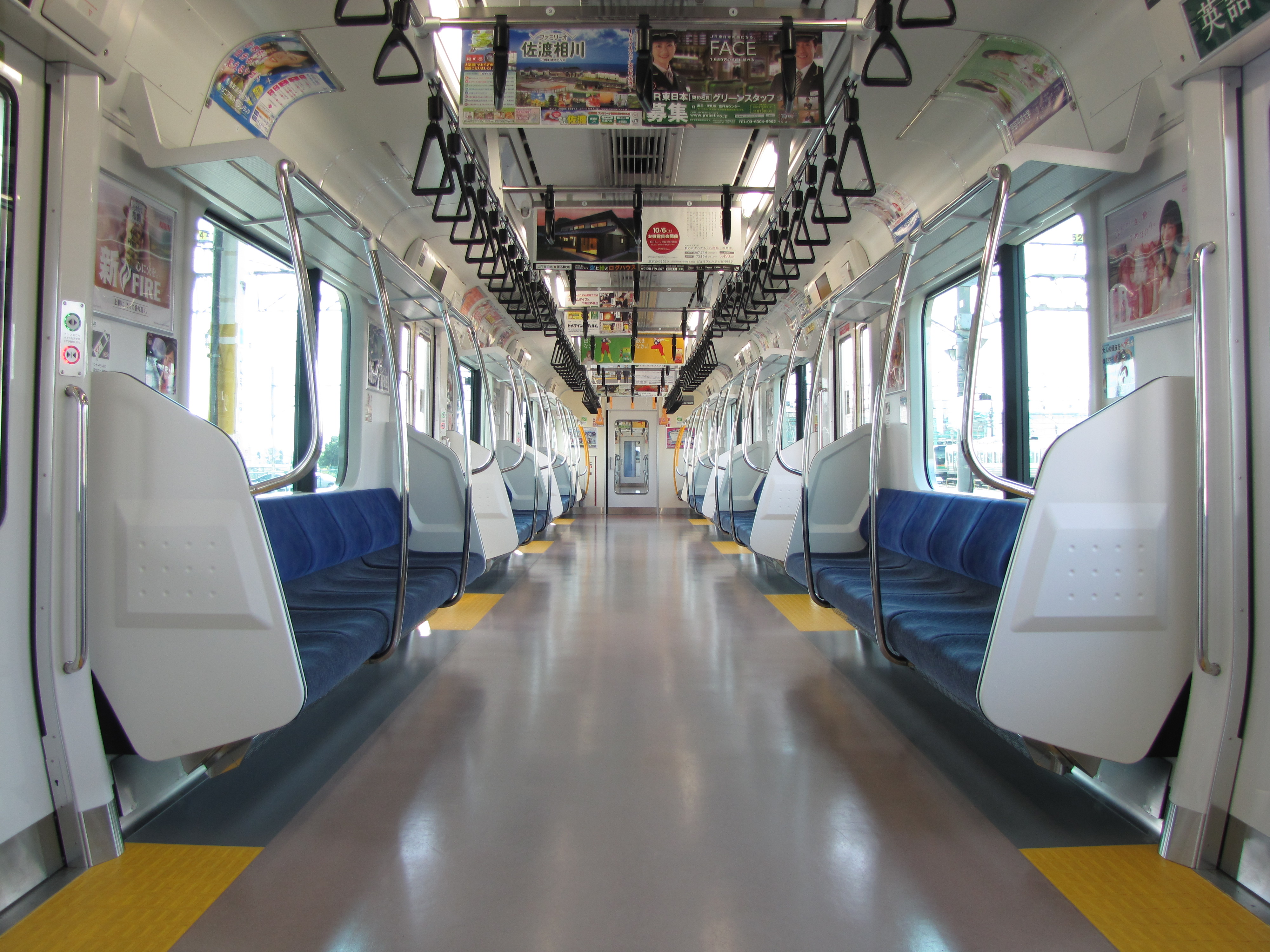
縱向式座位车内（モハE233-3020）
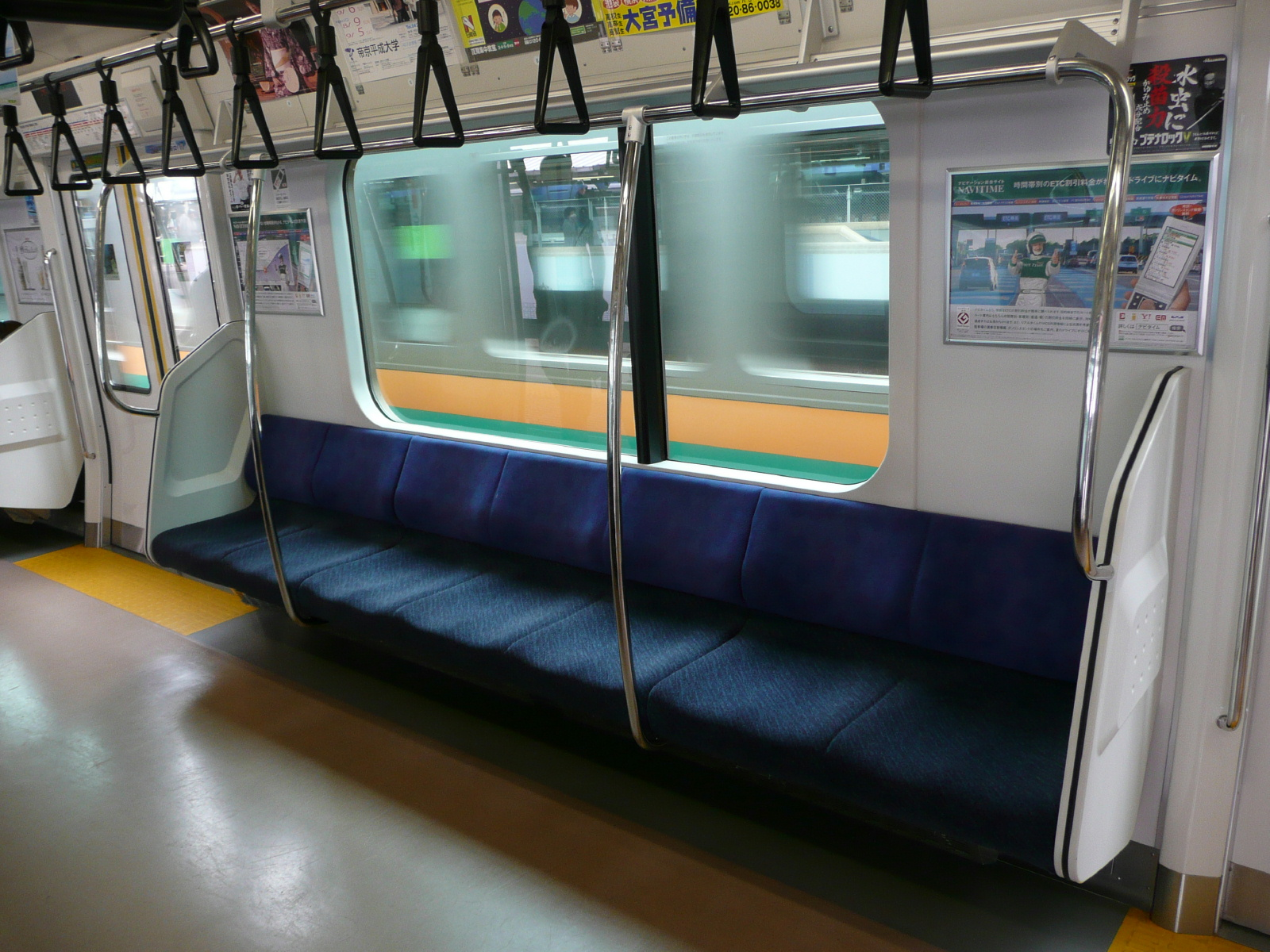
縱向式座位
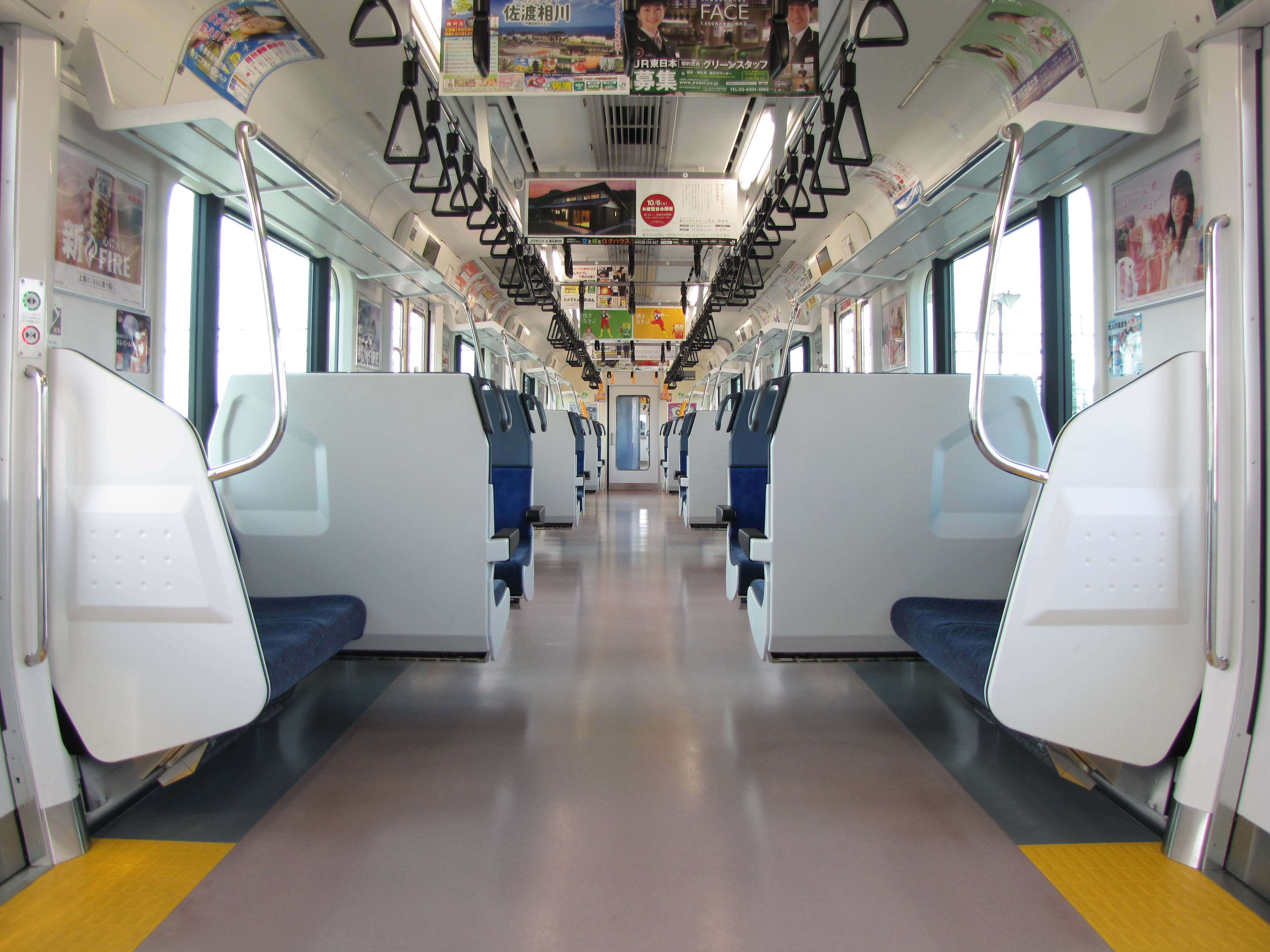
半對向式座位车内（モハE232-3420）
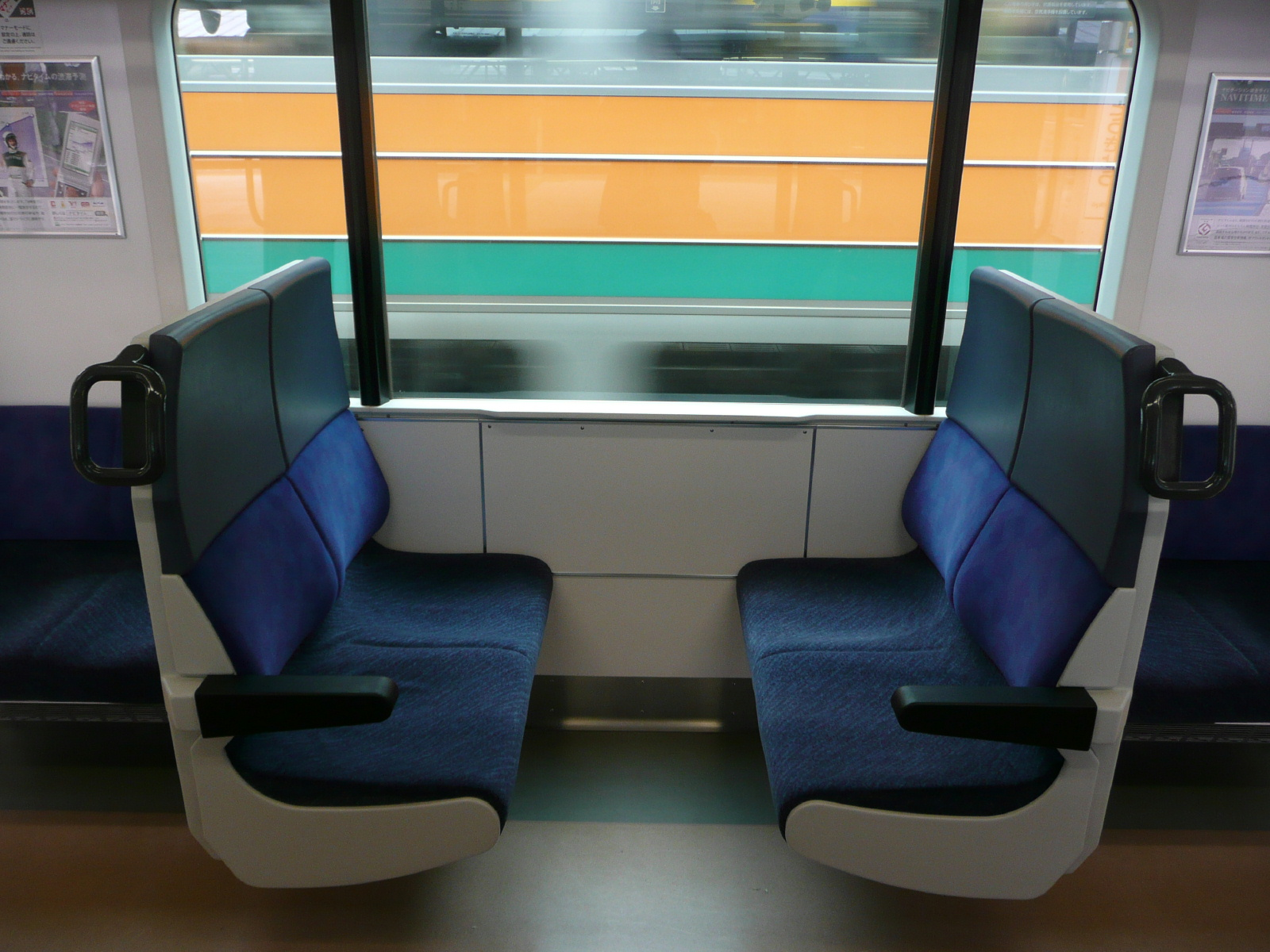
半對向式座位
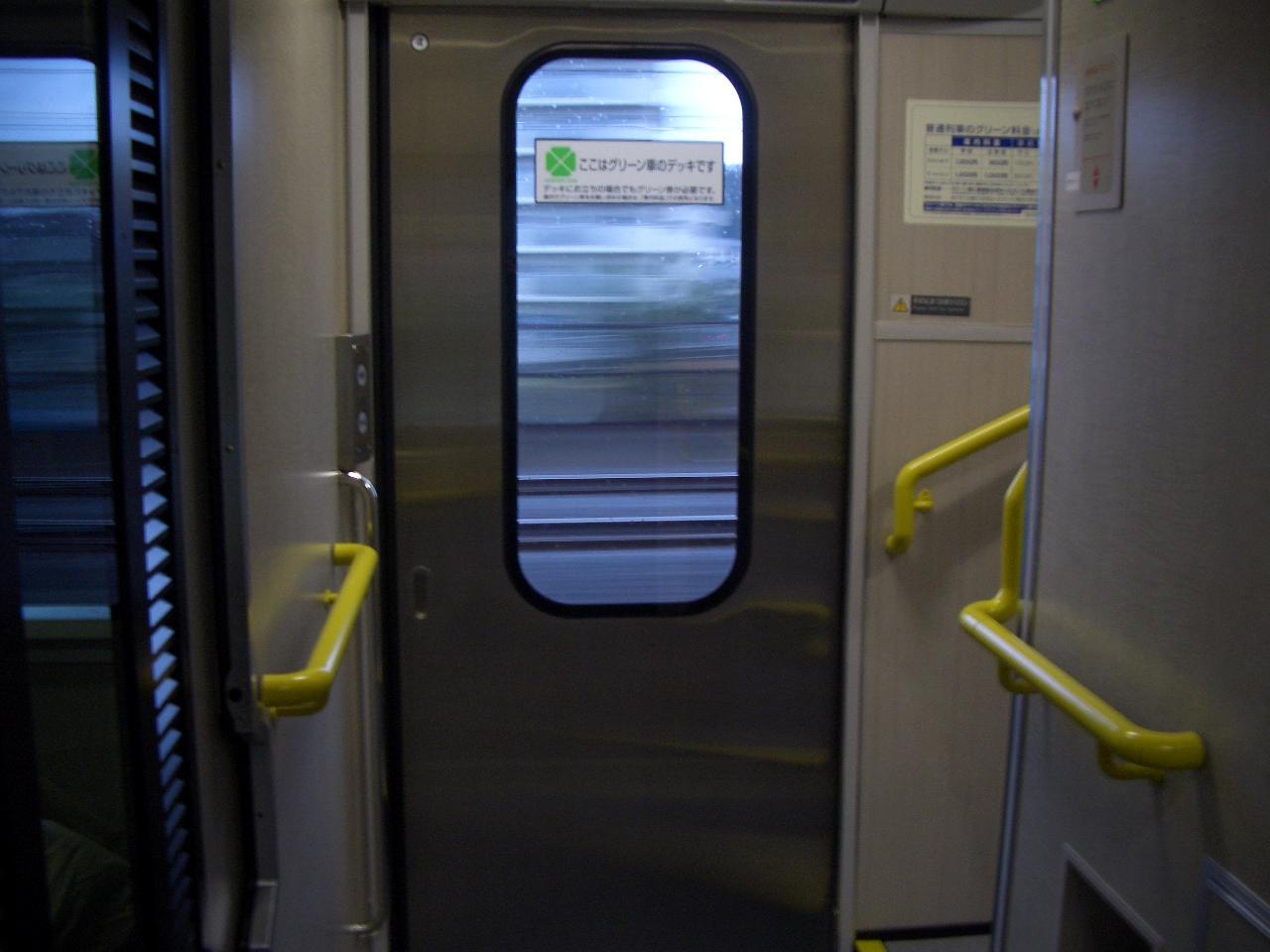
綠色車廂車門不同一般車廂，沒有鋪上裝飾板
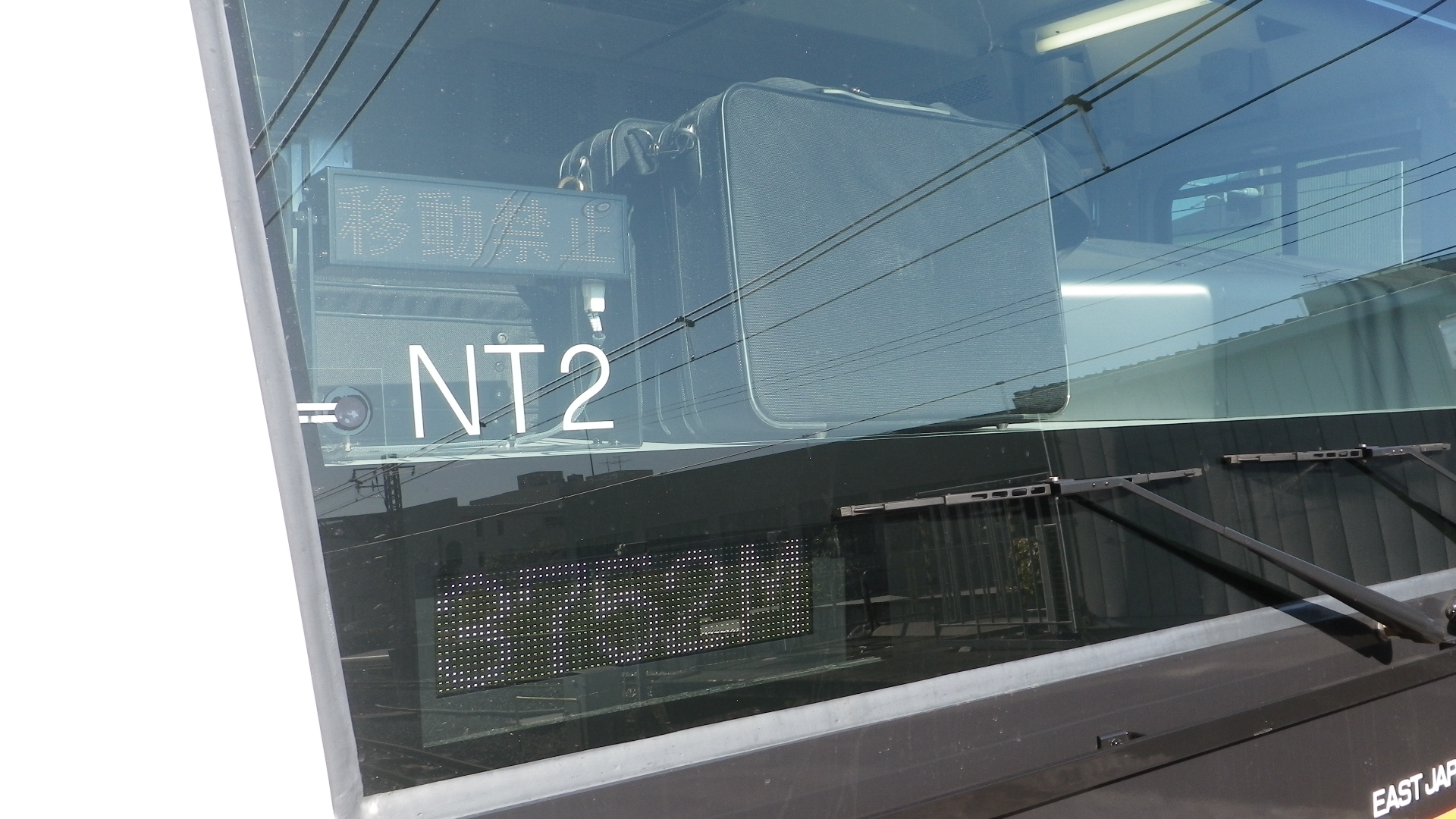
田町車輛中心所属NT2编组クハE232-3004车头的移动禁止表示器（2011年12月10日 戶塚站）
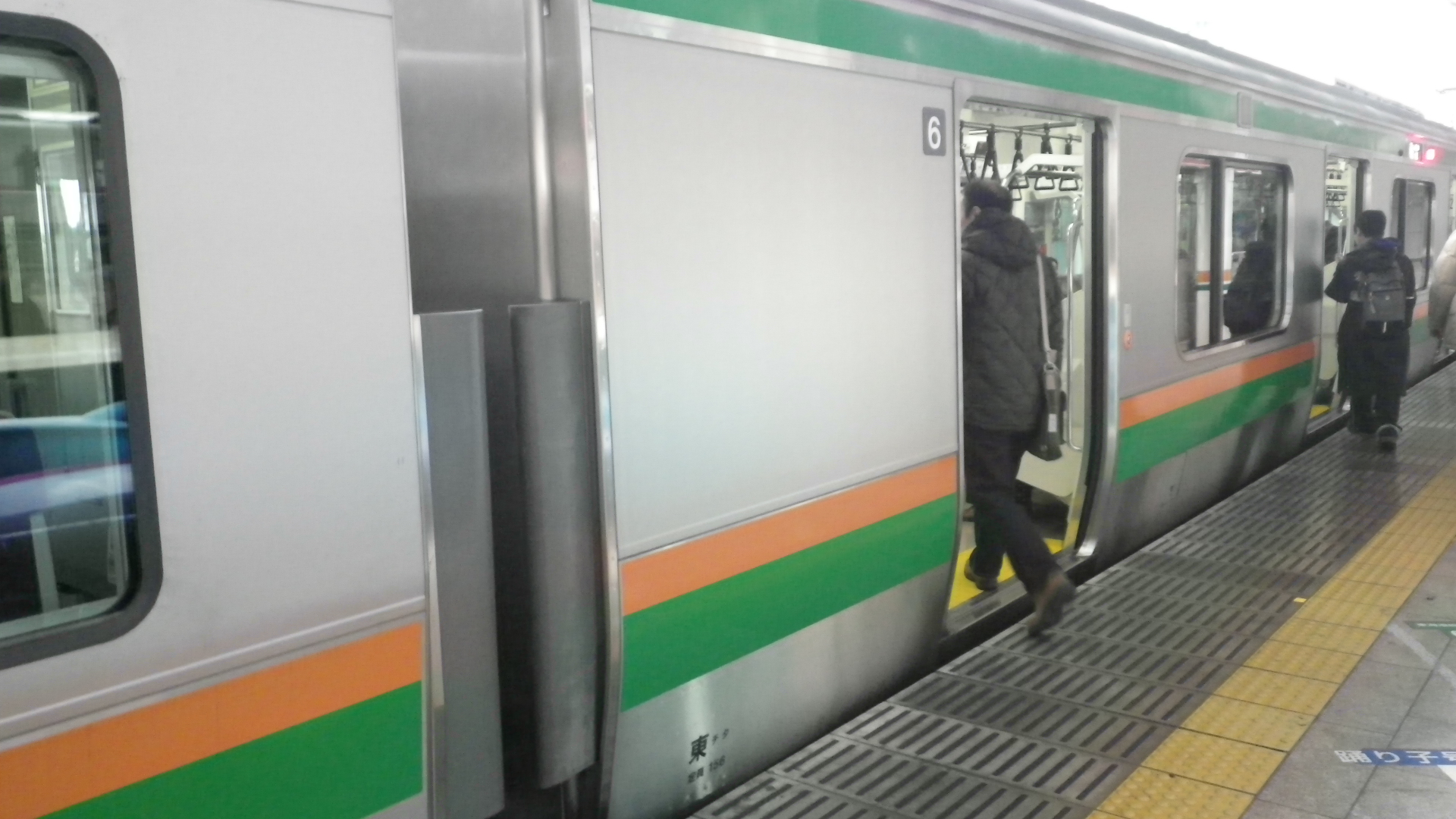
田町車輛中心NT編組6号車6號車廂廁所部分外观（モハE232-3808）

#### 现时運用方式：國府津車輛中心、小山車輛中心共通運用
- 上野東京線系統（由北至南排列）：
  - 宇都宮線、上野東京線（东北本线）：黑磯 - 宇都宫 - 小金井 - 小山 - 大宫 - (←宇都宮線) - 上野 - (上野東京線) - 東京
  - 高崎線：高崎 - 籠原 - 熊谷 - 大宫 - (上野) - (東京) （籠原以北只使用基本編組，部分列车列車经由上越線新前橋站直通兩毛線前橋站）
  - 東海道線：東京 - 横滨 - 大船 - 平塚 - 国府津 - 小田原 - 熱海 - 沼津（部分列车會直通至東海旅客鐵道東海道本線的沼津站）
  - 伊東線：(東京) - 熱海 - 伊東

- 湘南新宿線系統（由北至南排列）：
  - 宇都宮線（东北本线）：宇都宫 - 小金井 - 小山 - 大宫 - 赤羽
  - 高崎線：高崎 - 籠原 - 熊谷 - 大宫 - (赤羽)（籠原以北只使用基本編組，部分列车列車经由上越線新前橋站直通兩毛線前橋站）
  - 湘南新宿線（山手貨物線）：赤羽 - 池袋 - 新宿 - 澀谷 - 大崎
  - 橫須賀線（包含大崎支線、品鶴線）：大崎  - 武藏小杉  -  横滨 - 大船 - 鐮倉 - 逗子
  - 東海道線：横滨 - 大船 - 平塚 - 国府津 - 小田原

參考資料：

#### 綠色車廂
- 現時所有3000番台的基本編組中，4、5號車廂均為雙層綠色車廂。
- 所有綠色車廂的轉向架均安裝了車廂減擺器。
- 所有綠色車廂均安裝了關門提示燈和兩行式LED顯示屏。
- 每個座位上方的天花板均安裝了Suica讀卡器，容許乘客登車後才以Suica繳付綠色車廂附加費。由於綠色車廂座位採先到先得制，因此讀卡器也有顯示座位是否被佔用的燈號[B 9]。另外，所有在綠色車廂內售賣飲料和小吃的服務員也配備了手持式讀卡器。
- 部分綠色車廂則在車門安裝了閉路電視，以加強保安。

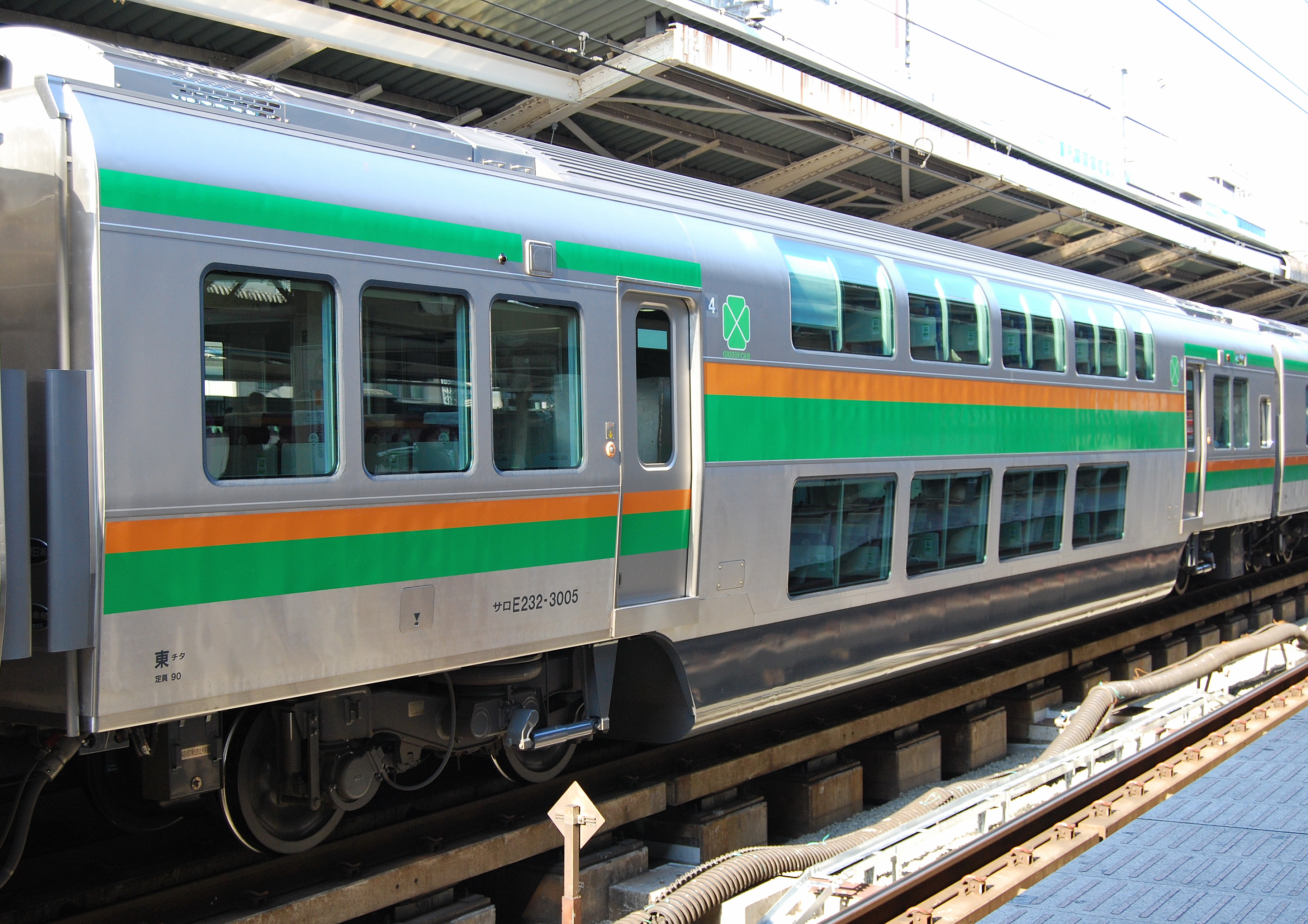
サロE232-3005
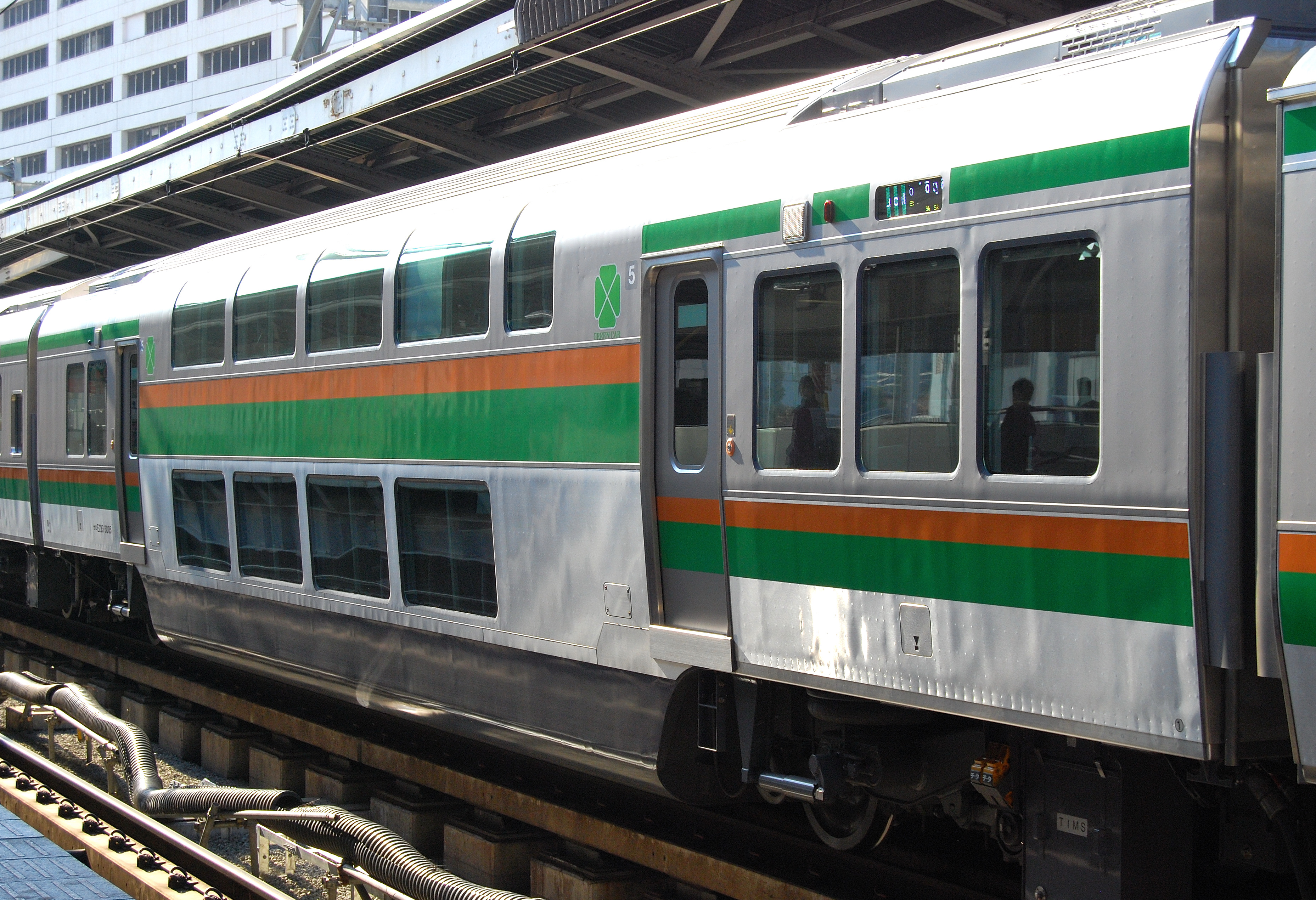
サロE233-3005
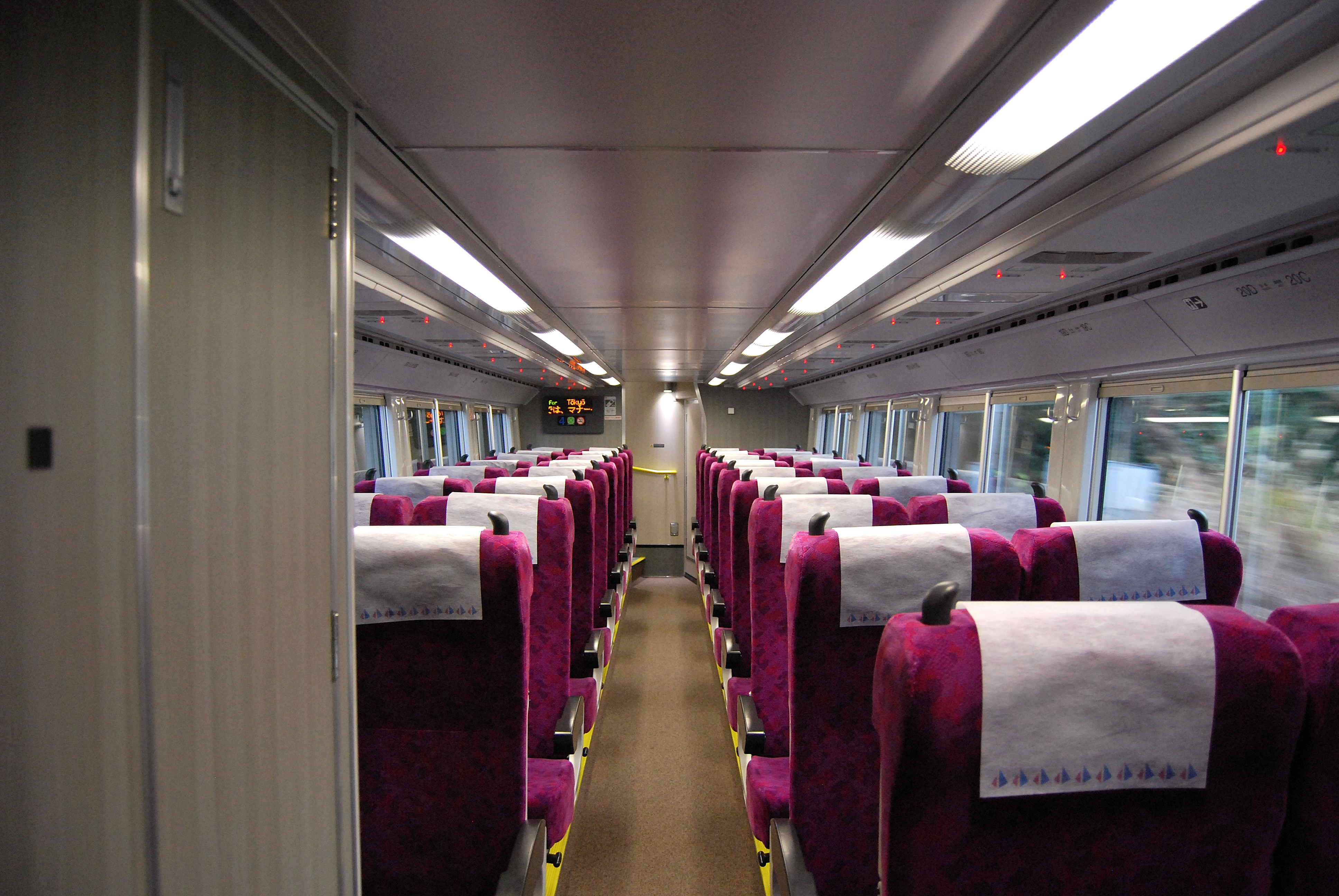
綠色車廂1层車内
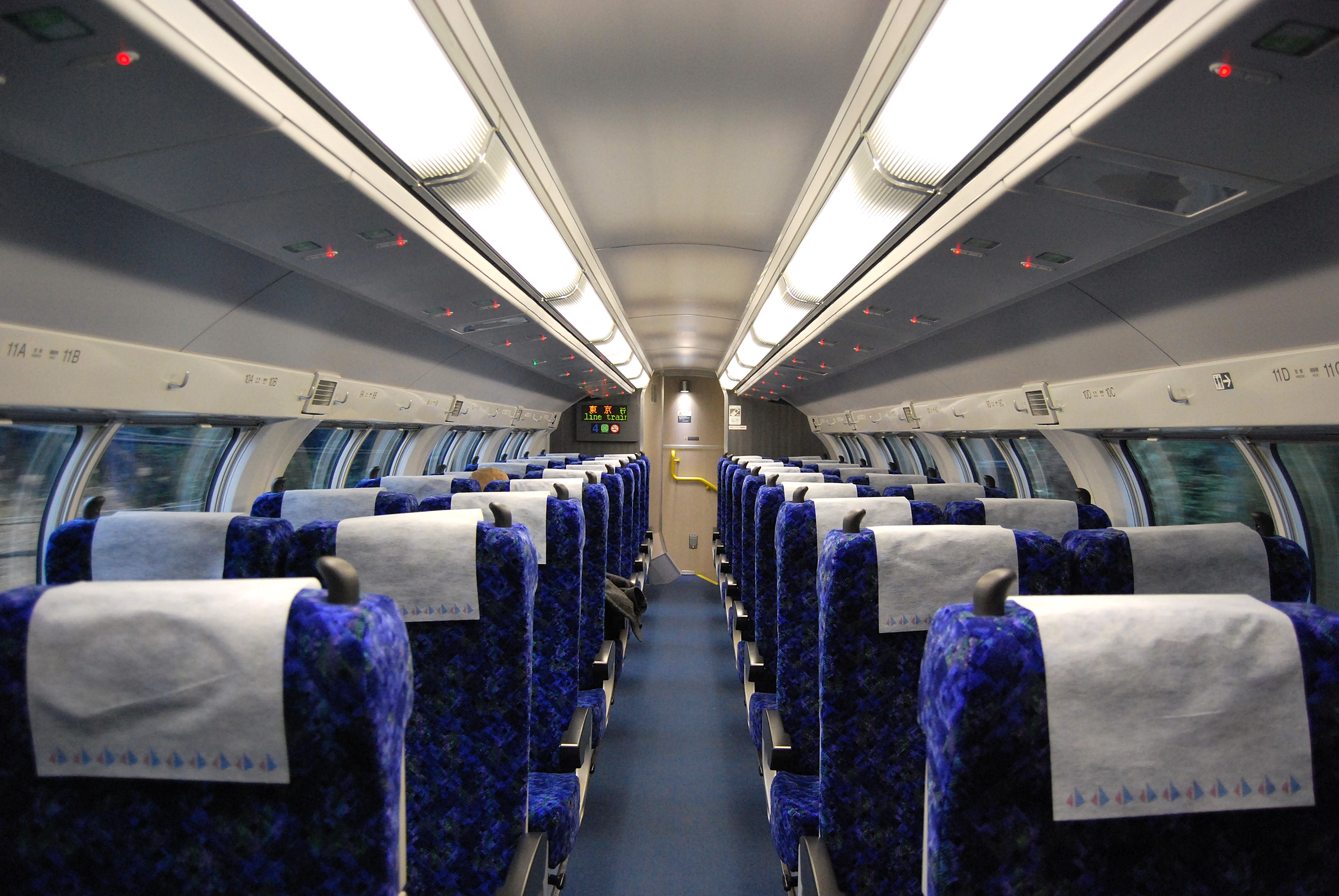
綠色車廂2层車内
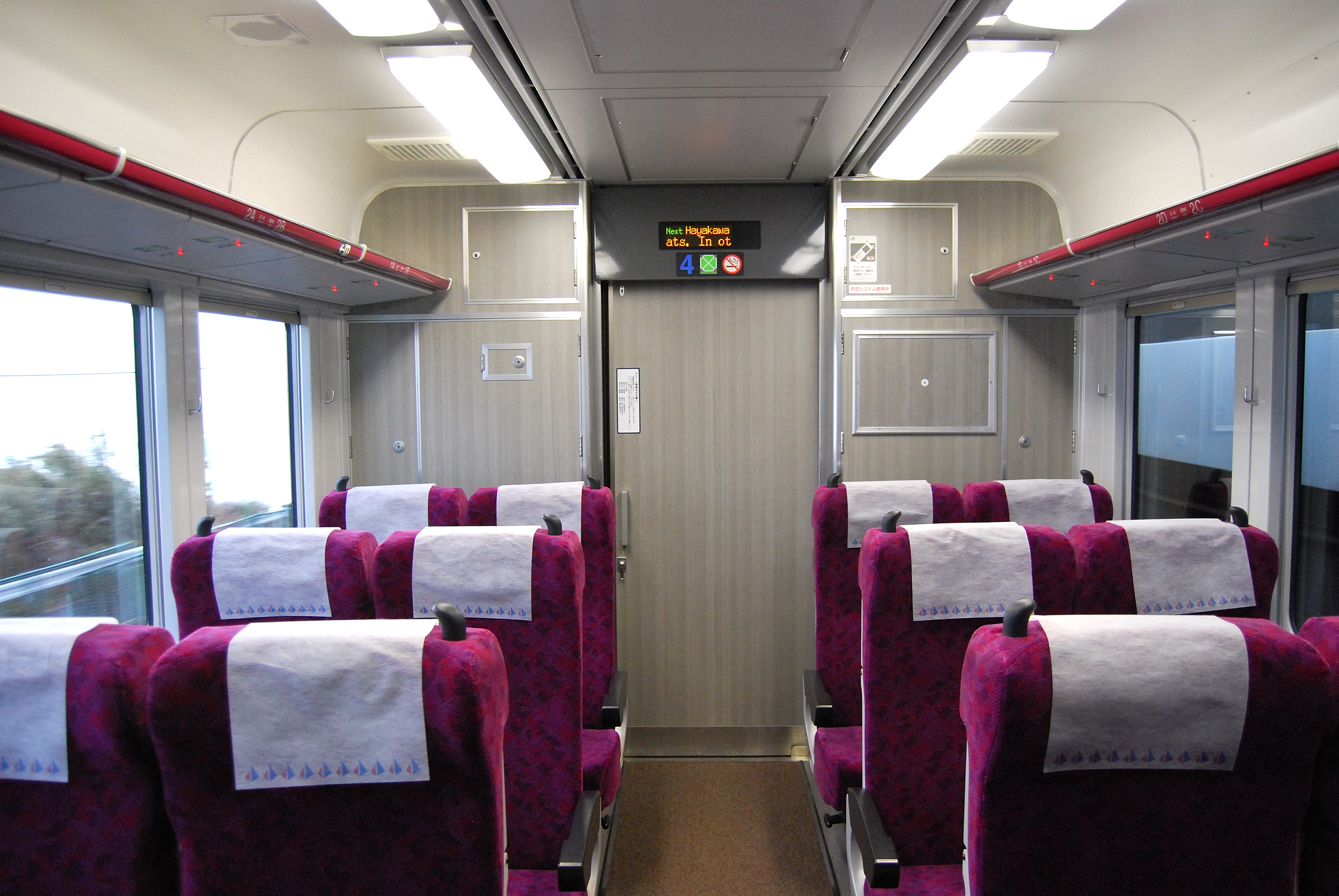
綠色車廂平屋部分車内

#### 編組方式
- 備註
  - CP：空氣壓縮機，SIV：靜止式變流器，★：密接式自动车钩及电路连接器
  - 半對：半對向式座位，縱：全縱向座位，綠色：綠色車廂座位
  - [車]WC：大型無障礙洗手間（座式廁所），洋WC：西式洗手間（座式廁所），[洗]：洗手間（只設洗手盤）
  - [長]：車長室，[業]：業務用室，梯：疏散用梯子

#### 國府津車輛中心所屬列車
|                       |          | ←東京方向熱海方向→ |            |            |            |            |            |            |            |            |            |
|                       |          |                    |            |            |            |            |            |            |            |            |            |
| 10輛編組 （基本編組） | 車廂編號 | 10                 | 9          | 8          | 7          | 6          | 5          | 4          | 3          | 2          | 1          |
| 10輛編組 （基本編組） | 集電弓   |                    | >          |            | <>         |            |            |            | >          |            |            |
| 10輛編組 （基本編組） | 番台區分 | E233 -3000         | E233 -3200 | E232 -3200 | E233 -3000 | E232 -3000 | E233 -3000 | E232 -3000 | E233 -3400 | E232 -3400 | E232 -3000 |
| 10輛編組 （基本編組） | 座位編排 | 半對               | 半對       | 縱         | 縱         | 縱         | 綠色       | 綠色       | 縱         | 半對       | 半對       |
| 10輛編組 （基本編組） | 其他設備 | [車]WC             |            | 梯         |            |            | 洋WC、[洗] | [長]、[業] |            |            | [車]WC     |
| 10輛編組 （基本編組） | 安裝機器 | ★                  |            | CP         |            | SIV、CP    |            |            |            | SIV、CP    |            |
| 10輛編組 （基本編組） | 載客量   | 138人              | 162人      | 162人      | 162人      | 162人      | 90人       | 90人       | 162人      | 162人      | 138人      |
| 10輛編組 （基本編組） | 車輛重量 | 27.9t              | 29.4t      | 29.3t      | 23.0t      | 23.0t      | 36.1t      | 35.4t      | 28.8t      | 29.9t      | 27.8t      |
| 5輛編組 （附屬編組）  | 車廂編號 | 15                 | 14         | 13         | 12         | 11         |            |            |            |            |            |
| 5輛編組 （附屬編組）  | 集電弓   |                    |            | <>         |            |            |            |            |            |            |            |
| 5輛編組 （附屬編組）  | 番台區分 | E233 -3500         | E233 -3000 | E233 -3600 | E232 -3600 | E232 -3500 |            |            |            |            |            |
| 5輛編組 （附屬編組）  | 座位編排 | 半對               | 半對       | 縱         | 縱         | 縱         |            |            |            |            |            |
| 5輛編組 （附屬編組）  | 其他設備 |                    |            |            |            | [車]WC     |            |            |            |            |            |
| 5輛編組 （附屬編組）  | 安裝機器 |                    | CP         |            | CP,SIV     | ★          |            |            |            |            |            |
| 5輛編組 （附屬編組）  | 載客量   | 143人              | 162人      | 162人      | 162人      | 138人      |            |            |            |            |            |
| 5輛編組 （附屬編組）  | 車輛重量 | 26.8t              | 23.5t      | 28.8t      | 29.3t      | 27.6t      |            |            |            |            |            |

參考資料：

#### 國府津車輛中心、小山車輛中心所屬列車
|                       |          | ←東京、黑磯、前橋方向上野、熱海方向→ |            |            |            |            |            |            |            |            |            |
|                       |          |                                      |            |            |            |            |            |            |            |            |            |
| 10輛編組 （基本編組） | 車廂編號 | 10                                   | 9          | 8          | 7          | 6          | 5          | 4          | 3          | 2          | 1          |
| 10輛編組 （基本編組） | 集電弓   |                                      | >          |            | >          |            |            |            | <>         |            |            |
| 10輛編組 （基本編組） | 番台區分 | E233 -3000                           | E233 -3200 | E232 -3000 | E233 -3400 | E232 -3800 | E233 -3000 | E232 -3000 | E233 -3000 | E232 -3400 | E232 -3000 |
| 10輛編組 （基本編組） | 座位編排 | 半對                                 | 半對       | 縱         | 縱         | 縱         | 綠色       | 綠色       | 縱         | 半對       | 半對       |
| 10輛編組 （基本編組） | 其他設備 | [車]WC                               |            |            |            | 洋WC、梯   | 洋WC、[洗] | [長]、[業] |            |            | [車]WC     |
| 10輛編組 （基本編組） | 安裝機器 | ★                                    |            | SIV、CP    |            | CP         |            |            |            | SIV、CP    |            |
| 10輛編組 （基本編組） | 載客量   | 135人                                | 161人      | 160人      | 160人      | 156人      | 90人       | 90人       | 160人      | 161人      | 135人      |
| 10輛編組 （基本編組） | 車輛重量 | 32.7t                                | 33.1t      | 33.1t      | 32.6t      | 31.5t      | 39.2t      | 38.8t      | 33.0t      | 33.6t      | 32.6t      |
| 5輛編組 （附屬編組）  | 車廂編號 | 15                                   | 14         | 13         | 12         | 11         |            |            |            |            |            |
| 5輛編組 （附屬編組）  | 集電弓   |                                      |            | <>         |            |            |            |            |            |            |            |
| 5輛編組 （附屬編組）  | 番台區分 | E233 -3500                           | E233 -3000 | E233 -3600 | E232 -3600 | E232 -3500 |            |            |            |            |            |
| 5輛編組 （附屬編組）  | 座位編排 | 半對                                 | 半對       | 縱         | 縱         | 縱         |            |            |            |            |            |
| 5輛編組 （附屬編組）  | 其他設備 |                                      |            |            |            | [車]WC     |            |            |            |            |            |
| 5輛編組 （附屬編組）  | 安裝機器 |                                      | CP         |            | CP,SIV     | ★          |            |            |            |            |            |
| 5輛編組 （附屬編組）  | 載客量   | 143人                                | 161人      | 160人      | 160人      | 135人      |            |            |            |            |            |
| 5輛編組 （附屬編組）  | 車輛重量 | 31.2t                                | 28.7t      | 32.9t      | 33.0t      | 32.2t      |            |            |            |            |            |

參考資料：

### 5000番台（京葉線）
2009年9月，JR東日本公布以新一批E233系列車（共250輛）取代京葉線現有的201系、205系及209系500番台列車，當時並沒有公布番台區分。相關報導指該批列車分為10輛全通編組（21列，共210輛）及6+4輛可分割編組兩種（4列，共40輛），但最終只製造了20列全通編組及4列可分割編組（共240輛），較預計少了一列全通編組列車。
2010年3月10日，首列列車（501編組）自新津車輛製作所出廠，經確認後證實番台區分為5000番台。經過測試後，5000番台列車自2010年7月1日起正式在京葉線服務。
5000番台列車的機器規格基本參照0番台列車，車廂內裝則參照1000及2000番台列車。而最大的不同是在車頂增設流動WiMAX的天線，將為車廂的電視頻道提供串流及更新列車運行資訊。另外，也首次應用了在205系試驗的列車禁止移動聯鎖系統。

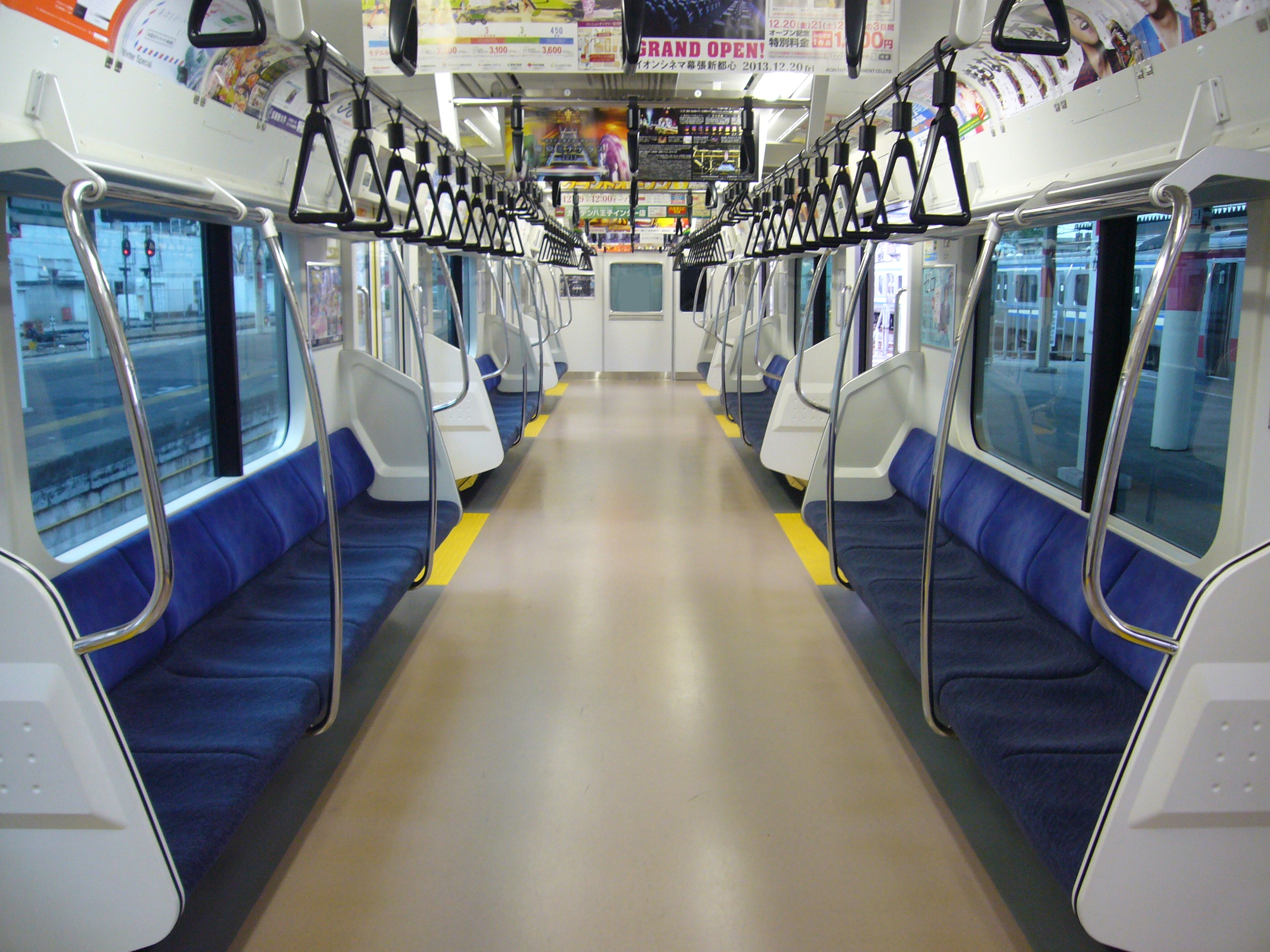
車廂內部
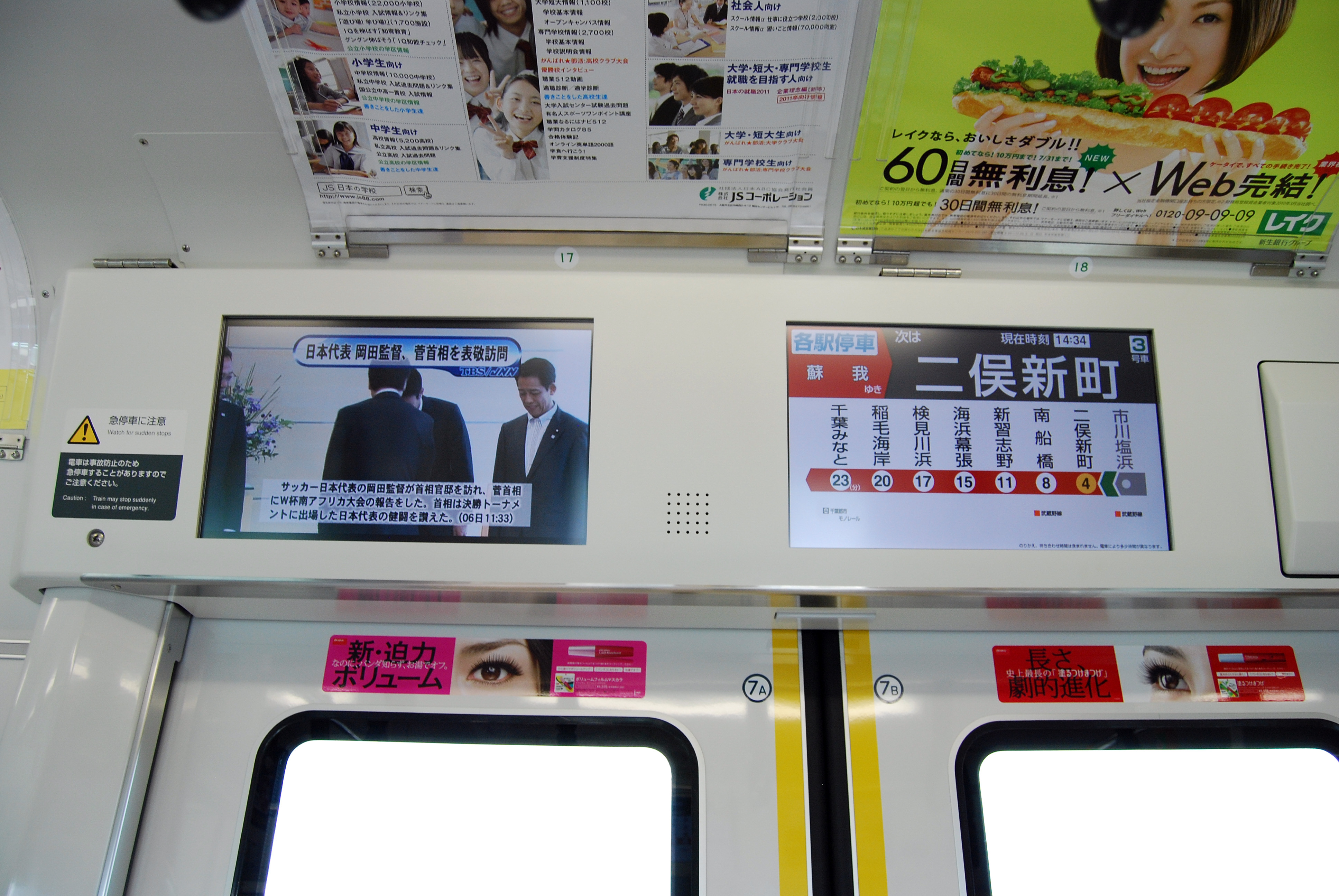
列車運行資訊顯示屏，版面設計採用了2000番台列車的版本

#### 編組方式
- 備註：CP：空氣壓縮器，SIV：靜止式變流器，★：密接式自动车钩及电路连接器

|                          |              | ←蘇我方向東京方向→ ←內房線 君津、上總湊／外房線 上總一之宮、勝浦／東金線 成東方向 |                |                 |                  |                 |                |                 |                |                 |                  |
| 10輛編組 （全通編組）    | 車廂編號     | 10                                                                                | 9              | 8               | 7                | 6               | 5              | 4               | 3              | 2               | 1                |
| 10輛編組 （全通編組）    | 集電弓       |                                                                                   | >              |                 |                  |                 | <>             |                 | >              |                 |                  |
| 10輛編組 （全通編組）    | 番台區分     | E233 -5000 (Tc)                                                                   | E233 -5400 (M) | E232 -5400 (M') | E233 -5000 (T)   | E233 -5500 (T)  | E233 -5000 (M) | E232 -5000 (M') | E233 -5200 (M) | E232 -5200 (M') | E232 -5000 (Tc') |
| 10輛編組 （全通編組）    | 安裝機器     | CP                                                                                |                | SIV             |                  | CP              |                | SIV             |                |                 | CP               |
| 10輛編組 （全通編組）    | 車輛重量 (t) | 31.6                                                                              | 32.0           | 32.1            | 29.0             | 28.8            | 32.4           | 32.1            | 31.7           | 29.0            | 31.6             |
| 6+4輛編組 （可分割編組） | 車廂編號     | 10                                                                                | 9              | 8               | 7                | 6               | 5              | 4               | 3              | 2               | 1                |
| 6+4輛編組 （可分割編組） | 集電弓       |                                                                                   | <>             |                 |                  |                 | <>             |                 | >              |                 |                  |
| 6+4輛編組 （可分割編組） | 番台區分     | E233 -5000 (Tc)                                                                   | E233 -5600 (M) | E232 -5600 (M') | E232 -5500 (Tc') | E233 -5500 (Tc) | E233 -5000 (M) | E232 -5000 (M') | E233 -5200 (M) | E232 -5200 (M') | E232 -5000 (Tc') |
| 6+4輛編組 （可分割編組） | 安裝機器     | CP                                                                                |                | SIV             | CP,★             | CP,★            |                | SIV             |                |                 | CP               |
| 6+4輛編組 （可分割編組） | 車輛重量 (t) | 31.6                                                                              | 32.2           | 32.1            | 31.7             | 31.7            | 32.4           | 32.1            | 31.7           | 29.0            | 31.6             |

參考資料：

### 6000番台（橫濱線）
6000番台主要取代於橫濱線行走多年的205系，一共製造28列224輛。列车全部配属于镰仓车辆中心。本番台新車於2014年初陸續付運。2014年2月16日正式开始投入商业运营。
與7000番台一樣，車內照明採用LED照明以節省用電量，另外，由於本系列車採用闊身設計以增加載客量，故取消6門車廂。保安装置在采用ATS-P和D-ATC。在横滨线内使用ATS-P，在直通运行京滨东北、根岸线时使用D-ATC。
車體色帶顏色沿用横滨线205系的色带——■■浅绿色和深绿色，列车车头、车侧色带增加路线的英文标识，以及路线的标识设计是JR东日本的通勤新车中首次使用。

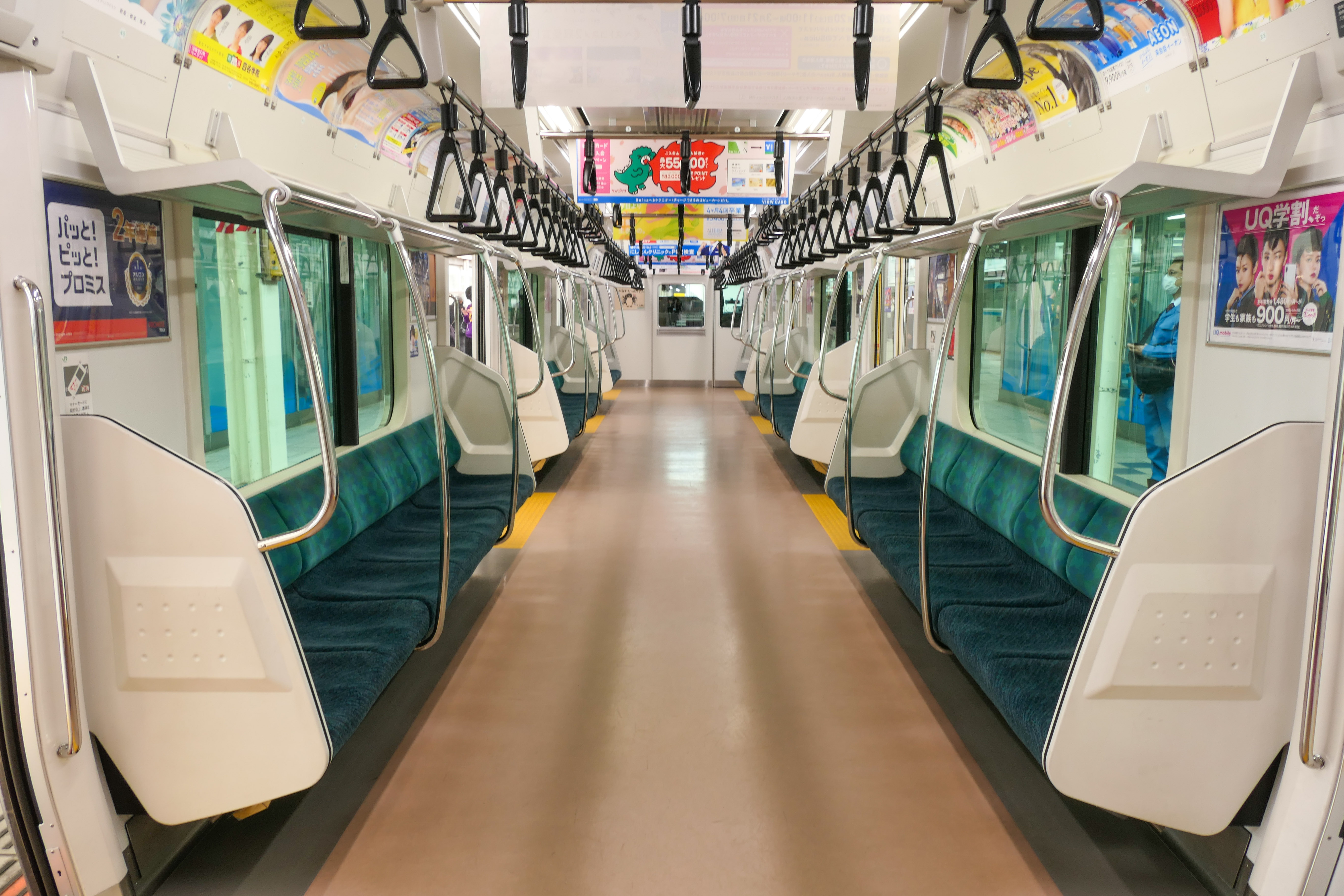
車卡內部
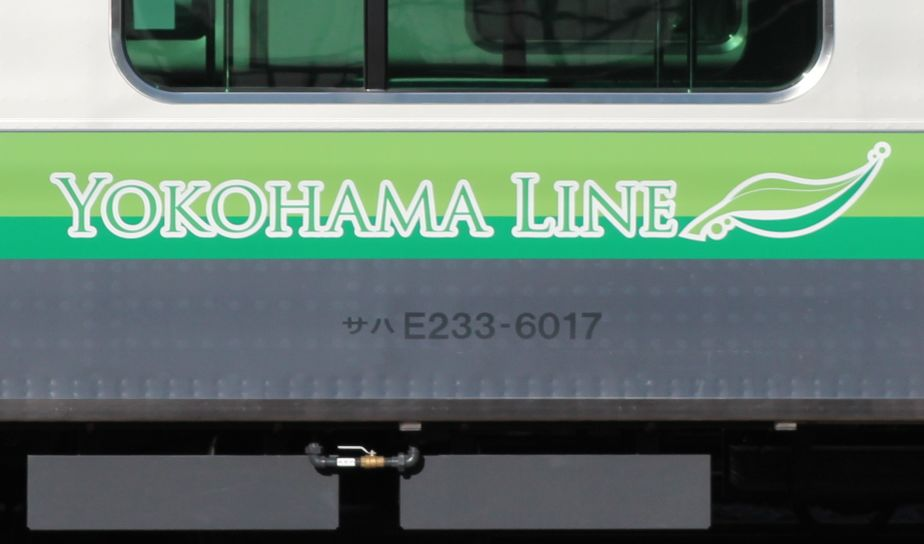
列車色帶增加了路線的英文名及標誌
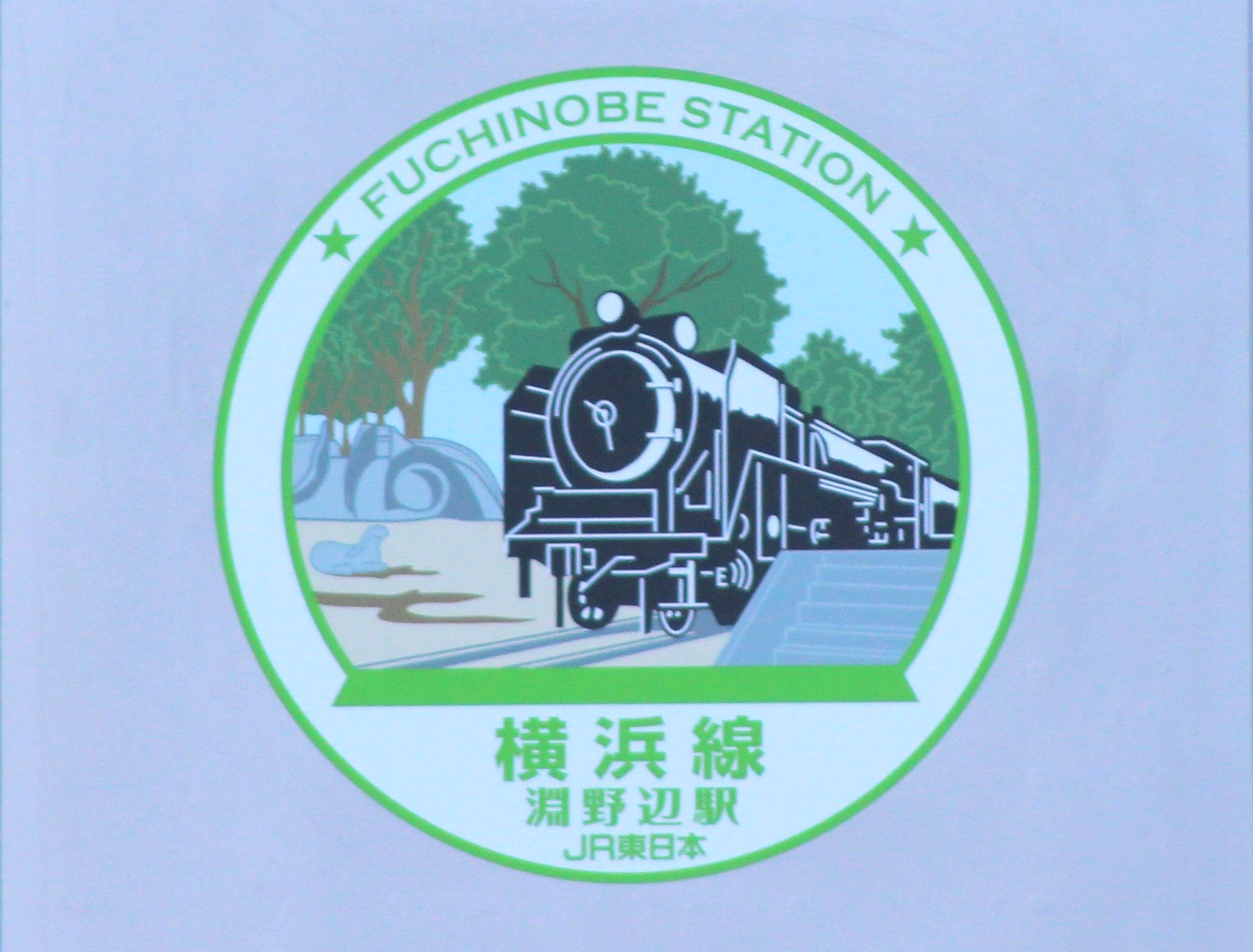
路線的標誌設計
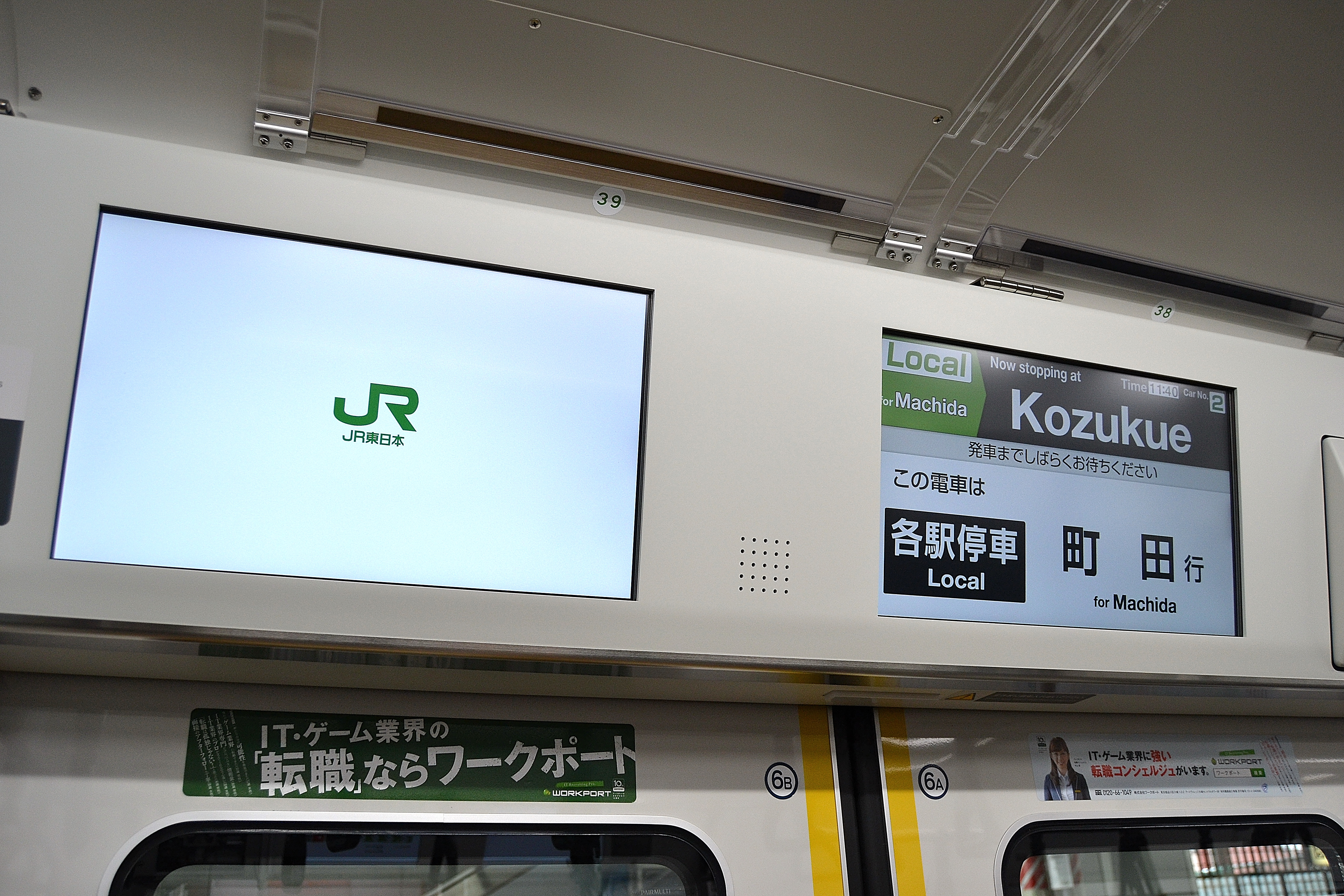
列車運行資訊顯示屏，版面設計採用了5000番台列車的版本
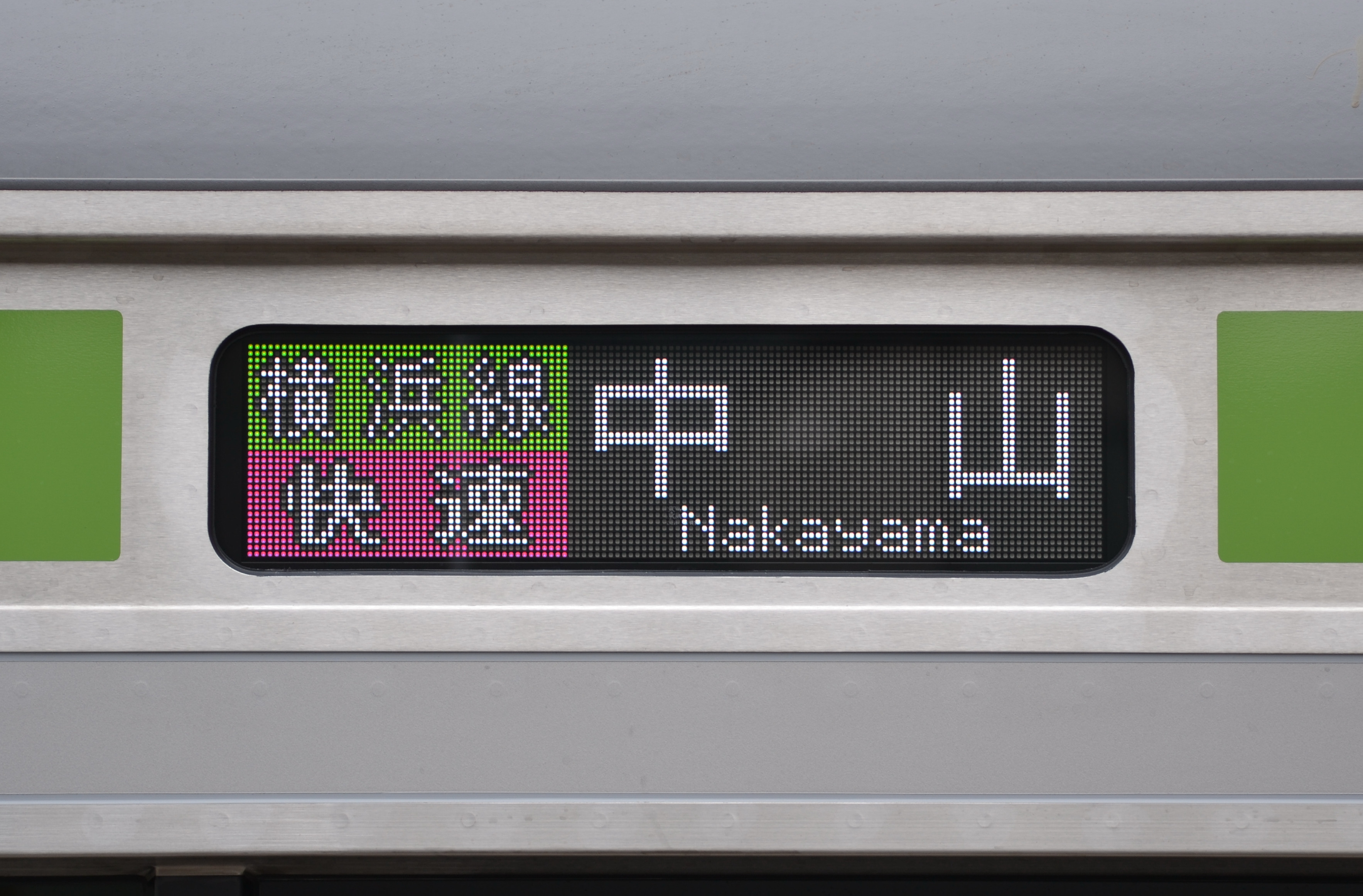
側面方向幕
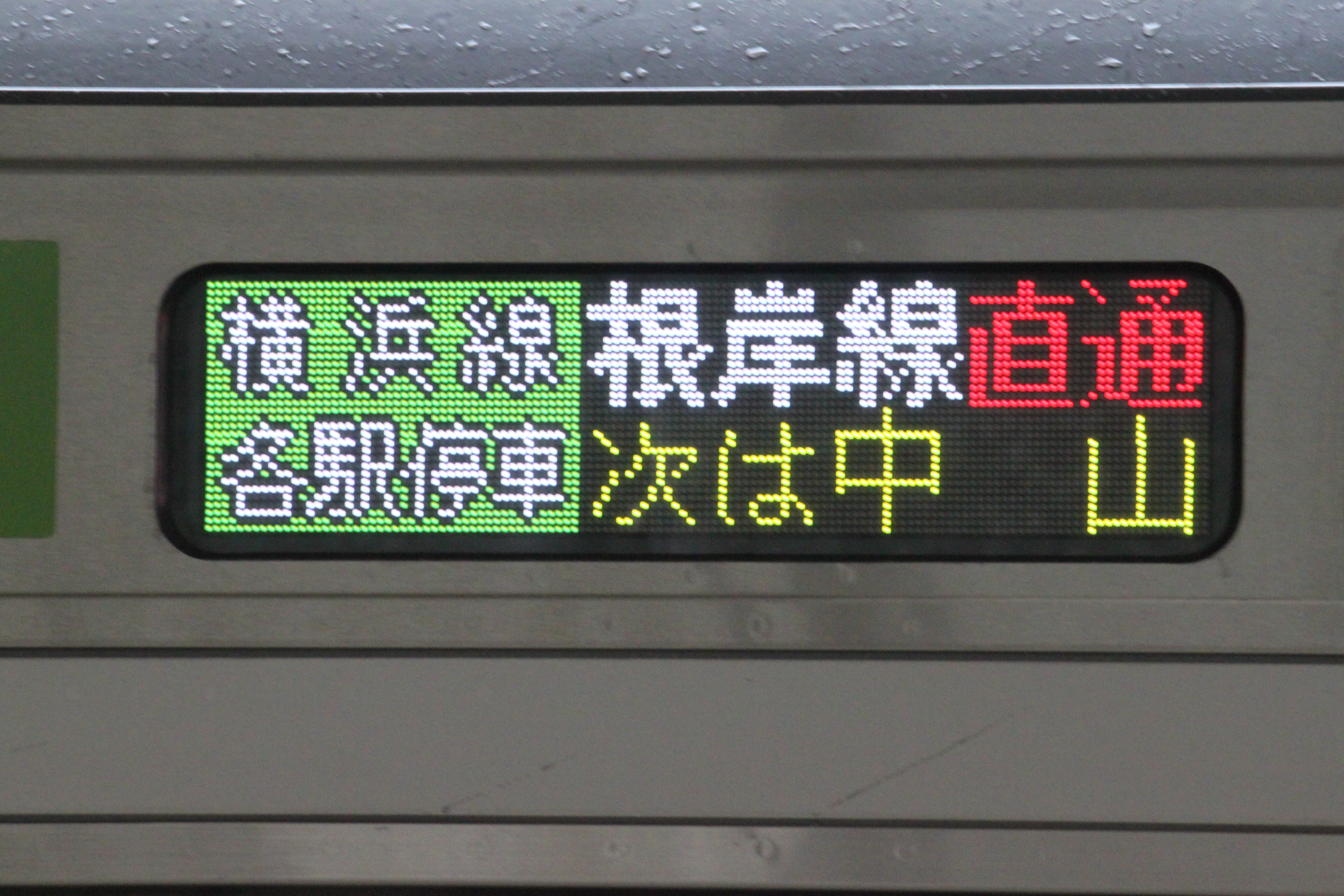
側面方向幕(顯示停車車站)

編組方式
- 所有车厢均为4门车厢
- 備註：CP：空氣壓縮器，SIV：靜止式變流器

|              | ←八王子方向東神奈川・大船方向→ |                |                |                |                |                |                |                |
| 号車         | 8                              | 7              | 6              | 5              | 4              | 3              | 2              | 1              |
| 集電弓       |                                | ＞             |                |                | ＜ ＞          |                |                |                |
| 番台區分     | クハE233 -6000                 | モハE233 -6400 | モハE232 -6400 | サハE233 -6000 | モハE233 -6000 | モハE232 -6000 | サハE233 -6200 | クハE232 -6000 |
| 安裝機器     |                                | VVVF           | SIV,CP         |                | VVVF           | SIV,CP         |                |                |
| 車輛重量 (t) | 30.1                           | 31.6           | 32.3           | 28.5           | 32.2           | 32.3           | 28.5           | 30.2           |

參考資料：

### 7000番台（埼京線）
服务于埼京线、川越线直通运行和相铁·JR直通線及东京临海高速铁道临海线的E233系7000番台均为10辆（6M4T）全贯通编组列车，共有38列380節，全部配屬于川越车辆中心。将取代埼京线1989年开始使用的205系列车。
2012年4月14日，JR東日本宣布將埼京線與橫濱線所使用的205系更換為E233系，當時两线使用的番台並沒有公布番台區分。第一列7000番台列车（101编组）由新津车辆制作所建造，经确认后证实番台区分为7000番台。2013年3月26日在信越本线新津－羽生田之间进行四往返试车。4月9日从新津车辆制作所运到了川越车辆中心，已于6月30日正式投入运营。
7000番台列車的機器規格基本參照0番台列車，車廂內裝及部分设施則參照1000、2000及5000番台列車。同5000番台一样，在车顶增设流动WiMAX的天线，为车厢的电视频道提供串流及更新列车运行资讯。得益于闊身車體的載客量，较之前的205系定员多了10%，故不編配6車門車廂。另外，车内照明由之前的荧光灯改用更节能的LED照明。

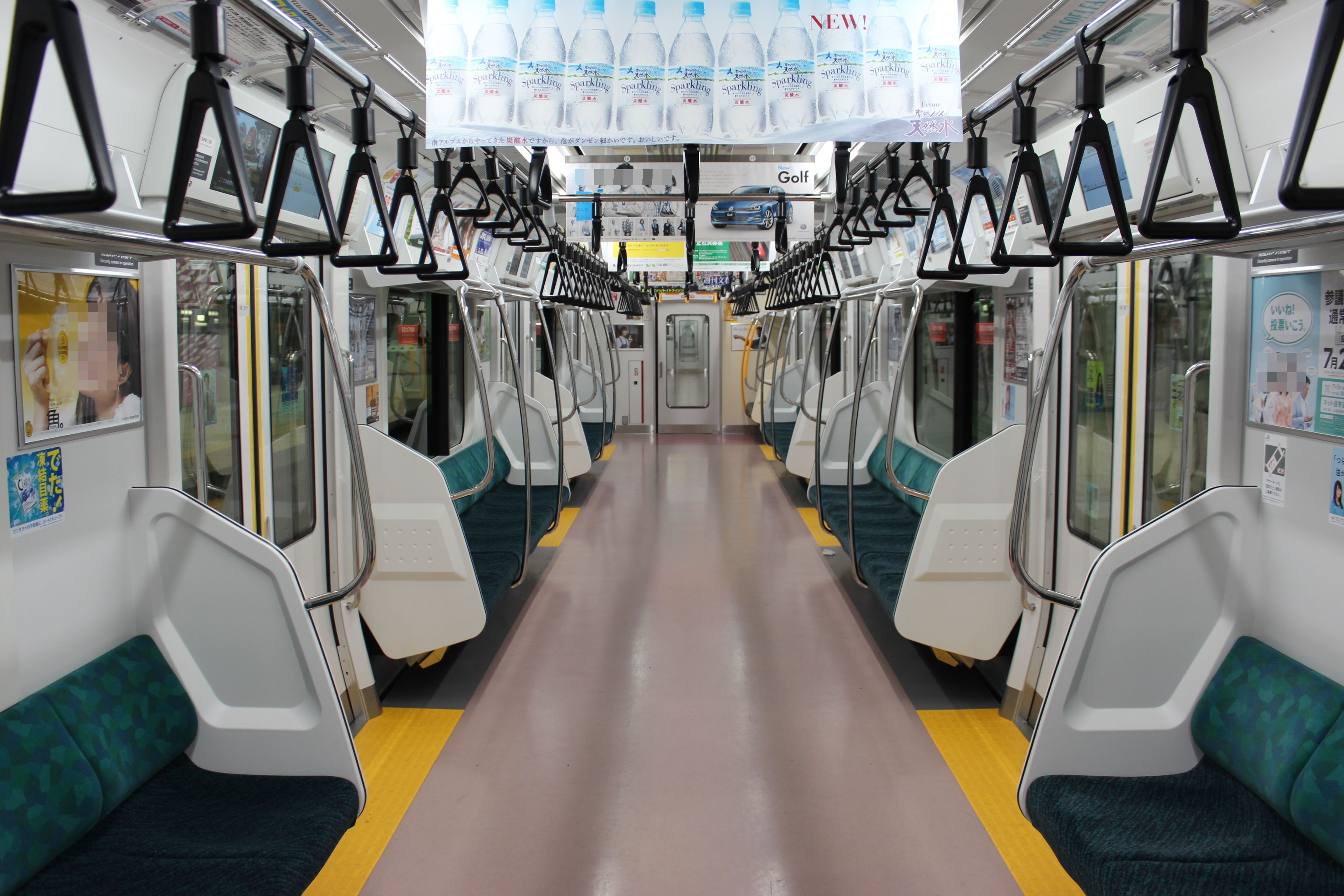
车厢内部
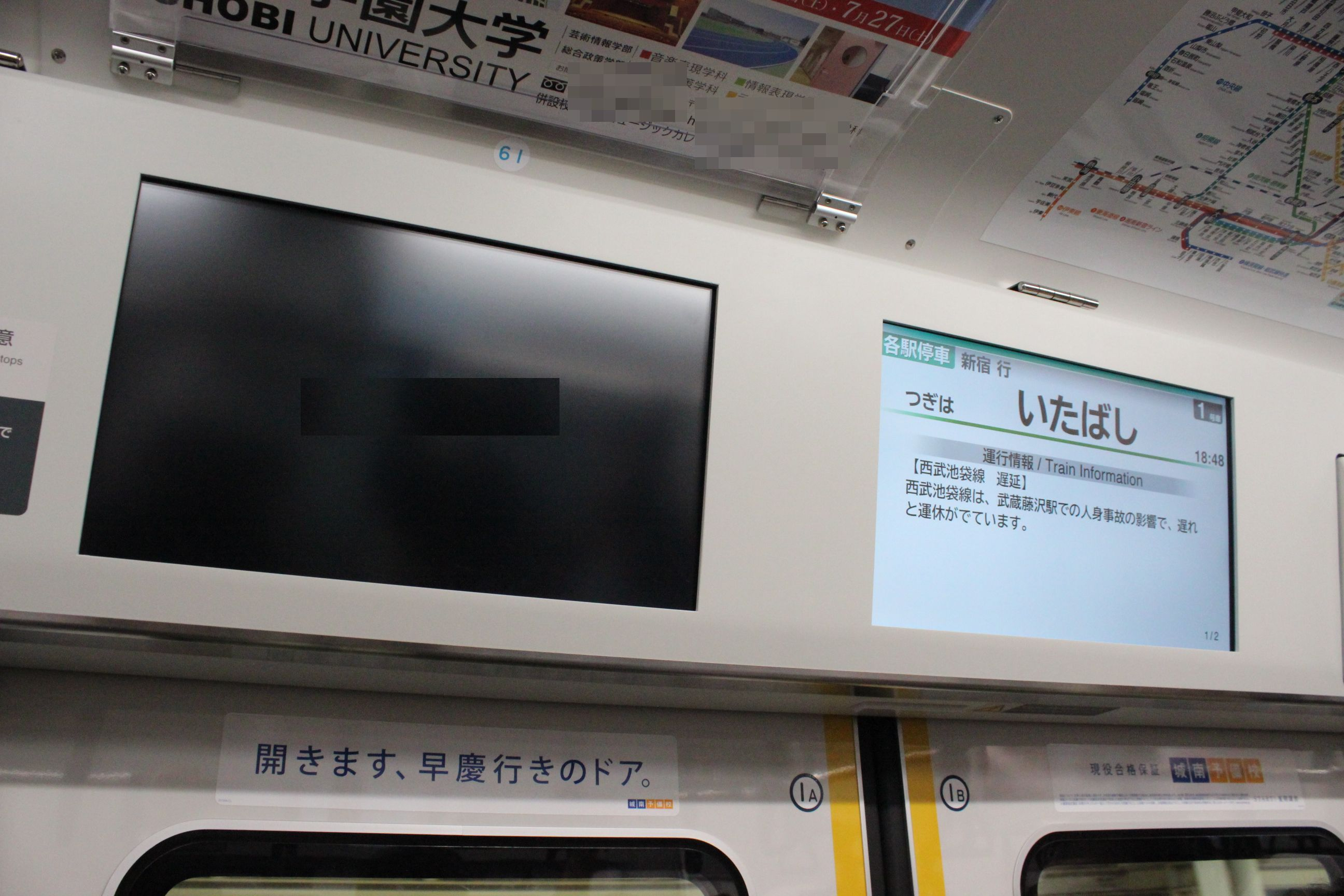
列車運行資訊顯示屏，版面設計与东京地下铁16000系列车相似
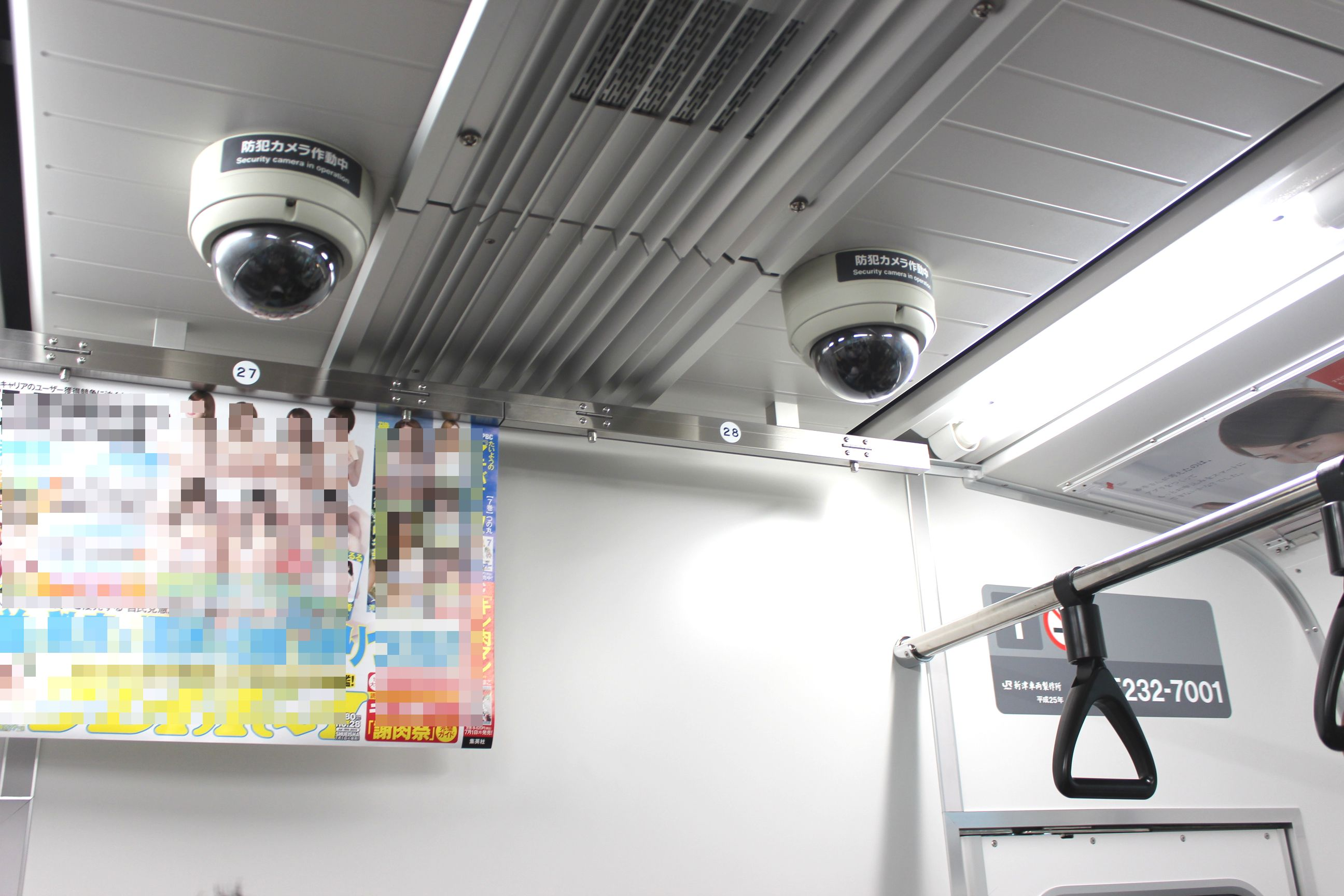
1号車车内两个监控录像摄像头
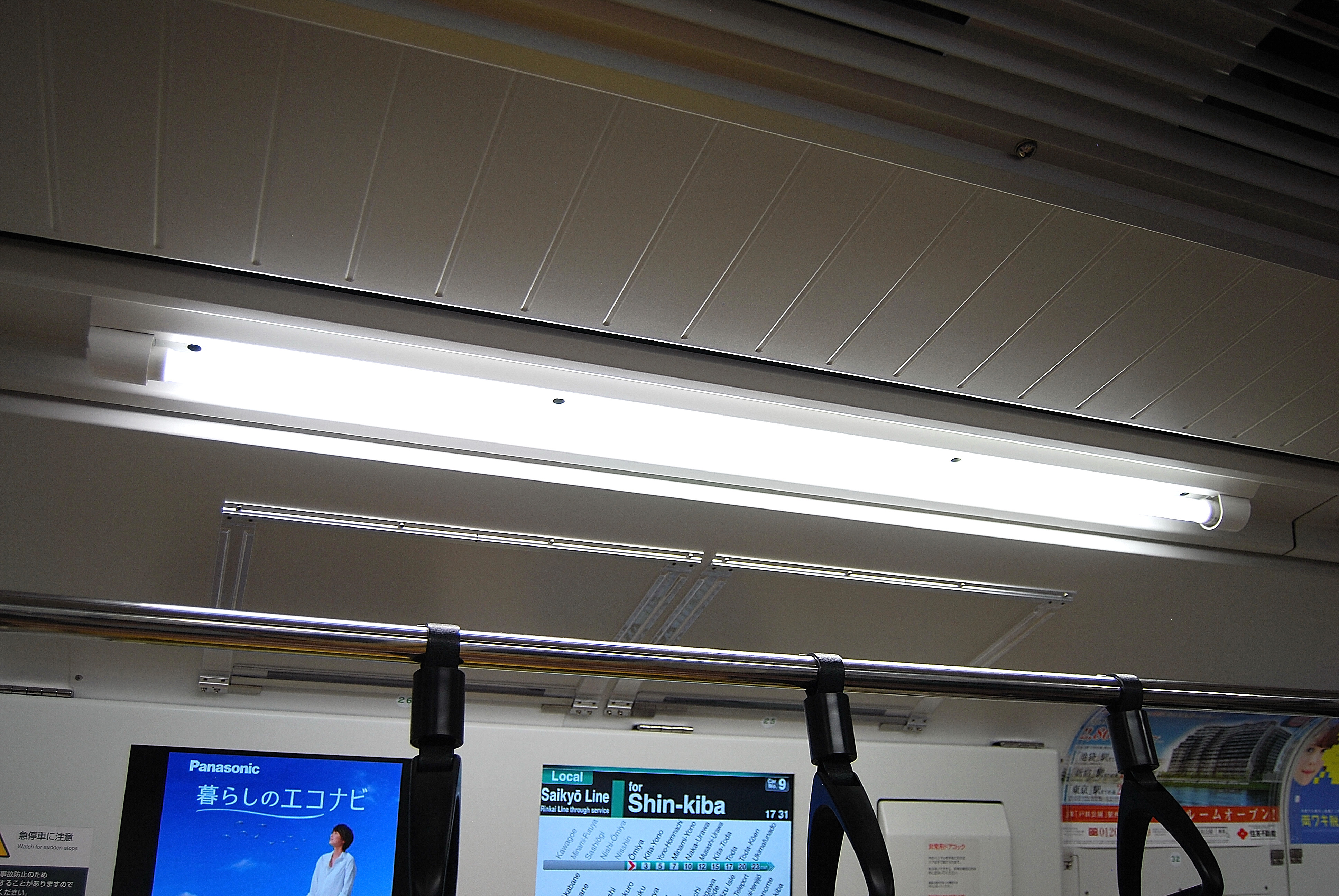
车内LED照明

編組方式
- 所有车厢均为4门车厢
- 備註：CP：空氣壓縮器，SIV：靜止式變流器，★：電力車勾和自動連結及分離裝置

|          | ←大崎•新木场•海老名方向大宫•川越方向→ |                |                 |                |                |                |                 |                |                 |                  |
| 車廂編號 | 10                                    | 9              | 8               | 7              | 6              | 5              | 4               | 3              | 2               | 1                |
| 集電弓   |                                       | >              |                 |                |                | <>             |                 | >              |                 |                  |
| 番台區分 | E233 -7000 (Tc)                       | E233 -7400 (M) | E232 -7400 (M') | E233 -7200 (T) | E233 -7000 (T) | E233 -7000 (M) | E232 -7000 (M') | E233 -7200 (M) | E232 -7200 (M') | E232 -7000 (Tc') |
| 安裝機器 | CP                                    |                | SIV             |                | CP             |                | SIV             |                |                 | CP               |

參考資料：於2014年10月4日開始營運。

### 8000番台（南武線）
8000番台主要取代於南武線行走的209系、209系2200番台及205系，預計製造35列210輛。與7000番台一樣，車內照明採用LED照明以節省用電量。
8500番台
8000番台陸續開始營運後，為了將209系的最後一個編組（N53編組；2200番台）進行汰換，JR東日本將一列0番台（青670編組）改造成與8000番台相同的樣式，編組號碼則延續8000番台的編號成為N36編組，於2017年3月15日開始運轉。
編組方式
- 所有车厢均为4门车厢
- 備註：CP：空氣壓縮器，SIV：靜止式變流器

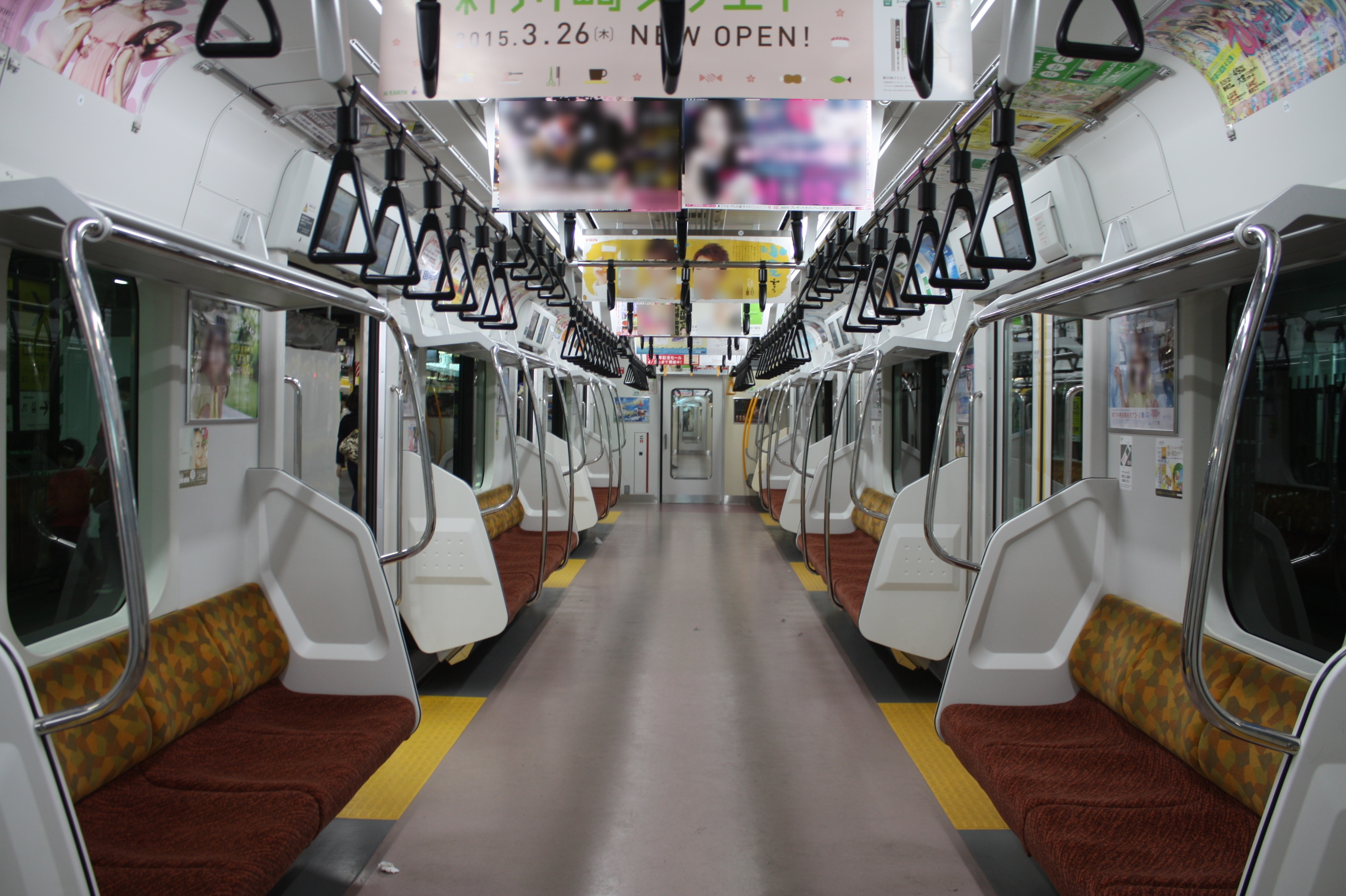
車卡內部

|          | ←川崎方向立川方向→ |                |                |                |                |                |
| 号車     | 1                  | 2              | 3              | 4              | 5              | 6              |
| 形式     | クハE233 -8000     | モハE233 -8000 | モハE232 -8000 | モハE233 -8200 | モハE232 -8200 | クハE232 -8000 |
| 安裝機器 | CP                 | VVVF           | SIV            | VVVF           |                | CP             |
| 車輛重量 | 30.8t              | 32.3t          | 31.7t          | 31.6t          | 28.6t          | 30.8t          |

參考資料：

## 事故
- 2008年9月8日傍晚，一列6輛編組的E233系0番台（青661編組）和一台小型卡車在青梅線青梅至東青梅路段的一個平交道上相撞。青661編組中其中5輛車因為損毀嚴重而決定拆毀，是E233系首組車輛需要退役。為替補這些車輛，這5輛車的車體由新津車輛製作所以修理名義重製，而車輛設備等則由保留原青661編組的川崎重工業安裝的設備。
- JR京濱東北線出軌事故

## 其他
除了3000番台及埼京、橫濱線列車外，E233系共製造2,248輛，以更換754輛201系、170輛203系、490辆205系、10輛207系900番台和860輛209系列車。其中有194列10輛全通固定編組（1,940輛），而6輛及4輛編組則共有61列308輛（32列6輛編組及29列4輛編組，包括6+4編組列車）。而0番台（688輛）、7000番台（310辆）製造的車輛數目較被更換的201系（710輛）、205系（320辆）的車輛數目少。詳細更換列表如下：
| E233系   | E233系     | E233系   | 被更換列車   | 被更換列車 |
| 番台區分 | 編組方式   | 車輛數目 | 型號         | 車輛數目   |
| -------- | ---------- | -------- | ------------ | ---------- |
| 0番台    | 全通編組   | 420      | 201系        | 340        |
| 0番台    | 可分割編組 | 268      | 201系        | 374        |
| 1000番台 | 全通編組   | 830      | 209系0番台   | 830        |
| 2000番台 | 全通編組   | 180      | 203系        | 170        |
| 2000番台 | 全通編組   | 180      | 207系900番台 | 10         |
| 5000番台 | 可分割編組 | 40       | 201系        | 40         |
| 5000番台 | 全通編組   | 200      | 205系        | 170        |
| 5000番台 | 全通編組   | 200      | 209系500番台 | 30         |
| 7000番台 | 全通編組   | 310      | 205系0番台   | 320        |

參考資料：
E233系的列車運行資訊顯示屏格式沿用E231系（500番台）和E331系的版本，但加入顯示時鐘。而1000番台的版本是0番台的闊屏幕版本，2000、5000、7000番台則採用新版黑色設計。

## 外部連結
- （日語）JR東日本車輛圖鑑－E233系 （页面存档备份，存于）
- （日語）GK工業設計－E233系 （页面存档备份，存于）
- （日語）川崎重工業的JR東日本E233系車輛介紹 （页面存档备份，存于）
- （日語）綜合車輛製作所的JR東日本E233系車輛介紹
- （日語）新津車輛製作所的車輛介紹

1. ↑  部分同款牽引逆變器由東洋電機製造集團代工
2. ↑  . 鉄道ニュース. 2020-06-12. （原始内容存档于2020-08-07） （日语）.
3. ↑  交友社2014年9月號「JR東日本E233系7000番台」P.54-56
4. ↑  交友社2014年12月號「JR東日本E233系8000番台」P.54-57